# Danh sách nhân vật trong Naruto
Dưới đây là danh sách nhân vật trong bộ truyện tranh nổi tiếng Nhật Bản Naruto của tác giả Masashi Kishimoto. Trong thế giới Naruto có năm nước lớn được gọi là Ngũ Đại Cường Quốc, ở mỗi quốc gia này lại có một làng ninja riêng: Làng Lá (Konohagakure) ở Hỏa Quốc, Làng Cát (Sunagakure) ở Phong Quốc, Làng Sương Mù (Kirigakure) ở Thủy Quốc, Làng Mây (Kumogakure) ở Lôi Quốc, và Làng Đá (Iwagakure) ở Thổ Quốc. Ngoài ra các nước nhỏ lân cận cũng có các làng ninja nhỏ.

## Làng Lá

### Đội 7
Đội 7 là đội ninja đến từ Làng Lá (Làng Mộc Diệp hay Konohagakure) bao gồm 4 nhân vật chính của bộ truyện này.

#### Uzumaki Naruto (うずまきナルト, Tuyền Qua Minh Nhân)

Naruto sau khi trở thành Hokage

Naruto là con trai của Hokage Đệ Tứ Namikaze Minato (Tia chớp Vàng Làng Lá) và Uzumaki Kushina. Lúc Naruto sinh ra cũng là lúc Kurama (Cửu Vĩ) bị thả ra và phá hoại làng. Hokage Đệ Tứ đã hi sinh thân mình phong ấn nó lại vào người Naruto để cứu làng, biến cậu thành Jinchuuriki (Nhân trụ lực) của Cửu Vĩ. Mẹ cậu vốn là Jinchuuriki trước đó cũng mất do Vĩ thú bị lôi ra khỏi người. Sau khi Đệ Tứ mất, Hokage Đệ Tam Sarutobi Hiruzen quay trở lại điều hành Làng Lá, ông đã lấy họ mẹ đặt cho Naruto để che đậy và không hề tiết lộ thân phận của cậu. Tuy nhiên ông vẫn âm thầm quan tâm đến Naruto.
Naruto có một tuổi thơ cô độc, không biết cha mẹ là ai, không có nổi một người bạn và luôn bị mọi người trong làng nhìn với ánh mắt lạnh lùng (bởi vì họ sợ rằng Jinchuuriki có thể gây nguy hiểm cho họ). Bởi thế, Naruto đã luôn có gắng gây sự chú ý bằng những trò quậy phá, đồng thời có ước mơ trở thành Hokage để cả làng công nhận sự tồn tại của cậu. Người đầu tiên công nhận sự tồn tại của Naruto là thầy giáo đầu tiên của cậu, thầy Umino Iruka. Trong Học viện Ninja, cậu thích một cô bé tên là Haruno Sakura, nhưng cô bé đó lại chết mê chết mệt anh chàng đẹp trai Uchiha Sasuke, người được coi là thiên tài trong lớp học và cũng là người mà Naruto cực kỳ ghét và luôn muốn vượt qua. Trong lớp học có một cô bé thầm thích Naruto là Hyuga Hinata nhưng cô bé đó rất nhút nhát, không dám nói ra. Naruto là một học sinh có học lực rất tệ, trong kỳ thi tốt nghiệp học viện ninja cậu đã thi trượt ba lần. Mizuki - một thầy giáo ở trường đã lợi dụng cậu đi ăn cắp cuốn bí kíp cấm thuật của Hokage. Trong trận chiến với Mizuki để bảo vệ Naruto, Iruka đã lấy thân mình đỡ đòn bảo vệ cho Naruto. Từ đó, đối với Naruto, Iruka còn hơn cả một người thầy. Cậu đã học được cấm thuật Đa trọng ảnh phân thân mà sau này có thể coi đó là thuật làm nên thương hiệu Naruto. Iruka đã cho cậu đôc kỳ thi tốt nghiệp và trao cho băng trán biểu tượng của Làng Lá.
Sau đó Naruto được phân vào Đội 7 cùng với Haruno Sakura và Uchiha Sasuke dưới sự dẫn dắt của ninja thượng đẳng (Jounin) Hatake Kakashi. Bốn người họ đã dần nảy sinh những tình cảm đặc biệt như một gia đình. Đặc biệt giữa Naruto và Sasuke, hai người đã ngầm coi nhau như bạn thân cũng như đối thủ, cả hai không ngừng cố gắng tập luyện để vươn lên. Tuy nhiên trong lòng Sasuke luôn ấp ủ ý định một ngày nào đó sẽ giết chết anh trai của mình là Uchiha Itachi, người đã sát hại cả gia tộc Uchiha và bỏ Làng Lá theo tổ chức tội phạm Akatsuki. Orochimaru (một trong Tam Nin (Sannin) huyền thoại của Làng Lá nhưng cũng là kẻ phản bội làng đã lợi dụng điều này để dụ dỗ Sasuke đi theo hắn, nhằm mục đích chiếm lấy thể xác của Sasuke. Mặc dù đã rất cố gắng nhưng Naruto đã thất bại trong việc đuổi theo và bắt Sasuke về. Từ đó cậu coi việc đưa được Sasuke trở về làng là mục tiêu quan trọng hàng đầu.
Trong những năm tiếp theo, Naruto đã đi theo tiên nhân Jiraiya (cùng là đệ tử của Hokage Đệ Tam và là một trong Tam Nin huyền thoại của Láng Lá) học thuật trong vòng 3 năm. Thầy Kakashi cũng dạy thêm cho cậu những nhẫn thuật cao cấp khác. Qua những trận chiến đã tôi luyện một Naruto trưởng thành hơn. Ý chí và nỗ lực của Naruto đã giúp những người khác thay đổi cách suy nghĩ rất nhiều (Hinata, Gaara, Tsunade, Bà Chiyo, Pain, hay Uchiha Obito). Sau khi Uchiha Madara hồi sinh và tuyên bố khơi mào Đại chiến Ninja lần thứ tư nhằm mục đích thu nhập các Vĩ Thú để thực hiện kế hoạch Nguyệt Nhãn của hắn, Naruto đã được Jinchuuriki của Bát Vĩ là Killer B ở Làng Mây chỉ cho cách điều khiển sức mạnh của Cửu Vĩ. Đến lúc này có thể nói Naruto là ninja mạnh nhất trong giới ninja đương thời. Cậu cùng với Sasuke phối hợp tiêu diệt được Madara và Thập Vĩ (kết hợp của cả chín Vĩ Thú), cũng như tiêu diệt được nữ thần Otsutsuki Kaguya. Sau đó Naruto và Sasuke đã có một trận chiến bất phân thắng bại và bắt tay làm hòa. Cậu thực hiện được ước mơ trở thành Hokage Đệ Thất, kết hôn với Hinata, có một con trai (Uzumaki Boruto) và một con gái (Uzumaki Himawari). Sarada - con gái của Sasuke và Sakura lấy Naruto làm hình tượng mẫu mực và cũng ước mơ muốn trở thành Hokage.

#### Uchiha Sasuke (うちはサスケ, Vũ Trí Ba Tá Trợ)
Uchiha Sasuke là con trai của Uchiha Fugaku - tộc trưởng tộc Uchiha và mẹ là Uchiha Mikoto - một Jounin xuất sắc. Sasuke đã từng có một tuổi thơ tương đối hạnh phúc, tuy cha cậu luôn thiên vị người anh Uchiha Itachi hơn nhưng đổi lại, Itachi luôn đối xử dịu dàng và chiều chuộng cậu. Trong lòng Sasuke, Itachi là thần tượng của cậu và là hình mẫu lý tưởng để cậu hướng tới. Nhưng bi kịch đã ập xuống, chính mắt cậu đã chứng kiến Itachi ra tay sát hại cha mẹ và tất cả những người trong tộc Uchiha. Trước khi rời đi, Itachi đã nói rằng nếu muốn giết anh để trả thù cho gia tộc, Sasuke cần phải mạnh hơn bằng cách căm thù anh. Mọi thứ sụp đổ hoàn toàn với Sasuke, và kể từ đó, trong lòng cậu chỉ có một suy nghĩ: Đó là cần phải giết được Itachi. Trong Học viện Ninja câu là học sinh ưu tú nhất, được coi là thiên tài. Các bạn nữ trong lớp thường thích Sasuke bởi phong cách lạnh lùng của cậu, trong đó có Sakura.
Sau khi tốt nghiệp Học viện Ninja, cậu được phân vào Đội 7 cùng với Naruto và Sakura. Tuy hai người ban đầu thường có những xích mích, nhưng sau đó Sasuke cũng đã cảm nhận được nỗi đau mà Naruto phải chịu giống như mình và đã có sự đồng cảm. Nhưng sự thù hận quá sâu đậm khiến cậu dấn thân vào con đường tội lỗi. Sau khi bỏ Làng Lá theo Orochimaru với mục đích đạt được sức mạnh tối thượng, với bản năng thiên tài, Sasuke đã nắm bắt hết các thuật của Orochimaru và nhốt hắn vào trong ảo thuật của mình. Sasuke bắt đầu tìm Itachi báo thù, và cậu đã giết được Itachi. Nhưng có gì đó ở Itachi khiến cậu cảm thấy không thỏa mãn, và sự thật bất ngờ về người anh trai của cậu dần được hé lộ khi Sasuke được Tobi kể lại câu chuyện. Sasuke trở nên quá sức điên cuồng và đau đớn, cậu muốn hủy diệt cả Làng Lá. Trong Đại chiến Ninja lần thứ tư, Sasuke đã gặp lại Itachi, có một cuộc nói chuyện với các Hokage tiền nhiệm. Cậu đã thấy đổi mục tiêu, không còn muốn hủy diệt làng nữa. Sasuke đã sát cánh cùng Naruto đánh bại được Madara và Thập Vĩ (kết hợp của cả chín Vĩ Thú), cũng như tiêu diệt được nữ thần Otsutsuki Kaguya. Những tưởng mọi thứ đều tốt đẹp, nhưng cậu lại dùng Rinnegan để khống chế tất cả các Vĩ Thú. Cậu và Naruto đã có một trận chiến bất phân thắng bại. Cả hai người đều bị mất một cánh tay. Sasuke quyết định đi khắp thế giới để giác ngộ cũng như đền lại những tội lỗi mà mình đã gây ra.
Trong kết thúc manga, Sasuke kết hôn với Sakura và có một người con gái (Uchiha Sarada). Ở phần Boruto, Sasuke được thể hiện là một nhẫn giả lang bạt, đi khắp thế giới để thu thập tin tức, anh được coi là Hokage bóng tối của làng Lá. Boruto - con trai của Naruto vì quá ngưỡng mộ anh mà mong muốn được làm đệ tử của anh, và được anh chấp thuận.

#### Haruno Sakura (春野サクラ, Xuân Dã Anh)
Haruno Sakura là nữ nhân vật chính của bộ truyện Naruto. Cô là con gái của một gia đình bình thường, bao gồm bố Haruno Kizashi và mẹ Mebuki. Đầu bộ truyện, Sakura được xem là một kunoichi có cái đầu thông minh nhưng tệ hại về mặt chiến đấu. Hatake Kakashi, hướng dẫn viên của đội 7 nhận xét rằng cô bé có khả năng điều khiển chakra thượng thừa và tố chất ảo thuật mạnh mẽ. Sau khi trải qua rất nhiều cuộc chiến, Sakura tự nhận thức được mình còn quá yếu kém, nên đến xin Hokage Đệ Ngũ Tsunade (một trong Tam Nin huyền thoại) nhận làm đệ tử. Sau 2 năm huấn luyện, Sakura trở thành một ninja rất mạnh với các nhẫn thuật trị thương và giải độc. Sức mạnh thể chất của cô đặc biệt mạnh mẽ, khi cô dễ dàng đập vụn đối thủ chỉ bằng một cú đấm hoặc làm nứt vỡ mặt đất chỉ bằng một cú đá. Điều này khiến cho Uzumaki Naruto cực kì sợ hãi khi gặp lại cô, và Kakashi thì nhận xét rằng cô có thể vượt qua Tsunade. Jiraiya nói rằng với tài năng, vẻ đẹp và sức mạnh mà cô đang sở hữu có thể đặt cho cô biệt danh " Tsunade đệ nhị". Sau đại chiến Nhẫn giả lần thứ IV, cô thăng cấp Jounin, được mọi người biết đến là "Đệ Nhất Y Nhẫn Giả" của Konoha. Cô cũng là người thứ hai luyện được Bách Hào thuật, sau Tsunade.
Sakura được miêu tả là một cô gái nóng tính. Cô rất thiếu nhẫn nại với những kẻ ngu ngốc, đặc biệt là Naruto, và cô đã đấm bay cậu ta trong suốt thời trẻ của mình. Ở tuổi 12, cô quan tâm đến vẻ ngoài của mình, hơi hung bạo và ích kỉ trong một số tình huống, nhưng cô lại vô cùng tốt bụng, giàu tình thương và lòng nhân ái. Sau 2 năm huấn luyện với Tsunade, cô trở nên trưởng thành và tính cách có phần thô lỗ bốc đồng hơn, thể hiện trong trận chiến với Sasori, cô không ngần ngại mạo hiểm dùng bùa nổ đánh tan khói độc, một hành động mà Chiyo cho rằng "quá sức liều lĩnh với tính mạng của mình". Sakura không ngần ngại bảo vệ đồng đội và luôn tìm hết cách để thúc đẩy ước mơ của họ. Cô là một nhân vật với tính cách con người, cảm xúc con người và mọi thứ của cô đều rất "thật". Masashi Kishimoto thừa nhận rằng anh muốn xây dựng Sakura là "một cô gái khó chịu, nhưng tốt bụng."
Trong các mối quan hệ của mình, Sakura bắt đầu có những người đồng đội thật sự ở đội 7. Đối với Uzumaki Naruto, Sakura có những tiến triển tình cảm nhất định với cậu, như lúc đầu tỏ ra ghét bỏ, coi thường, đến bắt đầu tin tưởng và rồi là sự yêu thương. Cuối cùng, cô trở thành hồng nhan tri kỉ của cậu. Mối quan hệ của Naruto và Sakura rất đặc biệt, như Naruto luôn tỏ ra mê đắm cô, còn Sakura thì có cảm giác mãnh liệt với cậu. Có thể dùng "dưới tình yêu nhưng trên tình bạn" để diễn tả mối quan hệ của họ. Còn với Uchiha Sasuke, tình cảm của cô lúc 12 tuổi có lẽ chỉ là tình cảm của các cô gái tuổi mới lớn. Nhưng qua thời gian, tình cảm ấy lớn dần. Sakura luôn mong muốn đưa Sasuke trở về và đội 7 lại trở về như xưa. Cho dù Sasuke trở nên tàn nhẫn và muốn giết hết cả đội 7, cả Naruto và Sakura vẫn đủ nhẫn nại và tình yêu để tha thứ cho cậu. Ở những chương cuối bộ truyện, Sasuke đã chọc hai tay vào trán Sakura như biểu hiện của tình yêu thương.
Ở kết thúc Manga, Sakura cưới Sasuke và có một cô con gái cá tính tên là Uchiha Sarada. Cô trở thành một Tokubetsu-nin (Jounin có trình độ cao cấp đang tạm nghỉ để làm lĩnh vực riêng của mình) chuyên về Y nhẫn, ngoài ra còn là một nội trợ. Trong tiểu thuyết Boruto, Boruto nhận định rằng cô là người có thể ngồi vào chiếc ghế Hokage thay Naruto điều hành ngôi làng.

#### Hatake Kakashi (はたけカカシ, Kỳ Mộc Tạp Tạp Tây)
Kakashi là đội trưởng Đội 7 gồm Naruto, Sasuke, và Sakura. Anh là con trai của Hatake Sakumo, người được mệnh danh là Nanh Trắng của Làng Lá với danh tiếng sánh ngang Tam Nin huyền thoại. Kakashi được mệnh danh là Kakashi Ninja sao chép (Kopī Ninja no Kakashi) hay Sharingan Kakashi (Sharingan no Kakashi). Những biệt hiệu đó có được là do con mắt trái của anh, con mắt Sharingan (Tả Luân Nhãn, là con mắt đặc trưng của tộc Uchiha) được Kakashi sử dụng trong chiến đấu, cho phép anh sao chép toàn bộ kỹ thuật của đối thủ.
Kakashi là một trong những người lạnh lùng nhất của bộ truyện. Với một quá khứ đen tối và đau khổ, anh hiếm khi thể hiện cảm xúc với ai. Cha của anh, Sakumo đã tự sát khi bị đồng đội gièm pha, điều đó khiến Kakashi trở nên cứng nhắc và chỉ muốn tuân theo luật lệ của ninja, tin rằng nhiệm vụ mới chính là điều quan trọng nhất. Anh được coi là thiên tài xuất sắc của Làng Lá, tốt nghiệp Học viện khi lên 5 tuổi, lên Chunin năm 6 tuổi và trở thành Jounin năm 13 tuổi. Sau này là thành viên trong nhóm do Namikaze Minato (sau này là Hokage Đệ Tứ) hướng dẫn, cùng nhóm còn có Uchiha Obito và Nohara Rin. trong Đại chiến thế giới Ninja lần thứ ba, Obito khi sắp hi sinh đã trao lại con mắt Sharingan của mình cho Kakashi. Từ đó Kakashi thay đổi hẳn, bắt đầu biết trân trọng các đồng đội của mình hơn. Sau khi Rin mất, anh càng trở nên đen tối, mệt mỏi và bị ám ảnh bởi cái chết của cô, cái chết do chính anh là nguyên nhân trực tiếp. Anh tham gia vào đội Anbu và càng ngày càng trở nên tàn nhẫn. Cuối cùng, Maito Gai quá lo lắng cho anh - người đang chán đời đến mức không thiết gì đến cuộc sống, đã xin ngài Hokage Đệ Tam cho anh rời khỏi Anbu. Kakashi trở thành thầy giáo, một Jounin và anh đánh trượt hết tất cả thí sinh của mình cho đến khi đội 7 - nơi có ba đứa trẻ Naruto, Sasuke, và Sakura trở thành những học trò đầu tiên vượt qua bài kiểm tra của anh. Trong thời gian làm hướng dẫn cho đội 7, Kakashi tỏ ra là một ông thầy bê trễ, vui tính và không quan tâm sự đời, như việc anh thường xuyên đến muộn 3 tiếng so với học trò. Anh cũng cố hết sức mình để giúp Sasuke trở lại, nhưng cậu luôn muốn giết anh.
Trong đại chiến Ninja lần thứ IV, Kakashi là một trong những ninja quan trọng dẫn đến chiến thắng của Liên Minh Nhẫn Giả. Anh gặp lại Uchiha Obito, người đang hoàn toàn bị biến chất và một lần nữa lại giao chiến với đồng đội cũ. Sau cùng, Obito trao cho anh cặp mắt của mình, giúp Kakashi tạo được hình dạng Susanoo cuối cùng, góp phần đánh bại Kaguya.
Ở kết thúc Manga, Kakashi được giao lại ngôi vị Hokage Đệ Lục. Sau khi Naruto làm Hokage Đệ Thất, anh đã 44 tuổi, bước vào thời về hưu, thường cùng Maito Gai và Mirai Sarutobi - con gái của Sarutobi Asuma với Yuhi Kurenai đi nghỉ dưỡng.

### Đội 10
Đội 10 được dẫn dắt bởi Sarutobi Asuma (con trai của Hokage Đệ Tam) và 3 đệ tử là Nara Shikamaru, Akimichi Choji, và Yamanaka Ino. Họ là thế hệ thứ tiếp theo của bộ ba Ino - Shika - Cho (3 tộc Yanamaka - Nara - Akimichi có mối quan hệ khăng khít và thường sát cánh bên nhau).

#### Nara Shikamaru (奈良シカマル, Nại Lương Lộc Hoàng)

Nara Shikamaru

Nara Shikamaru là con trai của Nara Shikaku, tộc trưởng tộc Nara. Cậu được mô tả là một cậu nhóc lười biếng và luôn miệng càu nhàu "Phiền phức thật!" đến nỗi Naruto gọi cậu ta là một tên "cuồng phiền phức". Cậu có tính cách của một ông già, rất thích ngắm mây và đánh cờ tướng. Theo như lời thầy Asuma, Shikamaru là người rất điềm tĩnh và nhạy bén khi thi đấu với trí thông minh siêu việt đạt tới IQ 200. Bề ngoài Shikamau có vẻ hời hợt nhưng kỳ thực bên trong lại sống rất tình cảm, hết mình vì bạn bè và đồng đội. Kỹ năng đặc trưng của cậu cũng là kỹ năng của tộc Nara, là các thuật về bóng. Sau khi tốt nghiệp Học viện Ninja, theo truyền thống cậu được phân vào cùng đội với Choji của tộc Akimichi, là bạn thân từ nhỏ của cậu, và cô bé Ino của tộc Yamanaka.
Tại cuộc thi Chunin, cậu đã cho thấy sự phân tích tuyệt vời của mình trong trận đấu với Temari của Làng Cát. Temari là người tính toán cẩn thận không để cho bóng đụng đến người mình. Nhưng bằng sự tính toán chính xác đến từng bước, Shikamaru đã lừa được Temari vào bẫy bóng, nhưng sau đó lại tuyên bố thua cuộc. Cậu nói rằng danh hiệu Chunin này thực sự chẳng có ý nghĩa gì với cậu, thêm nữa càng không thích đánh con gái, nếu đánh con gái thì hèn quá. Một trận đấu tưởng chừng như tẻ nhạt lại khiến tất cả khán giả phải chú ý. Dù bỏ cuộc, nhưng trí thông minh nhanh nhạy của cậu làm mọi người thực sự ấn tượng. Kết quả, cậu lại là Genin duy nhất trở thành Chunin sau kì thi đó.
Nhiệm vụ đầu tiên của Shikamaru sau khi trở thành Chunin là giải cứu Sasuke khi cậu bỏ làng chạy theo Orochimaru. Shikamaru đã tập hợp một nhóm gồm 5 người bao gồm cậu, Uzumaki Naruto, Akimichi Choji, Inuzuka Kiba, và Hyuga Neji đi giải cứu Sasuke. Lúc đó, Shikamaru đã nói rằng "Tôi chẳng phải là bạn thân của Sasuke, cậu ta cũng chẳng phải là mẫu người mà tôi thích. Nhưng Sasuke cũng là ninja của Làng Lá, là đồng đội của chúng ta nên chúng ta sẽ liều mình cứu cậu ấy." Dù Shikamaru đã cố gắng hết sức trong vai trò đội trưởng, cuối cùng toàn đội vẫn bị thất bại vì đối thủ quá mạnh. Nhưng có một điều thần kỳ là tất cả đều còn sống. Sau đó, Shikamaru tỏ ý muốn bỏ ý định làm ninja nhưng bố cậu đã nói thẳng với cậu rằng hành động đó "chẳng phải là thằng đàn ông, con chỉ là con rùa rụt cổ mà thôi". Ông đã phân tích rằng nếu không phải cậu thì người khác sẽ làm đội trưởng, và những người đồng đội của cậu dưới sự dẫn dắt của một đội trưởng khác không phải là cậu chắc gì đã sống sót. Shikamaru tự hứa sẽ không thất bại trong những lần làm nhiệm vụ tới.
Tính cách của Shikamaru đã thay đổi từ đó, cậu chín chắn hơn, không còn còn lười nhác hay càu nhàu như trước. Nhưng bước ngoặt lớn nhất đối với cậu là cái chết của thầy Asuma (bị một thành viên của Akatsuki là Hidan giết). Đối với cậu, thầy Asuma như một người cha thứ hai và rất hiểu cậu. Shikamaru đã thề rằng sẽ trả thù cho Asuma và chăm sóc cho đứa con chưa chào đời của thầy. Chính cậu đã tự tay đánh bại Hidan và chôn sống hắn. Sau Đại chiến Thế giới Ninja lần thứ tư, câu trở thành quân sư số một bên cạnh Hokage Đệ Thất Naruto. Cậu kết hôn với công chúa Temari của Làng Cát và có một người con trai tên là Shikadai (IQ 180), tính cách rất giống cậu lúc nhỏ. Shikadai có thể sử dụng thành thạo Ảnh Phược Thuật giống cha của mình.

#### Akimichi Choji (秋道チョウジ,Thu Đạo Đinh Thứ)
Akimichi Choji là thành viên của gia tộc Akimichi, một trong 4 dòng họ cao quý ở Làng Lá, cũng là con trai của Akimichi Chouza, tộc trưởng. Choji là một cậu bé mập mạp và miệng luôn nhồm nhoàm thức ăn đến nỗi Naruto gọi cậu ta là một tên "cuồng ăn". Tuy vậy, Choji rất ghét bị người ta gọi là "mập" hay "béo". Từ nhỏ, Choji luôn tự ti về thân hình của mình và bạn bè thường bỏ rơi cậu, cậu nghĩ mình là không phải là một ninja mạnh. Nhưng đến một ngày Choji gặp được Shikamaru, chính Shikamaru là người đã an ủi Choji và công nhận tài năng của cậu, từ đó Choji đã tự tin lên và ngày càng mạnh mẽ hơn. Shikamaru từng nói rằng Choji là bạn thân nhất mà cậu hoàn toàn tin tưởng. Tuy rằng nhiều khi Choji khiến người khác bực mình vì chỉ biết ăn, nhưng cậu thật sự là một người can đảm, một người bạn rất tốt và đáng tin cậy. Choji cũng luôn ủng hộ và tin tưởng Shikamaru hết mình. Hai người rất hiểu nhau và thường phối hợp một cách ăn ý.
Trong nhiệm vụ truy đuổi Sasuke, Choji là người đầu tiên mà Shikamaru chọn đi cùng cậu và Naruto (2 người còn lại là Kiba và Neji). Trong lúc bị Jirobo nhốt, Choji là người đầu tiên nhận ra được kế hoạch thoát ra ngoài của Shikamaru. Cậu còn quyết tâm ở lại nhận nhiệm vụ đối đầu với Jirobo để đồng đội có thể tiếp tục đuổi theo Sasuke. Đó là 1 trận đấu khó khăn, Jirobo mạnh hơn Choji rất nhiều. Choji đã phải dùng đến viên thuốc tăng lực đặc biệt thứ ba của tộc Akimichi để có thể thắng tên đó, dù cho cậu biết rằng cái giá phải trả của sức mạnh vô địch đó vô cùng đắt, đó chính là mạng sống của cậu, tuy nhiên cậu vẫn chấp nhận uống nó. Cậu đã chiến thắng Jirobo, kể cả khi hắn hóa biến thành trạng thái 2 (nhờ ấn chú của Orochimaru). Sau đó Choji ngất đi, đội cứu viện làng Lá đã đến và đưa cậu về chữa trị kịp thời. Sau lần đó, Naruto và đồng đội của Choji đã phải nhìn nhận Choji bằng con mắt khác. Kết thúc Đại chiến Thế giới Ninja lần thứ tư, Choji kết hôn với Karui của Làng Mây và có một người con gái tên là Chocho - một cô bé rất giàu tình cảm, hay mơ mộng, sử dụng được Bội Hóa Chi thuật.

#### Yamanaka Ino (山中いの,Sơn Trung Tỉnh Dã)
Ino là một cô bé thuộc gia tộc danh tiếng Yamanaka và cũng là chủ một cửa hàng hoa nhỏ ở Làng Lá. Cô là con gái duy nhất của Yamanaka Inoichi, tộc trưởng tộc Yamanaka. Ino được mô tả là một cô bé xinh đẹp, giàu tình cảm và luôn lo lắng cho đồng đội. Ino là người bạn đầu tiên và thân nhất của Sakura, đã giúp cho Sakura thấy được giá trị của bản thân mình. Khi còn nhỏ, cô bé đã tặng cho Sakura một sợi dây ruy-băng đỏ và nói rằng, Sakura không việc gì phải giấu đi cái trán vồ của mình cả. Từ đó, Sakura và Ino trở thành bạn thân. Sau đó, Sakura đã thích Sasuke, cũng là người trong mộng của Ino, ở trường đào tạo Ninja. Ino biết chuyện, tình bạn của họ từ đó chấm dứt chuyển sang tình địch. Sakura gọi Ino là "Ino-pig (heo)" (do tên Ino cũng có nghĩa là heo trong tiếng Nhật), còn Ino gọi Sakura là "trán vồ". Tuy mâu thuẫn như thế, nhưng trong cuộc thi Chunin, Ino vẫn quyết định nhảy ra cứu Sakura khỏi sự truy sát của ba tên ninja gián điệp của Orochimaru. Ở vòng sau, hai người còn có một cuộc đấu tay đôi nảy lửa với kết quả bất phân thắng bại. Sau cuộc thi, Ino và Sakura đã làm hòa và quay trở lại là đôi bạn thân.
Ino sau này cũng trở thành một ninja trị liệu giống Sakura. Ino cùng Choji đến giải cứu Shikamaru trong trận đánh với Hidan và Kakuzu của hội Akatsuki. Lúc đó, thầy Asuma bị thương rất nặng. Cô cố gắng trị thương nhưng không thể vì vết thương quá nặng nằm ngoài khả năng của cô. Asuma nhờ Ino hãy thay ông trông chừng Shikamaru và Choji, và nói với cô đừng để thua Sakura trong thuật trị thương và tình cảm. Sau chiến tranh Ino kết hôn với Sai và có một người con tên là Inojin - một cậu bé giống cô, vừa mang chút thẳng thắn không ngượng mồm của Sai, vừa mang tấm lòng chan chứa tình cảm của Ino. Cậu bé được đề cập là có thể sử dụng Siêu thú ngụy họa của cha, Y liệu nhẫn thuật và Tâm Chuyển thuật của mẹ.

#### Sarutobi Asuma (猿飛アスマ,Viên Phi A Tư Mã)
Asuma là đội trưởng của đội 10, đặc điểm nổi bật nhất của thầy Asuma là lúc nào cũng phì phèo điếu thuốc lá. Thầy Asuma cũng là một trong 12 ninja bảo vệ Hỏa Quốc, là con trai của Hokage Đệ Tam Sarutobi Hiruzen, và là bác ruột của Sarutobi Konohamaru. Vũ khí của thầy Asuma là hai con dao đặc biệt được làm bằng một thứ kim loại có khả năng hấp thụ chakra của người sử dụng. Vì chakra của thầy thuộc tính Phong nên vũ khí của thầy càng trở nên vô cùng sắc bén.
Thầy Asuma là một người rất yêu thương và chiều học trò của mình, anh thường hay chơi cờ với Shikamaru nhưng chưa bao giờ thắng được cậu. Asuma là người đầu tiên phát hiện ra trí tuệ siêu phàm của Shikamaru cũng như rất hiểu cậu, là người ảnh hưởng lớn đến tính cách của Shikamaru. Ngoài ra anh cũng là người thừa hưởng toàn bộ ý chí của ngài Đệ Tam - cha anh. Asuma hy sinh trong 1 trận chiến với Hidan và Kakuzu của Akatsuki. Trước khi nhắm mắt Asuma đã nói với Shikamaru những lời cuối cùng khiến cậu nhớ mãi: "Tất cả ninja đều giống như những quân cờ, hi sinh để bảo vệ quân Tướng. Và quân Tướng chính những đứa trẻ - thế hệ mai sau của Làng Lá."
Asuma có quan hệ tình cảm với cô giáo Yuhi Kurenai, khi anh hi sinh thì cô vẫn đang mang thai đứa con gái của họ. Shikamaru đã hứa với bản thân mình sẽ thay thế thầy chăm sóc cho đứa trẻ đó.

### Đội 8
Đội 8 bao gồm các thành viên Hyuga Hinata, Inuzuka Kiba, và Aburame Shino. Đội trưởng là cô Yuhi Kurenai.

#### Hyuga Hinata (日向 ヒナタ,Nhật Hướng Sồ Điền)
Hinata là con gái lớn của Hyuga Hiashi, tộc trưởng tộc Hyuga, một trong 4 gia tộc cao quý của làng Lá. Ngoài ra cô còn có một đứa em gái là Hanabi và gọi Neji bằng em họ.Cô là một cô bé hiền lành, tốt bụng, hay mắc cỡ. Quá khứ không mấy tốt đẹp đã tác động đến tính cách cô bé khá nhiều. Hinata sống thiên về lối sống nội tâm hơn là ngoại tâm, là mẫu người kì lạ nhưng đáng yêu, nhìn có vẻ quá nhút nhát nhưng kì thực cô lại vô cùng can đảm, kiên cường. Cô là người có sức mạnh ẩn bên trong và mang phẩm chất của người nội trợ tốt, người mẹ hiền. Hinata là con gái đầu và trên lý thuyết sẽ là người nữ thừa kế của gia tộc Hyuga của tông gia. Dù Hinata mới là người thừa kế của dòng họ, nhưng cha cô bé là Hyuga Hiashi lại thường bỏ qua cô mà tập trung vào huấn luyện kỹ năng cho con gái út là Hanabi. Lúc giao Hinata cho cô giáo Kurenai, cha cô đã nói: "Hãy đối xử với nó như cô muốn. Đối với tôi, nó chỉ là một đứa vô dụng, nhà Hyuga không cần nó, nó còn tệ hơn cả đứa em Hanabi kém nó 5 tuổi".
Lúc đầu, Hinata rất nhút nhát và dễ dàng suy sụp, cô luôn chỉ biết bỏ cuộc, trốn tránh. Đúng lúc tưởng chừng như mọi thứ hoàn toàn vô vọng không thể cứu vãn nữa, định mệnh đã đưa cô gặp được Naruto - một cậu nhóc cũng vô cùng kém cỏi như cô, luôn bị coi là kẻ thất bại trong mắt mọi người. Tuy nhiên đối với cô, hình ảnh thất bại của 1 cậu nhóc luôn bị cười nhạo đó lại trở thành đại diện của sự tự tin và ước mơ, nụ cười của cậu đã xua tan đi những tháng ngày tăm tối trong cô và mở ra một con đường mới, con đường của ước mơ và hi vọng, đó cũng là lần đầu tiên trong đời Hinata biết thế nào là ý nghĩa của cuộc sống và phải đấu tranh thế nào để giành được nó. Hinata là người đầu tiên nhìn ra những điểm tốt trong tâm hồn Naruto, đồng thời cũng là một trong số ít người thừa nhận sự tồn tại của cậu. Hinata rất ngưỡng mộ sự mạnh dạn, nỗ lực của cậu mặc dù cậu đã vấp ngã rất nhiều lần. Luôn cố gắng để mọi người nhận ra giá trị của mình, luôn gồng mình vươn lên trong thất bại, điều đó đã để lại ấn tượng vô cùng sâu sắc trong lòng Hinata; cũng từ lúc đó cô đã bắt đầu dõi theo cậu, ước mong sao ngày nào đó có thể bắt kịp cậu, được bước đi cùng trên cùng một con đường và đến những nơi có sự hiện diện của cậu. Vì Naruto, Hinata có thể làm bất cứ điều gì, kể cả khi điều đó phải đánh đổi bằng cả sinh mạng của mình cô vẫn có thể cười tươi mà nói rằng: cô không hề hối hận, bởi vì cậu không chỉ là người cô vô cùng ngưỡng mộ, mà còn hơn thế, bởi vì cậu là người cô yêu.
Sự nỗ lực của Hinata đã khiến những người xung quanh và đặc biệt là cha cô nhìn nhận cô một cách đúng đắn hơn. Là thành viên nữ duy nhất của Đội 8 nên Hinata cũng được Kiba và Shino quan tâm và bảo vệ. Cuối truyện, Hinata đã kết hôn với Naruto và có hai người con, trai là Boruto - nhân vật chính của bộ manga Boruto sau này, gái là Himawari, thua Boruto 2 tuổi. Hinata trở thành một người nội trợ và từ bỏ công việc ninja để chăm sóc cho gia đình.

#### Inuzuka Kiba (犬塚キバ,Khuyển Trũng Nha)
Kiba thuộc tộc Inuzuka, tộc chuyên về huấn luyện chó ninja của Làng Lá, người bạn thân luôn đồng hành cùng cậu là chú chó ninja Akamaru. Kiba là một con người dũng cảm, thông minh, vui tính và biết quan tâm tới bạn bè. Cậu có ước mơ trở thành Hokage và lúc đó sẽ dành riêng một ngày kỷ niệm cho chó. Cậu có khả năng đánh hơi đối phương còn thính hơn cả chó ninja. Kiba là một trong năm người trong đội giải cứu Sasuke do Shikamaru làm đội trưởng. Cậu đã nhận nhiệm vụ ở lại đánh chặn Sakon để Shikamaru và Naruto tiếp tục truy đuổi. Trong trận này cậu và Akamaru chiến đấu rất dũng cảm đến sức lực cuối cùng dù đối phương rất mạnh. Tưởng chừng như cái chết đã cận kề thì Kankuro từ Làng Cát đã tới ứng cứu kịp thời.
Trong Đội 8 thì tính cách của Kiba rất hấp tấp, trái ngược với Shino là người cẩn thận nên giữa họ vẫn hay cãi nhau, tuy nhiên Shino vẫn thường nhường cậu. Nhưng phối hợp cùng nhau họ là một đội rất mạnh với những năng lực đặc biệt của cả ba người.
Ở Boruto, Kiba trở thành một Tokubetsu-Nin, làm cảnh sát bảo vệ cho làng.

##### Akamaru (赤丸,Xích Hoàn)
Akamaru là chú chó ninja của Kiba. Akamaru là người bạn thân thiết nhất của Kiba, cùng lớn lên với Kiba từ nhỏ. Lúc còn nhỏ, Akamaru thường chui trong áo hay cưỡi trên đầu Kiba. Tuy nhiên, đến phần 2 Akamaru đã đủ lớn để cho Kiba cưỡi lên người. Akamaru có thể phán đoán được lượng Chakra của đối thủ qua đánh hơi. Ngoài ra, Akamaru còn có khả năng đánh dấu kẻ địch bằng nước tiểu, cùng Kiba chiến đấu.

#### Aburame Shino (油女シノ,Du Nữ Chí Nại)
Shino là một người rất huyền bí, luôn luôn mang một đôi kính mát trên mắt, trong lớp có vẻ không nhiều người biết năng lực thật của Shino là gì. Thực ra, Shino là người kế thừa của dòng họ Aburame, một gia tộc hùng mạnh của Làng Lá. Dòng họ này có đặc điểm là gây nuôi côn trùng ngay trong cơ thể mình. Thức ăn của những con côn trùng này là charka, vì thế họ sử dụng chúng trong chiến đấu, hút chakra của đối phương.
Trong cuộc thi Chunin, câu đã dễ dàng đánh bại một tên ninja gián điệp Làng Âm Thanh (một làng mới do Orochimaru lập ra) là Zaku khiến tất cả bất ngờ vì Shino quá mạnh. Sau khi Orochimaru phát động cuộc chiến tấn công Làng Lá, mở màn là màn ảo thuật gây ngủ của Kabuto, cậu là một trong ba ninja sơ đẳng (cùng với Sakura và Shikamaru) giải được ảo thuật và bám theo Gaara. Sau đó cậu đã đụng độ Kankuro và dành chiến thắng.
Shino thường cảm thấy khó chịu vì không được tham gia vụ giải cứu Sasuke (lúc đó cậu đang ở ngoài làm nhiệm vụ khác). Cậu cũng hay bắt bẻ Naruto việc không nhận ra cậu (trên thực tế phong cách ăn mặc của Shino khiến người khác cũng khó nhận ra). Tuy nhiên, đằng sau dáng vẻ lạnh lùng của Shino, cậu là một người rất coi trọng bạn bè và đồng đội. Nhiều năm sau khi Đại chiến Ninja lần thứ tư kết thúc, Shino trở thành một giáo viên tại Học viện Ninja, trong đám học viên của Shino có Boruto - con trai của Naruto và Hinata và Sarada - con gái của Sakura và Sasuke.

#### Yuhi Kurenai (夕日紅,Tịnh Nhật Hồng)
Cô Kurenai là người dẫn dắt Đội 8, cô là một tiểu thư của một dòng họ nổi tiếng ở Làng Lá, là người tốt bụng và dịu dàng, có sở thích trồng, chăm sóc hoa, cây cỏ. Kurenai còn là bạn gái của thầy Asuma. Cô là người đã che chở cho Hinata khi cô bé bị cha mình ruồng bỏ vì ông cho rằng Hinata không thích hợp làm ninja.
Cô được biết đến như là thiên tài Ảo thuật của làng Lá. Kurenai là một ninja ưu tú và nhanh nhẹn, sử dụng linh hoạt các loại vũ khí.
Cái chết của Asuma đã gây một cú sốc lớn cho cô, lúc đó trong người cô đang mang đứa con của Asuma. Shikamaru đã tự hứa với bản thân sẽ thay thầy chăm sóc cho Kurenai và đứa bé, đồng thời quyết chí sẽ nhận nó làm đệ tử khi nó lớn lên. Kurenai sau đó sinh hạ một bé gái, cô đặt tên con là Mirai, theo tiếng Nhật có nghĩa là "phép màu".

### Đội Gai
Đội Gai chỉ huy bởi Maito Gai (Might Guy) gồm Rock Lee, Hyuga Neji, và Tenten được thành lập 1 năm trước ba đội 7, 8 và 10. Đây là 3 Genin xuất sắc nhất năm đó.

#### Rock Lee (ロック・リー,Lý Lạc Khắc)

Rock Lee

Lee có một mối quan hệ rất khăng khít với thầy Gai. Cậu bé chịu ảnh hưởng rất lớn từ anh, Lee làm theo triệt để những gì thầy Gai làm, từ tư thế chiến đấu, sự luyện tập chăm chỉ không ngừng nghỉ, lòng dũng cảm, và cả kiểu tóc nữa. Lee cũng có một đôi lông mày rậm giống ông thầy Gai của mình mà Naruto hay gọi là "lông mày sâu róm". Niềm tin của Lee cũng giống như Gai, có thể trở thành một ninja mạnh mà không cần đến nhẫn thuật và ảo thuật. Gai tin rằng Lee có "đôi mắt đẹp" và cũng gọi cậu là "một học sinh lanh lợi". Lee gắn từ "san" (con gái) hay "kun" (con trai) vào tên tất cả những người mình quen, đó cũng là một cách gọi dễ thương của cậu.
Rock Lee là người sử dụng thể thuật, là kết quả của một sự luyện tập không ngừng nghỉ. Lee không có khả năng sử dụng nhẫn thuật hay ảo thuật, vì thế chỉ có thể dùng thể thuật khi chiến đấu. Cậu có thể mở 6/8 huyệt chakra trong Bát Môn Độn Giáp, và có một tốc độ di chuyển nhanh bất ngờ. Cho dù đối thủ là ai đi nữa, thì Lee vẫn cố gắng không ngừng chiến đấu và không bao giờ có ý định bỏ cuộc. Trong nhiệm vụ giải cứu Sasuke, câu không thể tham gia cùng nhóm Shikamaru do bị thương nặng ở cuộc chiến với Gaara trong cuộc thi tuyển Chunin trước đó. Nhưng sau đó cậu đã được Hokage Đệ Ngũ Tsunade chữa trị và bình phục, câu đã ngay lập tức lên đường hỗ trợ cho nhóm.
Trong Boruto, anh thường làm những công việc như cảnh sát và hướng dẫn viên cho kì thi Chunin. Anh có một người con trai tên là Metal Lee - một cậu bé y hệt anh, nhưng nhút nhát và sợ sệt mỗi khi có quá nhiều người chú ý đến mình.

#### Hyuga Neji (日向ネジ,Nhật Hướng Ninh Thứ)
Hyuga Neji là thần đồng của dòng họ Hyuga, gia tộc nổi tiếng với Byakugan (Bạch Nhãn). Số phận của Neji khá bi kịch, cha của cậu Hyuga Hizashi chỉ sinh sau Hyuga Hiashi (cha của Hinata) chỉ vài giây, phải chấp nhận làm phân gia. Luật lệ hà khắc của tộc Huyga không bao giờ cho phép người của phân gia là người đứng đầu gia tộc. Bởi thế dù Neji là thiên tài và mạnh đến đâu cũng chỉ là người bảo về cho tông gia. Lên 4 tuổi, cậu còn bị phong ấn phân gia lên trán, đã làm cho Neji trở thành một con người lạnh lùng, đầy thù hận và bị chi phối bởi ý nghĩ số phận đã ràng buộc con người, và số phận là không thể thay đổi. Cha cậu đã chết để bảo vệ Hyuga Hiashi của tông gia đã trở thành mối hận thù sâu trong lòng Neji. Cậu không muốn phải dùng cả đời để bảo vệ bổn gia, nhưng chỉ cần có ý nghĩ ly khai thì dấu ấn trên trán sẽ phát tác rất đau đớn. Cuộc đời của Neji bị gắn chặt bởi số phận trớ trêu, trói buộc ý chí của một thiên tài.
Khi tham dự cuộc thi Chunin, ngay trận đầu Neji đã gặp Hinata, là chị họ của mình ở bên Tông gia. Sự căm thù vốn có đã khiến Neji chế nhạo Hinata. Mặc dù bản thân Neji hồi nhỏ cũng có cảm tình với Hinata nhưng khi thấy cha cậu đã chết để bảo vệ Hyuga Hiashi thì tình cảm đó biến mất thay bằng lòng căm thù, cậu quyết tâm giết chết người của tông gia. Neji đã suýt đánh chết Hinata. Trong trận tiếp theo, Naruto đánh bại Neji và thuyết phục cậu rằng, số phận của một người không phải được an bài khi mới sinh ra, mà nó có thể được thay đổi tùy theo người có số phận đó. Sau trận đấu đó, người bác Hiashi đã đến gặp cậu, tiết lộ cho cậu biết về tình anh em máu mủ giữa cha cậu và ông. Đến lúc đó, lòng cậu cảm thấy vô cùng bình yên và nhẹ nhõm.
Sau đó, Neji cũng có nhiều thay đổi. Cậu mặc bộ đồ truyền thống của gia tộc Hyuga và quan hệ của cậu với Hinata và tông gia đã tốt lên nhiều. Cậu thường tập luyện cùng Tenten, Hinata và người bác Hiashi của mình. Neji vẫn là một người lạnh lùng, nhưng ít ra cũng đã vui vẻ hòa đồng hơn trước. Và dường như sự hận thù đã tan biến hoàn toàn, cậu đã đặt niềm tin vào Hinata, tin rằng cô sẽ trở nên mạnh mẽ. Trong Đại chiến Nhẫn giả lần thứ tư, Neji đã hi sinh khi bảo vệ Hinata và Naruto trong đợt tấn công của Thập Vĩ.

#### Tenten (テンテン,Thiên Thiên)
Tenten nổi bật nhất là khả năng ném ám khí và sử dụng thành thạo các loại đạo cụ ninja. Cô cũng có thể dùng chuỗi hạt để điều khiển đường đi cho những thứ ám khí. Tuy nhiên, kỹ năng này hoàn toàn vô hiệu nếu đấu với đối thủ sử dụng gió, điển hình là trong trận đấu gặp Temari. Cô rất ngưỡng mộ Neji, và thường hay tập luyện với cậu.
Ước mơ của cô bé là có thể trở nên vĩ đại như Tsunade, một Sannin huyền thoại, và cô luôn cố gắng tập luyện để đạt tới ước mơ của mình. Cô được coi là một trong những ninja nữ xuất sắc nhất làng. Tenten có một niềm tin mạnh mẽ rằng, những gì ninja nam làm được, ninja nữ cũng có thể làm tốt như thế có khi còn hơn.
Trong Boruto: Naruto Next Generations, Tenten là một Tokubetsu-Nin. Cô là người hướng dẫn cho kì thi Chunin và mở một cửa hàng bán vũ khí.

#### Maito Gai (マイト・ガ,Cường Đại Đích A Khải)
Maito Gai là con trai của Maito Dai - một Genin làng Lá. Anh thường được mô tả như một người đàn ông đầy phong cách, với chiếc đầu bóng loáng và lông mày rậm. Tính cách anh vui vẻ, hơi chút ngây ngốc nhưng lúc vào nhiệm vụ thì anh thông minh và quyết đoán. Anh là đối thủ cạnh tranh trực tiếp với thầy Kakashi. Tuy nhiên, Kakashi thì chẳng bận tâm đến việc này lắm, nhiều khi anh còn đưa ra kiểu đấu Oẳn Tù Tì với Gai. Nhưng xét một cách tổng thể thì Gai mạnh không thua kém gì Kakashi. Anh là một ninja thiên về thể thuật và có những tuyệt kỹ về thể thuật cực kỳ mạnh. Trong trận chiến với Uchiha Madara, hắn đã thừa nhận chưa từng gặp một ai có thể thuật mạnh như Gai. Gai thường xuất hiện một cách khá là màu mè và phô trương, anh có biệt hiệu là "Dã thú màu xanh kiêu hãnh của Làng Lá". Hồi còn bé, Gai rất thích tranh đua với Kakashi và bị cậu bé gọi là "đồ không bình thường". Thực tế, anh với Kakashi có tình bạn khăng khít với nhau.
Cha của Gai là niềm cảm hứng cho anh, giúp anh tự tin rằng một ninja vẫn có thể trở nên mạnh mẽ dù không giỏi nhẫn thuật hoặc ảo thuật. Cha của Gai suốt đời chỉ là một Genin, nhưng ông không ngừng nỗ lực tràu dồi bản thân dù biết bản thân mình không có năng lực của một ninja, vì thế ông có được sự tôn trọng của Nanh Trắng (ninja huyền thoại, cha của thiên tài Kakashi) cho dù những ninja khác trong làng cười nhạo ông. Chính ông đã truyền cho anh tuyệt kỹ Bát Môn Độn Giáp (chiêu thức mạnh nhất mà trong cuộc đời 20 năm làm Genin ông có thể tiếp thu được, mở càng nhiều cổng càng mạnh, đỉnh điểm là cổng thứ 8 vượt qua mọi giới hạn cơ thể). Ông đã hi sinh để bảo vệ Gai khỏi sự truy sát của Thất Kiếm Làng Sương Mù và Gai luôn nhớ tới ông như một người vĩ đại. Có thể nói Kakashi mạnh là do thiên tài bẩm sinh, còn Gai mạnh là do một ý chí nỗ lực vươn lên không ngừng. Trong đội, anh đặc biệt quan tâm đến Rock Lee vì anh thấy được hình ảnh chính mình trong đó. Anh dành nhiều thời gian để tập luyện cho Lee những tuyệt chiêu của bản thân mình.
Ở kết thúc Manga, Gai bị liệt cả hai chân, trở thành người tàn phế. Khi Naruto làm Hokage Đệ Thất, Gai lúc này đã về hưu, thường đi nghỉ dưỡng với Kakashi và Mirai.

### Đội Konohamaru
Các nhân vật chính của loạt truyện dài Boruto: Naruto Next Generations gồm Uzumaki Boruto là con trai của Naruto và Hinata, con gái của Sasuke và Sakura là Uchiha Sarada, và con trai của Orochimaru là Mitsuki, và Sarutobi Konohamaru, người thành lập "Đội Konohamaru" (木ノ葉丸班 Konohamaru-Han). Trước bộ truyện, Konohamaru là nhân vật phụ trong series Naruto, trong khi Boruto, Sarada và Mitsuki được giới thiệu trong chương cuối của Naruto.[ch. 700]

#### Uzumaki Boruto (うずまき ボルト, Tuyền Qua Bác Nhân)
Boruto là con trai lớn của Uzumaki Naruto và Hyuga Hinata, một shinobi thuộc đội 7 Làng Lá, xuất hiện trong chương 700 của bộ Naruto. Boruto là nhân vật chính trong bộ Manga-Anime Boruto: Naruto Next Generations. Được khắc họa là một cậu bé tràn đầy năng lượng, hiếu chiến và bướng bỉnh, Boruto ban đầu là một nhân vật chỉ hướng đến việc vượt qua cha mình và được ông để ý. Để làm được điều đó, cậu không tiếc lừa dối và xảo quyệt, như việc sử dụng Nhẫn Cụ - một thứ bị cấm để thi đấu trong kì thi Chunin. Tuy nhiên, sau này, Boruto càng trưởng thành và tinh tế hơn, hiểu được công việc Naruto phải làm để giữ làng bình yên. Ngoài ra, cậu là một người hết mực yêu thương mẹ và em gái. Boruto cũng được Hatake Kakashi công nhận là một thiên tài, do tố chất nhanh nhạy trong chiến đấu và khả năng sử dụng các nguyên tố (Phong, Lôi và Thủy) của cậu. Cậu trở thành đệ tử duy nhất của Uchiha Sasuke và vô cùng ngưỡng mộ anh.

#### Uchiha Sarada (うちは サラダ,Vũ Trí Ba Tá Lương Na)
Nhân vật nữ chính trong bộ Manga-Anime Boruto: Naruto Next Generations, xuất hiện lần đầu ở chương 700 Naruto và cũng là hậu duệ cuối cùng của tộc Uchiha danh giá. Cô là con gái duy nhất của Uchiha Sasuke và Haruno Sakura, hai ninja huyền thoại trong tân Sannin. Sarada giống như phiên bản của Sasuke hồi bé và có một chút tính cách của Itachi: điềm tĩnh, già dặn và thông thái. Tuy nhiên, Naruto nhận xét rằng cô rất giống với Sakura, sẽ thật sự đáng sợ khi tức giận. Ngoài mặt tuy cá tính, gai góc và khó ưa, nhưng Sarada rất tử tế, dũng cảm và lịch sự, giữ vững lập trường của bản thân cũng như biết kiểm soát cảm xúc tức giận của mình lại, hoàn toàn khác với Sasuke hồi bé. Cô luôn được đánh giá là một ninja thiên tài, với khả năng xuất sắc trong mọi thứ. Thừa hưởng cú đấm của mẹ, Sharingan và cả Y liệu nhẫn thuật, có thể nói Sarada là kunoichi mạnh nhất trong thế hệ của Boruto. Cô được thể hiện là rất ngưỡng mộ Uzumaki Naruto và có mong ước trở thành một Hokage, trong khi Boruto - con trai Naruto lại hâm mộ Sasuke. Ngoài ra, Sarada còn thích đọc sách, tìm hiểu lịch sử và có khả năng của một Jounin khi sử dụng các loại vũ khí.

#### Mitsuki (ミツキ, Tị Nguyệt)
Cậu là con trai của Orochimaru, thực chất là thí nghiệm thành công nhất của ông. Lần đầu xuất hiện, cậu được khắc họa là một cậu bé lịch sự và bí ẩn. Cậu có hứng thú với Uzumaki Boruto và luôn dõi theo cậu bé này, như một fan hâm mộ đích thực. Cậu cũng thường xuyên bảo vệ Boruto. Mitsuki có vẻ không phát triển tình bạn với Uchiha Sarada, cho đến khi họ bắt đầu vào chung đội với nhau, cậu dần tin tưởng và chăm sóc cho cô nhiều hơn, cũng như ủng hộ các quyết định của cô hơn là với Boruto. Mitsuki thể hiện một thái độ bình tĩnh và thực tế đến mức thờ ơ, nhưng thực chất tất cả sự việc đều nằm trong tầm tay của cậu. Dưới sự đào tạo của Orochimaru, cậu thực sự rất nguy hiểm khi sẵn sàng giết kẻ thù của mình mà mặt không đổi sắc. Ngoài là một chiến binh thực thụ, Mitsuki còn có trí thông minh sắc bén và có kiến thức tiên tiến về toán học, lịch sử của các làng khác. Cậu có thể dùng Tiên Thuật do việc cấy ghép gien của Orochimaru, điều đó khiến cậu trở thành ninja mạnh nhất trong thế hệ của Boruto. Trạng thái Tiên Thuật của cậu gồm có một chiếc sừng nhô lên, những quầng giống như mắt mãng xà bao quanh bọng mắt, đôi mắt vàng sáng như ánh đèn và nguồn năng lượng xanh có hình con rắn tỏa ra từ thân thể.

#### Sarutobi Konohamaru (猿飛木ノ葉丸, Viên Phi Mộc Diệp Hoàn)
Konohamaru được đặt theo tên của Làng Lá. Cậu là cháu nội của ngài Hokage Đệ Tam và là cháu của thầy Asuma, nhưng cậu không muốn mình nổi tiếng chỉ vì điều đó. Konohamaru rất ngưỡng mộ Naruto và nhận Naruto làm sư phụ và luôn làm theo những gì Naruto giảng dạy dù đó là những điều hết sức vớ vẩn như Sexy no Jutsu. Đặc biệt là khả năng sử dụng Rasengan, mặc dù Konohamaru chỉ tạo được một vòng tròn tương đối nhỏ. Trong trận chiến với Pain, Konohamaru đã sử dụng Rasengan tiêu diệt được một cơ thể của Pain. Sau này cậu trở thành một thầy giáo ở Học viện Ninja và dạy con trai của Naruto, lúc này đã thành Hokage Đệ Thất.

### Hokage
Hokage là danh xưng của người đứng đầu Làng Lá (Konohagakure).

#### Hokage Đệ Nhất - Senju Hashirama (千手柱間, Thiên Thủ Trụ Gian)

Hashirama trong Anime

Hokage Đệ Nhất thuộc bộ tộc Senju, là người có được huyết kế giới hạn - "Mộc Độn" mà hầu như không người tộc Senju nào có và là người lãnh đạo tộc Senju liên minh với tộc Uchiha (do Uchiha Madara lãnh đạo) lập nên Làng Lá, sau đó ông trở thành vị Hokage đầu tiên. Ông và Madara bất đồng quan điểm về cách tạo dựng hòa bình cho làng nên hai người đã đấu một trận long trời lở đất và cuối cùng ông đã đánh bại Madara. Hokage Đệ Nhất được nhắc đến như 1 ninja mạnh nhất trong lịch sử, ông là người duy nhất khắc chế được sức mạnh của Cửu Vĩ với mộc độn của mình. Ông là một người yêu chuộng hòa bình và muốn các làng cùng nhau phát triển. Tuy vậy, Hokage Đệ Nhất đã không thể ngăn chặn được cuộc Đại chiến Ninja lần thứ nhất, ông cũng đã hy sinh trong cuộc chiến này.

#### Hokage Đệ Nhị - Senju Tobirama (千手扉間, Thiên Thủ Phi Gian)
Hokage Đệ Nhị là em trai của ngài Hokage Đệ Nhất. Ông là người thành lập nhiều tổ chức quan trọng cho Làng Lá như đội Ám Bộ (Anbu), Học viện Ninja, Kỳ thi tuyển Ninja trung đẳng (Chunin), ông cũng thành lập đội Quân Cảnh và giao nó cho gia tộc Uchiha quản lý để làm yên lòng tộc này, tránh gây nội chiến. Tuy nhiên ông vẫn luôn giữ định kiến của mình với tộc Uchiha và cô lập họ vì sự an toàn của làng. Sở trường của Đệ Nhị là các thuật về nước. Chakra của ông cũng được cho là rất lớn vì ông có thể tự tạo ra nước ở bất cứ đâu. ông cũng được biết đến là người sáng tạo ra các nhẫn thuật như Tạp giới chuyển sinh, Thuấn thân thuật hay còn gọi Phi sấm thuật, và Phân thân đa ảnh chi thuật. Ông đã hi sinh khi chiến đấu với 20 ninja tinh nhuệ thuộc lực lượng Kinkaku của Làng Mây để bảo vệ học trò và đồng đội của mình trong Đại chiến Thế giới Ninja lần thứ nhất.

#### Hokage Đệ Tam - Hizuzen Sarutobi (猿飛 ヒルゼン,Viên Phi Nhật Trảm)
Trước khi bước vào trận chiến sinh tử, Hokage Đệ Nhị đã truyền ngôi Hokage lại cho Sarutobi Hiruzen, học trò xuất sắc nhất của mình (vốn được cả Hokage Đệ Nhất dạy). Hokage Đệ Tam là một người thấm nhuần tư tưởng hòa bình của ngài Đệ Nhất. Ông luôn chăm chút cho thế hệ mai sau và muốn phát triển làng theo con đường ít đổ máu nhất, và luôn tin rằng thế hệ sau sẽ làm tốt hơn thế hệ trước. Ông làm Hokage trong một khoảng thời gian rất dài và ý chí của ông đã được truyền qua nhiều thế hệ (Jiraiya, Tsunade, Minato, Itachi, Asuma, Kakashi, Iruka, Shikamaru, Naruto,...). Làng Lá đã có những bước phát triển vững chắc trong thời kỳ Đệ Tam nắm quyền. Ngoài ra, ông còn là một ninja rất mạnh, thông thạo tất cả các thuật của Làng Lá và có biệt hiệu là "Giáo sư", là Kage mạnh nhất trong Ngũ Đại Kage đương thời. Ông là thầy của Tam Nin (Sannin) huyền thoại Làng Lá: Orochimaru - Jiraiya - Tsunade. Ông có khả năng điều khiển rất nhiều loại thuộc tính và chưa bao giờ thua trong một cuộc đấu nào. Đệ Tam được mệnh danh là "Vị thần của các Ninja".
Nhận thấy Jiraiya và Tsunade không có ý định làm Hokage, và có lẽ tính cách của họ lúc đó cũng không phù hợp, còn Orochimaru thì bản tính quá độc ác. Ngài Đệ Tam đã quyết định trao lại ngôi Hokage cho chàng trai trẻ Minato. Orochimaru vẫn luôn hậm hực chuyện Đệ Tam không nhường lại ngôi Hokage cho mình. Sau khi Đệ Tứ hi sinh để phong ấn Cửu Vĩ, Đệ Tam quay lại nắm quyền Hokage lần hai. Orochimaru phát động kế hoạch hủy diệt Làng Lá của hắn. Hắn cô lập Đệ Tam và đã dùng Tạp Giới Chuyển Sinh (cấm thuật của Đệ Nhị) hồi sinh ngài Đệ Nhất và ngài Đệ Nhị lên đánh nhau với Đệ Tam. Đệ Tam cùng khỉ vương Emma (triệu hồi của ông) vẫn đủ sức cầm chân được Orochimaru cùng hai vị Hokage, tuy nhiên gánh nặng tuổi tác khiến Đệ Tam không cầm cự được lâu. Ông đành hi sinh thân mình dùng thuật phong ấn của Đệ Tứ phóng ấn hai vị Hokage lại, nhưng sức lực của ông không còn đủ để phóng ấn Orochimaru. Tuy nhiên ông cũng đã kịp phóng ấn đôi tay của hắn khiến hắn không thể thi triển thuật được nữa. Chính Orochimaru phải thừa nhận nếu Đệ Tam trẻ hơn thì chắc hắn đã mất mạng.

#### Hokage Đệ Tứ - Namikaze Minato (波風 ミナト,Tam Phong Thủy Môn)

Namikaze Minato

Minato là học trò của tiên nhân Jiraiya, được biết đến với danh hiệu "Tia chớp vàng Làng Lá" bởi tốc độ di chuyên nhanh khủng khiếp của mình. Là một trong những ninja mạnh nhất trong lịch sử, trong suốt cuộc Đại chiến thế giới Ninja lần thứ ba, sắc lệnh đặc biệt "thấy là chạy" được đưa ra cho các ninja thuộc các làng đối địch khi thấy sự có mặt của Minato trên chiến trường. Minato là thầy của Kakashi, Obito, và Rin, và là cha của Naruto. Hokage Đệ Tứ tại vị không lâu, Cửu Vĩ xổng ra và phá hoại làng, Đệ Tứ đã hi sinh thân mình phóng ấn nó lại vào người Naruto để cứu làng, biến cậu thành Jinchuuriki của Cửu Vĩ, mẹ cậu là Uzumaki Kushina cũng đã mất sau khi sinh cậu. Khi Naruto đấu với Pain, sức mạnh Cữu Vĩ bộc phát, lên đến 8 đuôi. Lúc này linh hồn Hokage Đệ Tứ hiện về trong Naruto, đẩy cậu ra xa phong ấn Hồ Ly. Đây là lần đầu tiên Naruto gặp cha của mình và hai người đã có một cuộc nói chuyện để hiểu rõ nhau hơn.

#### Hokage Đệ Ngũ - Tsunade (綱手,Cương Thủ)
Tsunade là cháu nội của Hokage Đệ Nhất và học trò của Hokage Đệ Tam, một trong Sannin huyền thoại của Làng Lá. Tsunade là một ninja trị thương giỏi nhất làng với khả năng triệu hồi ốc sên trị liệu, cô là một người rất xinh đẹp và có sức mạnh phi thường. Bà được mệnh danh là "Công Chúa Ốc Sên" do có khả năng triệu hồi ốc sên để chữa trị.
Vào sinh nhật của cậu em trai Nawaki, Tsunade tặng cho cậu bé chiếc vòng cổ của ông nội (Hokage Đệ Nhất) cùng cái hôn lên trán với mong ước là em mình sẽ thực hiện được ước mơ trở thành Hokage. Nhưng không may cậu lại chết trong chiến tranh thế giới giữa các làng. Tsunade nhận lại chiếc vòng từ tay Orochimaru và từ lúc đó cô quyết tâm học thuật trị thương. Trong lớp học thuật trị thương cô đã yêu Dan. Dan nói rằng anh sẽ trở thành Hokage vì anh muốn bảo vệ những người quan trọng nhất, để không ai phải chết như em gái mình. Tsunade hôn lên trán anh và tặng anh chiếc vòng như cô từng làm với em trai mình. Nhưng hạnh phúc không mỉm cười với cô. Người yêu của cô bị trọng thương trong một cuộc chiến, dù đã cố hết sức nhưng cô không cứu được anh. Nỗi đau phải mất đi tất cả người quan trọng nhất trong cuộc đời mình đã khiến Tsunade rất sợ máu bởi kỉ niệm đau buồn đó. Sự suy sụp khiến cô bỏ làng đi phiêu bạt.
Nhưng sau đó cô gặp Naruto, ý chí muốn trở thành Hokage của cậu khiến cố nhớ lại hình ảnh em trai Nawaki và Dan. Tính cách của Naruto đã khiến cô thay đổi suy nghĩ rất nhiều. Tsunade đã tặng Naruto chiếc vòng và một nụ hôn trên trán, không phải là vì Naruto luyện được Rasengan mà là vì cậu có ý chí giống như Dan và em cô, cậu đã giúp cô khắc phục được nỗi sợ máu và một lần nữa cô muốn thử đặt cược niềm tin của mình vào cậu. Cô nhận lời làm Hokage Đệ Ngũ trong bối cảnh Hokage Đệ Tam vừa mới hi sinh và Làng Lá trong cần một người lãnh đạo mới. Tsunade quay trở lại là một người yêu quý làng và đã cống hiến hết mình cho Làng Lá. Sau này Tsunade đã nhận Haruno Sakura làm học trò của mình.
Khi Pain tấn công Làng Lá, Tsunade đã dùng hết lượng Chakra phân thân ốc sên đi chữa trị cho mọi người trong làng, dẫn đến việc cô rơi vào tình trạng hôn mê sâu. Tuy nhiên cô đã kịp thời tỉnh lại lãnh đạo Làng Lá trong Đại chiến Thế giới Ninja lần thứ tư.

#### Hokage Đệ Lục - Hatake Kakashi (はたけカカシ, Kỳ Mộc Tạp Tạp Tây)
Xem Hatake Kakashi.

#### Hokage Đệ Thất - Uzumaki Naruto (うずまきナルト, Tuyền Qua Minh Nhân)
Xem Uzumaki Naruto.

#### Hokage Đệ Bát - Nara Shikamaru (奈良シカマル, Nại Lương Lộc Hoàng)
Xem Nara Shikamaru.

### Sannin
Sannin (Tam Nin hay Tam Nhẫn) là ba ninja huyền thoại của Làng Lá, được coi là ba ninja mạnh nhất trong giới ninja đương thời. Họ đều là đệ tử của Hokage Đệ Tam.

#### Jiraiya (自來也,Tự Lai Dã)
Jiraiya là thầy của Namikaze Minato (Hokage Đệ Tứ, cha của Naruto), ông còn được biết đến với biệt danh Hà Mô Tiên Nhân (Tiên Nhân Cóc hay Gama Sennin) vì ông được các bậc tiền bối ở Thánh địa cóc Myobokuzan chỉ dạy và có thể triệu hồi ra loài cóc ra chiến đấu. Ở đây ông cũng nhận được 1 lời tiên tri từ Cáp trưởng lão là ông sẽ đi khắp thế giới và sẽ gặp 1 cậu bé mà sẽ có khả năng mang lại hòa bình cho thế giới hoặc đưa thế giới vào sự diệt vong, vì thế ông quyết đình rời làng đi chu du thiên hạ.
Jiraiya được biệt đến với tật háo sắc không ai bằng. Ngay từ nhỏ, ông đã tự hào với khả năng xem trộm phụ nữ tắm mà không bị phát hiện. Ông từng bị Tsunade đánh gần chết vì cái tội này. Naruto gọi ông là "ông tiên nhân dê cụ". Ông cũng là một nhà văn và là tác giả của bộ truyện "Thiên Đường Tung Tăng" (Make Out Paradise hay Icha Icha) nổi tiếng, là bộ truyện yêu thích của Kakashi. Tiểu thuyết đầu tay của ông là 1 tiểu thuyết viết về 1 người anh hùng có tên là Naruto - tên này được lấy ý tưởng trong 1 lần ông ăn mì ramen, cuốn "Huyền Thoại Ninja Dũng Cảm". Sau này Hokage Đệ Tứ đã lấy tên Naruto đặt cho con mình khi được ông cho xem thử tác phẩm. Ông cũng nhận lời làm cha đỡ đầu của Naruto trong dịp đó.
Khi Orochimaru phản bội làng Lá, Jiraiya đã đuổi theo và khuyên Orochimaru trở về nhưng không được. Thất bại trong mọi nỗ lực của mình, Jiraiya đi khắp nơi để thu nhập tin tức về Orochimaru và Akatsuki, một tổ chức mà Orochimaru từng là thành viên. Tuy không còn ở Làng Lá nhưng Jiraiya vẫn giữ mối quan hệ mật thiết với làng như ngày nào. Trong lúc Orochimaru và làng Cát tấn công làng Lá, Jiraiya đã quay về bảo vệ làng. Sau khi Hokage đệ tam mất đi, ông đã tình nguyện lên đường tìm Tsunade về làm Hokage Đệ Ngũ. Cũng trong thời gian này, Jiraiya đã thu nhận Naruto làm học trò của mình và dạy cho cậu chiêu thức Rasengan. Và sau đó ông tiếp tục đi truy tìm tung tích của Orochimaru đồng thời điều tra về Akatsuki.
Khi ông còn trẻ, ông đã từng huấn luyện ba đứa trẻ Nagato, Yahiko và Konan trong 3 năm. Trớ trêu thay, thủ lĩnh Pain của Akatsuki lại là chính là Nagato, cậu bé mà Jiraiya đã từng luôn tin tưởng sẽ mang lại hòa bình cho thế giới shinobi. Konan giờ đây cũng thuộc Akatsuki, còn Yahiko thì đã chết. Lúc bấy giờ Jiraiya đành chọn con đường tự tay kết liễu Pain, nhưng do ông không nắm rõ được hết nguyên lý của Rinnegan (Luân Hồi Nhãn) của Pain nên đã tử trận. Trước lúc chết, Jiraiya đã kịp phát hiện ra bí mật của thủ lĩnh Akatsuki cũng như nhận ra là Naruto mới là cậu bé trong lời tiên tri. Ông đã gửi thông điệp lên lưng Fukasaku, một trong Nhị Vị Tiên Cóc, về làng Lá để báo lại điều đó cho Tsunade. Và điều nhắn gửi đó là dành cho riêng Naruto. Khi cậu bé đọc và giải mã được tin nhắn đó, cậu đã được Fukasaku mời về Diệu Mộc Sơn để luyện Tiên thuật. Luyện thành công Tiên pháp, Naruto thay đổi trang phục với chiếc áo giống cha mình quay lại bảo vệ làng khỏi cuốc tấn công của Pain.

#### Tsunade (綱手,Cương Thủ)
Xem Hokage Đệ Ngũ.

#### Orochimaru (大蛇丸,Đại Xà Hoàn)
Xem Orochimaru.

### Các ninja khác ở Làng Lá

#### Mitarashi Anko (みたらしアンコ,An Di Tam Tả)
Anko là giám khảo của cuộc thi thứ 2 trong kì thi Chuunin. Anko cũng là 1 học sinh cũ của Orochimaru và cũng là một trong những người đầu tiên bị Orochimaru phong ấn. Hiện tai, Anko rất trung thành với làng Lá và luôn mang trong mình 1 lòng căm thù với Orochimaru.

#### Umino Iruka (うみの イルカ,Hải Dã Y Lỗ Tạp)
Iruka là người có ảnh hưởng lớn tới cuộc đời của Naruto, có thể được coi như người cha tinh thần của cậu bé. Iruka là thầy giáo ở trường đào tạo ninja, anh có một cái sẹo lớn ngay giữa mặt. Là thầy giáo đầu tiên của Naruto, Iruka và Naruto có một mối quan hệ đặc biệt. Mối quan hệ đó bắt đầu khi anh trở nên mồ côi ở tuổi Naruto bây giờ, do cha mẹ đã bị giết trong trận chiến với Cửu Vĩ Hồ. Anh là người đầu tiên đối xử với Naruto như một con người có giá trị và quan tâm chăm sóc cho cậu bé. Naruto rất thương Iruka, coi anh như hình mẫu cha của mình vậy.
Cha mẹ của Iruka đã bị giết bởi con quái vật phong ấn trong người của Naruto, nhưng anh không oán trách Naruto về chuyện quá khứ đó, vì anh biết, Naruto không phải là Cửu Vĩ Hồ. Iruka thường cho rằng mình không quan tâm đủ đến Naruto, nên luôn lo lắng và bảo vệ nó khi nó bị mọi người đối xử quá tàn nhẫn. Iruka luôn coi trọng khả năng của Naruto. Trong tang lễ của Hokage Đệ Tam, Naruto đã hỏi Iruka tại sao con người lại sẵn sàng hy sinh vì người khác. Và anh đã đáp rằng mọi người đều có sợi dây liên kết với nhau không bao giờ có thể cắt đứt. Sợi dây đó chính là tình cảm giữa mọi người, và khi thời gian trôi qua sợi dây đó sẽ càng dài và dày hơn.
Trong phần Boruto, Iruka lúc này đã lớn tuổi, ông trở thành hiệu trưởng của trường học viện Ninja.

#### Shizune (シズネ,Mỹ Tân)
Shizune là cháu gái của Dan và là đệ tử của Tsunade, cô là quân sư cho Hokage Đệ Ngũ. Shizune rất thân với Tsunade và là một trong số ít người Tsunade tin tưởng tuyệt đối. Cô có đóng góp rất nhiều cho Làng Lá, và là người hay lo nghĩ nhiều cho Tsunade. Cô luôn mang bên mình chú heo cảnh tên là Tonton. Trong Đại chiến Thế giới Ninja lần thứ tư, cô là chỉ huy Đội Y tế. Tsunade nhận xét cô là một "thiên tài y nhẫn giả". Tuy nhiên, Shizune cho rằng cô đã không thể bằng được Sakura - người thứ hai luyện được Bách Hào thuật.
Trong thời gian Kakashi làm Hokage Đệ Lục, Shizune vẫn làm quân sư cho Hokage như thời Tsunade. Còn trong Boruto, Shizune làm y bác sĩ ở bệnh viện, đã lúng túng trước những thắc mắc của Uchiha Sarada khi hỏi về thân thế của cô.

#### Uzumaki Kushina (うずまき クシナ,Tuyền Qua Cửu Tân Nại)
Uzumaki Kushina là vợ của Hokage Đệ Tứ và là mẹ của Naruto. Cô là một ninja đến từ Làng Xoáy Nước (Uzushiogakure, một làng nhỏ), từ nhỏ đã được đưa đến Làng Lá để làm Jinchuurichi cho Cửu Vĩ. Cô bị gọi là giống "Trái cà chua" (do mặt tròn và tóc màu đỏ) nhưng cô đã đánh những người dám trêu chọc và từ đó cô được biết đến là "Ớt đỏ hung hãn". Cô ghét mái tóc đỏ đến khi Làng Mây thèm khát chakra của cô và bắt cóc, cô đã bứt tóc mình từng sợi một để đánh dấu đường đi. Sau đó cô được Minato giải cứu, đồng thời anh khen mái tóc đỏ của cô đẹp. Chính điều đó đã ươm mầm tình yêu giữa cô và Minato, đồng thời cô cũng thích mái tóc mình hơn. Jiraiya từng nhận xét: bề ngoài trông Naruto rất giống cha, nhưng về tính cách thì rất giống mẹ, nhất là bản tính nóng nảy và cố chấp. Cũng như bao người trong tộc Uzumaki, Kushina cực giỏi về các thuật phong ấn. Hokage Đệ Tứ Minato đã học cấm thuật phong ấn Thi Quỷ Phong Tận (thuật phong ấn Cửu Vĩ vào người Naruto) chính từ Kushina. Trong lần học tĩnh tâm để kiểm soát hoàn toàn Cửu Vĩ theo cách của Killer B, Kushina đã hiện về gặp Naruto. Đây là lần đầu Naruto gặp mẹ và hai người đã có một cuộc nói chuyện và Naruto đã hiểu rõ hơn về nguồn gốc của mình. Trong một lần nói chuyện với nhau, Jiraiya và Tsunade đã bày tỏ rằng họ không thể hiểu nổi tại sao một Minato đẹp trai, tuấn tú và một mỹ nhân như Kushina kết hợp với nhau lại có thể cho ra một...Naruto ngu ngốc như vậy.

#### Uzumaki Mito (うずまきミト, Tuyền Qua Thủy Môn)
Uzumaki Mito là phu nhân của Hokage Đệ Nhất Senju Hashirama. Bà là một trong những người đầu tiên cùng phu quân của mình sáng lập nên Làng Lá – Konoha. Mito cũng là Jinchuriki đầu tiên của Vĩ Thú có sức mạnh khổng lồ: Cửu Vĩ Kurama khi được Hashirama phong ấn sau trận chiến kinh thiên động địa với Uchiha Madara. Mito đã từng nói với Cửu vĩ Kurama: "Nếu ngươi tìm cách bùng phát sức mạnh bản thân mình, nó chỉ làm gia tăng sự hận thù thôi. Vì thế hãy cứ yên nghỉ bên trong ngươi ta nhé!".

#### Nohara Rin (のはら リン,Dã Nguyên Lâm)
Rin là ninja y thuật của nhóm Chớp Vàng do Hokage Đệ Tứ chỉ huy, cũng là đồng đội của Uchiha Obito và Hatake Kakashi. Cô có tình cảm với Kakashi nhưng không được đáp lại. Ngược lại, Obito có tình cảm với Rin và cũng bị cô từ chối. Rin là một cô gái dễ thương, tốt bụng, chu đáo, luôn quan tâm hết mực tới đồng đội và rất trung thành với Làng Lá. Dù tuổi còn nhỏ, Rin lại thông thạo nhẫn thuật chữa trị và là một ninja y thuật giỏi. Khi Kakashi nhận lấy con mắt Sharingan còn nguyên vẹn của Obito, anh đã hứa với Obito là sẽ bảo vệ Rin. Tuy nhiên sau đó Rin chết bởi bị chiêu Chidori của Kakashi đâm xuyên ngực. Thực ra Rin đã bị Làng Sương Mù phong ấn Tam Vĩ vào người nên cô đã tự sát theo cách đó, nhằm trừ hậu họa cho Làng Lá. Kakashi bị ám ảnh bởi tội lỗi dằn vặt với cô trong suốt phần đời còn lại, khiến anh bị trầm cảm và không thiết sống, còn Obito, vì quá đau lòng cho cái chết của cô mà đâm ra hận thù thế giới, tự tay muốn hủy diệt làng Lá, khởi động cuộc chiến Nhẫn Giả lần thứ IV.

#### Kato Dan (加藤 ダン, Gia Đằng Đam)
Dan là bác của Shizune và là người yêu cũ của Tsunade. Anh có một mong ước là trở thành Hokage. Tuy nhiên, trong 1 trận chiến, Dan đã chết vì vết thương bất chấp mọi nỗ lực cứu chữa của Tsunade

#### Hayate Gekkou (月光 ハヤテ)
Hayate là giám khảo của kì thi Chunin. Khi Hayate phát hiện ra kế hoạch tấn công làng lá của làng Cát và làng Âm Thanh, anh đã bị Baki giết chết vì sợ bại lộ âm mưu lật đổ Hokage đệ tam. Sau này được Kabuto triệu hồi bằng nhẫn thuật tạp giới chuyển sinh phục vụ cho đại chiến ninja lần 4.

### Anbu

#### Shimura Danzo (志村 ダンゾウ,Chí Thôn Đoạn Tàn)
Danzo từng là đồng đội của Hokage Đệ Tam Sarutobi Hizuren và nằm trong số những học trò xuất sắc của Hokage Đệ Nhị Senju Tobirama. Ông ta cũng nằm trong bộ máy lãnh đạo cấp cao của Làng Lá. Tuy nhiên, trái ngược với ngài Đệ Tam, Danzo tin vào bạo lực và cho rằng hòa bình không mang lại điều gì tốt đẹp cho Làng Lá. Vì thế ông ta luôn chống đối lại các chính sách dưới thời Đệ Tam và có ý định soán ngôi của ông. Ông ta chính là kẻ đứng sau cuộc thảm sát tộc Uchiha ở Làng Lá.
Danzo đã âm thầm huấn luyện đội ám bộ Anbu gốc - một tổ chức đào tạo ra những ninja vô cảm (Danzo cho rằng ở Làng Lá, nếu như Đệ Tam là những tán lá vươn ra ngoài ánh sáng, thì ông chính là gốc rễ trong bóng tối giữ cho ngôi làng này không bị sụp đổ). Để giữ bí mật hành tung của tổ chức, Danzo đã cho các thành viên mang một ấn chú kỳ lạ trên lưỡi để nếu có kẻ tiết lộ thông tin mật của Danzo và tổ chức thì ấn chú sẽ làm kẻ đó tê liệt toàn thân, không thể nói hay cử động được. Danzo cũng là người trực tiếp ra lệnh cho Itachi tiêu diệt gia tộc Uchiha đồng thời là người cướp đi một con mắt Sharingan của Uchiha Shisui. Sau khi Hokage Đệ Ngũ Tsunade bị hôn mê sau cuộc chiến với Pain, Danzo tự ý đại diện cho Làng Lá đi tham dự cuộc họp Ngũ Đại Kage và còn ép Lãnh Chúa Hỏa Quốc phong mình làm Hokage Đệ Lục.
Trên tay Danzo đính rất nhiều đôi mắt Sharingan của dòng tộc Uchiha, nhưng mạnh nhất là Mangekyo Sharingan của Shisui. Nhờ đó mà Danzo có thể sử dụng Izanagi, nó có thể chuyển hóa cái chết thành ảo thuật, vô hiệu hóa mọi đòn tấn công. Danzo đã tự phong ấn cơ thể sau trận đánh với Sasuke và Madara do sức lực đã cạn kiệt.

#### Sai (サイ,Tá Tỉnh)
Sai là một thành viên đội Anbu gốc của Danzo, cậu được Danzo cài vào Đội 7 để theo lần theo nhóm Naruto, bí mật ám sát Sasuke, giải trừ mối hậu họa sau này (khi Orochimaru có được thể xác của Sasuke). Lúc này Kakashi đang dưỡng thương nên người chỉ huy Đội 7 là một thành viên của đội Anbu Làng Lá, đội trưởng Yamato.
Sai là người rất hay cười - nụ cười giả tạo để chiếm lòng tin của người khác. Ở trong đội Anbu gốc với chủ trương "Không tên, không cảm xúc, không quá khứ, không tương lai, chỉ có nhiệm vụ", Sai dường như đã tuân theo chủ trương đó một cách triệt để, ngoài việc luôn luôn giữ quyển sổ nhỏ của người anh trai đã mất bên mình. Naruto vô cùng ghét Sai và không coi Sai là đồng đội (Naruto đã từng gọi Sai là "đồ rác rưởi"), nhưng Sai noi rằng cậu ta không hề có một chút cảm xúc gì về Naruto cả, và không bao giờ để bụng chuyện gì. Sai thực sự là một con người khác thường, lập dị, quái đản và bí ẩn, cả cái tên "Sai" cũng không phải là tên thật của cậu ta. Cậu ta luôn coi nhiệm vụ là trên hết. Một lý do nữa khiến Sai bị ghét là vì Sai coi Sasuke như một thứ hạ lưu giống Orochimaru, và chính điều này đã làm Sai ăn trọn một cú đấm cực mạnh của Sakura. Sau khi bị đấm, Sai lại cười và nói rằng cách tốt nhất để giảng hòa là cười, dù là nụ cười giả dối cũng được, miễn là lừa được người khác.
Trên đường làm nhiệm vụ, qua những lần tiếp xúc với Naruto và Sakura, Sai dần cảm nhận được tình cảm giữa những người bạn thực sự, thứ tình cảm cậu đã dành cho người anh của mình từ rất lâu và đã đánh mất nó kể từ khi anh ấy mất. Sai đã quyết định phản bội lại tổ chức và giúp đỡ Naruto và Sakura cứu Sasuke. Tuy nhiên một lần nữa, nhóm Naruto thất bại trong việc giải cứu Sasuke. Sau khi kết thúc nhiệm vụ, Sai cũng đã thân thiết hơn với Naruto và Sakura, cậu đã xin Danzo được ở lại Đội 7. Sai bắt đầu làm quen với những người bạn mới. Sau chiến tranh, cậu kết hôn với Ino và có một người con trai tên là Inojin.
Ở phần Boruto, Sai trở thành một Tokubetsu-Nin với cấp vị Chubu - người giúp Hokage giải quyết các công việc nặng nhọc.

#### Yamato (ヤマト,Đại Hòa)
Yamato, tên thật là Tenzo, là một thành viên đội Anbu Làng Lá. Anh là người duy nhất trong Làng Lá có thể sử dụng được độc môn của Hokage Đệ Nhất đó là Mộc Độn để khắc chế được Cửu Vĩ trong người Naruto. Tuổi thơ của Yamato ít được biết đến, chỉ biết anh là một trong những đứa trẻ sơ sinh làm vật thí nghiệm cho Orochimaru (hắn đã lấy gien của Hokage Đệ Nhất cấy vào người các đứa trẻ). Do phản ứng quá mạnh nên các đứa trẻ đều chết, chỉ còn mình Yamato sống sót và sử dụng được thuật của Đệ Nhất.
Sau nhiệm vụ giải cứu Gaara, Kakashi bị thương nên không thể dẫn dắt Đội 7 đi gặp tên gián điệp của Sasori. Vì thế, Yamato được Hokage Đệ Ngũ chỉ định làm đội trưởng tạm thời cho Đội 7 (vì anh có thể khắc chế được Cửu Vĩ trong người Naruto). Với vai trò của đội trưởng, anh đã thực hiện rất tốt và sau đó Kakashi đã mời anh giúp Naruto kiểm soát chakra Cửu Vĩ để học thuật mới.
Trong phần Boruto, Yamato được thể hiện là người quản lí và giám sát hoạt động của Orochimaru trong hang ổ của hắn.

### Tộc Hyuga

#### Hyuga Hiashi (日向ヒアシ, Nhật Hướng Nhật Túc)
Hyuga Hiashi là anh sinh đôi của Hizashi Hyuga. Vì được sinh trước nên Hiashi đã trở thành người kế thừa Hyuga. Trước đây Hiashi luôn căm ghét các thành viên của gia tộc nhánh nhà Hyuga là Phân Gia nhưng sau trận chiến giữa Hinata Hyuga, con gái mình và Neji Hyuga, con trai của người em sinh đôi của ông, ông đã thay đổi thái độ. Ông là thông gia của Hokage Đệ Tứ sau này.

#### Hyuga Hizashi (日向ヒザシ, Nhật Hướng Nhật Xạ)
Hyuga Hizashi là em của Hiashi Hyuga và cha của thiên tài Neji. Vì sinh ra sau anh mình, Hizashi trở thành thành viên của gia tộc nhánh của người yêu nảe Ruto Hyuga. Hizashi luôn căm ghét gia tộc Hyuga vì cách đối xử của họ với gia tộc nhánh. Tuy nhiên Hizashi đã tình nguyện hi sinh để cứu Hiashi, và nhấn mạnh rằng anh chết không phải để bảo vệ gia tộc Hyuga mà để bảo vệ anh trai mình.

#### Hyuga Hanabi (日向ハナビ, Nhật Hướng Hỏa Hoa)
Hyuga Hanabi là  một thành viên của gia tộc Hyuuga. Cô bé này là con gái út của Hyuga Hiashi, em ruột của Hyuga Hinata và là chị họ của Hyuuga Neji.

### Tộc Uchiha

#### Uchiha Fugaku (うちはフガク, Vũ Trí Ba Phú Nhạc)
Ông là cha của Uchiha Itachi và Sasuke. Ông tin là Itachi chính là tương lai của dòng họ và luôn dành mọi quan tâm cho Itachi. Tuy nhiên, sau khi Itachi tỏ ra có dấu hiệu phản bội dòng họ, ông dành thời gian để dạy Sasuke không đi theo bước chân của Itachi. Ông bị chính Itachi giết chết. Ông chính là người đứng đầu kế hoạch lật đổ làng Lá nhưng đã bị Itachi ngăn chặn.

#### Uchiha Shisui (うちはシスイ, Vũ Trí Ba Chỉ Thủy)
Uchiha Shisui là bạn thân của Uchiha Itachi. Sở trường của anh ta là "Thế Thân Thuật", giúp anh ta có được biệt danh "Thuấn thân Shisui". Ngoài ra, khi khai nhãn Mangekyo Sharingan mới, Shisui còn thi truyển được một nhãn thuật khác có khả năng điều khiển suy nghĩ của đối phương, được mệnh danh là nhãn thuật tuyệt vời nhất từ trước đến nay. Còn về nguyên nhân cái chết của Shisui thì hiện nay nhiều nghi vấn được đặt ra, có người cho rằng Shisui đã đưa con mắt trái cho Uchiha Itachi và bảo cậu ta dùng nó để bảo vệ Làng Lá và sau đó anh đã gieo mình xuống biển và tự tử. Con mắt bên phải của anh rơi vào tay Danzo. Do 1 lần Shisui đụng độ với anbu anh đối đầu với Danzo và bị Danzo đánh cắp con mắt bên phải của anh, rồi dàng dựng một âm mưu nhằm đổ hết tội lỗi lên đầu Itachi... Sau này trong trận chiến thứ IV kabuto đã cố hồi sinh anh bằng thuật "Uế thổ chuyển sinh" nhưng vì không có DNA của Shisui nên không thể hồi sinh được.

## Làng Cát

### Kazekage
Làng Cát (Sunagakure), từng có quan hệ rất căng thẳng với Làng Lá trước đây. Nhưng sau vụ tấn công của Orochimaru bị bại lộ và họ biết họ bị hắn lợi dụng (thậm chí hắn còn ám sát Kazekage Đệ Tứ), họ đã trở thành đồng minh với Làng Lá và hai làng đã giúp đỡ nhau rất nhiều. Láng Cát nổi tiếng với các nhẫn thuật sử dụng cát và thuật Khối lũy (điều khiển con rối). Người đứng đầu Làng Cát được gọi là Kazekage.

#### Kazekage Đệ Nhất - Reto (烈斗, Liệt Đấu)
Reto là người sáng lập nên Làng cát ở Phong Quốc. Ông là một người khá tham lam khi trong cuộc hội nghị thượng đỉnh ông đã ra yêu cầu là: "Quốc gia chúng tôi chỉ toàn là cát với cát. Vì Làng Lá ngay kề Làng cát chúng tôi nên chúng tôi muốn một phần đất màu mỡ của họ thay cho vĩ thú. Còn các quốc gia khác, chúng tôi muốn có 30% lượng ngân quỹ các ngài sẽ bỏ ra để mua vĩ thú."

#### Kazekage Đệ Nhị - Shamon (沙門, Sa Môn)
Shamon là Kazekage đệ nhị của Làng cát. Ông là người đầu tiên nghiên cứu ra các Jinchuriki trong việc nỗ lực để tăng cường sức mạnh của làng. Bên cạnh thực tế ông đã triển khai những con rối trong trận chiến, rất ít được biết đến khả năng của mình với họ và bất kỳ kỹ năng khác mà ông sở hữu. Tuy nhiên, thực tế là ông đã được bổ nhiệm làm Kazekage đệ nhị cho biết ông chắc chắn là một shinobi mạnh mẽ. Ngay cả trước khi trở thành một Kage, ông là người đủ kỹ năng để đi cùng người đầu tiên vào Hội nghị thượng đỉnh của Kage. Như với tất cả các Kazekage người đến trước và sau ông.

#### Kazekage Đệ Tam
Ông được coi là Kazekage mạnh nhất trong lịch sử Làng Cát. Ông sở hữu nhẫn thuật được bà Chiyo miêu tả là thứ vũ khí đáng sợ nhất ở Làng Cát: Mạt Sắt. Ông đột ngột mất tích trước Chiến tranh Thế giới Nhẫn Giả lần thứ ba. Sau này trong trận chiến với Sasori, hắn mới tiết lộ cho bà Chiyo biết chính hắn đã ám sát ông và biến ông thành một con rối người (nghĩa là con rồi có chakra và có thể sử dụng thuật của người đó), con rối ưa thích nhất của Sasori.

#### Kazekage Đệ Tứ - Rasa (羅砂, La Sa)
Kazekage Đệ Tứ tên là Rasa, là cha cůa Gaara, Temari, và Kankuro. Ông đã ra lệnh phong ấn Shukaku một đuôi vào Gaara để biến cậu thành vũ khí của làng. Năng lực của ông là Cát Vàng, do cát vàng nặng hơn cát bình thường nên thuật của ông có thể trấn áp được sức mạnh của Shukaku. Sau này ông bị Orochimaru ám sát. Trong Đại chiến Thế giới Ninja lần thứ tư, ông được triệu hồi về bằng Tạp Giới Chuyển Sinh của Kabuto, ông đã có cơ hội đối mặt với Gaara (lúc này đã là Kazekage Đệ Ngũ). Hai cha con đã có một cuộc nói chuyện thật lòng và ông đã hé lộ nhiều điều trong quá khứ của Gaara. Những lời cuối cùng của ông trước khi bị phong ấn cho thấy ông đã tự hào về Gaara, và tin tưởng giao làng lại cho cậu.

#### Kazekage Đệ Ngũ - Gaara (我愛羅, Ngã Ái La)
Gaara từng là Jinchuuriki của Nhất Vĩ Shukaku, biệt danh của cậu là "Gaara sa mạc" (Sabaku no Gaara hay Gaara of the Desert). Cậu là người con thứ ba của Kazekage Đệ Tứ và Karura, là em trai của Temari và Kankurou. Trước khi được sinh ra, cha của cậu đã ra lệnh cho bà Chiyo phong ấn Nhất Vĩ vào cậu với mong muốn biến cậu thành vũ khí tối thượng của Làng Cát. Cậu sinh non nên khi vừa chào đời đã rất nhỏ bé và yếu ớt. Trước khi chết, mẹ của cậu, Karura đã thề sẽ luôn luôn bảo vệ cậu. Gaara được huấn luyện bới chính cha của mình, nhưng lại lớn lên trong tình cảm của người cậu ruột, Yashamaru (em trai của mẹ cậu). Mang trong mình sức mạnh của Nhất Vĩ Shukaku, chính là nguyên nhân cậu bị dân làng xa lánh và sợ hãi. Trong suốt khoảng thời gian bị mọi người xem như một con quái vật, Yashamaru dường như là người duy nhất yêu thương và quan tâm đến Gaara. Khi Gaara mắc sai lầm làm tổn thương đến người khác, Yashamaru là người duy nhất hiểu rằng cậu hoàn toàn không cố ý.
Hội đồng làng Cát đã xem xét Gaara như một thí nghiệm thất bại và là mối nguy hiểm đe dọa ngôi làng, cha của cậu cũng đã rất thất vọng về điều này. Ông đã ra lệnh cho chính Yashamaru (cũng là một thành viên của đội Anbu Làng Cát) đi thử Gaara một lần cuối cùng, nói dối cậu về tình yêu của mẹ Gaara dành cho cậu. Nếu Gaara vẫn không thể kiểm soát được Shukaku, Yashamaru phải ám sát cậu. Tuy nhiên Gaara có trong mình sự bảo về tối thượng của cát, là tấm khiên phòng ngự tuyệt đối, đã dễ dàng đánh bật được Yashamaru. Trước khi tự sát bằng bùa nổ, Yashamaru đã nói những lời cuối cùng với Gaara, anh nói dối Gaara rằng anh ghét Gaara: "Chính sự ra đời của người đã cướp đi sinh mạng của người chị mà tôi yêu quý nhất." hay "Chị ấy không hề muốn sinh người ra. Chị ấy đã phải chết mà nguyền rủa ngôi làng này." Anh còn nói thêm rằng cái tên Gaara (Ngã Ái La) do mẹ cậu đặt, có nghĩa là "Ác quỷ Tu La chỉ yêu mỗi bản thân nó", như một sự nguyền rủa của mẹ cậu để lại thế giới này. Gaara đã tự khắc lên trán mình chữ "Ái" (Yêu) và trở thành một con quái vật thực sự từ đó. Đến gần cuối truyện, mọi khúc mắc của Gaara mới được gỡ nút khi cậu gặp lại cha mình, Kazekage Đệ Tứ, dưới dạng Tạp giới chuyển sinh. Kazekage Đệ Tứ đã tiết lộ nhiều điều về tình yêu mẹ cậu và Yashamaru dành cho cậu khiến lòng cậu cảm thấy bình yên.
Tuy nhiên chính Naruto là người đầu tiên công nhận cậu bởi chính Naruto cũng trải qua một nỗi đau tương tự. Cậu đã cho Gaara biết thế nào là tình bạn dù giữa họ đã xảy ra một cuộc chiến nảy lửa. Gaara cảm giác Naruto có thể thấu hiểu mọi tâm tư trong tiềm thức của mình. Sau trận chiến đó, Gaara đã dần thay đổi tính cách, trở thành một con người hoàn toàn khác và được bầu làm Kazekage Đệ Ngũ từ khi còn rất trẻ. Hai người trở thành đội bạn thân thiết và câu luôn biết ơn Naruto đã thay đổi cậu, luôn dành những lời tốt đẹp cho Naruto. Trong Đại chiến Thế giới Ninja lần thứ tư, Gaara là một trong những tướng thống lĩnh quân đội Liên minh Nhẫn giả cùng chiến đấu sát cánh bênh cạnh Naruto.
Ở phần Boruto, Gaara vẫn giữ cương vị Kazekage và nhận một đứa con nuôi tên là Shinki - một ninja sở hữu huyết kế giới hạn cực kì mạnh mẽ.

### Các ninja khác ở Làng Cát

#### Temari (テマリ,Thủ Cúc)
Temari là con đầu của Kazekage Đệ Tứ, vừa là đồng đội vừa là chị của Gaara và Kankurou. Cô luôn mang theo một cái quạt sắt lớn trên lưng, đó là một dụng cụ chiến đấu đầy sức mạnh của cô. Temari dùng cái quạt của mình chủ yếu để tạo những cơn gió lớn thổi đánh đối phương. Cô cũng có thể tạo lốc xoáy và bão.
Trong trận đấu loại vòng 1 ở cuộc thi Chuunin, Temari gặp Tenten. Số ám khí Tenten dùng để chiến đấu đều bị cái quạt của Temari làm cho vô hiệu, và cô dùng lốc xoáy hất đối thủ ra khỏi sàn đấu. Trận tiếp theo, cô gặp Shikamaru. Đó là trận đấu trí căng thẳng, Temari phải né tránh để không bị bóng của Shikamaru bắt được, tuy nhiên cuối cùng cô vẫn rơi vào bẫy của bộ óc siêu phàm Shikamaru. Trận đó, Shikamaru đã nhận thua vì kiệt sức, nhưng Temari biết cô mới là người thua và cô rất nể đối thủ của mình, và bắt đầu có tình cảm với Shikamaru.
Trong nhiệm vụ giải cứu Sasuke của Shikamaru, trong lúc Shikamaru chiến đấu với Tayuya gần thất bại, Temari đã đến cứu cậu. Cái quạt lớn của cô đã phản hồi lại sóng âm về phía chủ nó, là cái sáo của Tayuya. Và Temari đánh bại Tayuya ngay lập tức khi Tayuya vừa định dùng tiếng sáo của mình từ khoảng cách xa. Sau cú đánh đó, Shikamaru thầm nghĩ chắc Temari còn khủng bố hơn mẹ của anh chàng vậy.
Là chị của Gaara, lúc nào Temari cũng luôn cố quan tâm tới cậu em út của mình, mặc dù là Gaara luôn tỏ ra lạnh lùng với cô. Sau này mối quan hệ của hai chị em họ rất tốt đẹp, khi Gaara lo lắng về đám cưới của cô với Shikamaru, còn Temari nhận ra cậu còn tình cảm hơn cả cô nữa. Temari là một cô gái có trí tuệ nhạy bén và biết quan tâm tới người khác. Sau khi Gaara lên làm Kazekage, cô cũng là phụ tá đắc lực của cậu. Sau Đại chiến Thế giới Ninja, cô kết hôn với Shikamaru và ở lại Làng Lá. Cô sinh một đứa con trai tên là Shikadai, và cậu nhóc cũng như cha của nó rất sợ mẹ mình, vì cô luôn bạo lực và dữ dằn với gia đình của mình.

#### Kankuro (カンクロウ,Khám Cửu Lang)
Kankuro là con trai thứ hai của Kazekage Đệ Tứ (anh trai của Gaara, em của Temari) và là một ninja sử dụng thuật Khối lũy. Quan hệ của Kankuro và Gaara không tốt lắm, trong kỳ thi Chunin ở khu rừng Tử vong Kankuro đã nói với Gaara: "Chẳng lẽ ngươi không thể nghe theo anh trai ngươi một lần sao!". Gaara chỉ nói một câu: "Ta chưa bao giờ coi ngươi là anh trai của ta, cẩn thận không ta giết luôn ngươi đấy." Nhưng mối quan hệ này sang phần 2 đã được cải thiện rõ rệt, hai anh em đã rất thân thiết với nhau. Thậm chí Kankuro còn sẵn sàng hi sinh để cứu Gaara.
Trong lần Sasuke rời bỏ làng, với vai trò đồng minh của Làng Lá, Kankuro, Temari, và Gaara đã đến hỗ trợ cho nhóm truy đuổi của Shikamaru. Kankuro đã đánh thắng Sakon và Ukon, Temari đã thanh toán được Tayuya, còn Gaara đã đánh bại Kaguya Kimimaro. Kankuro sau này đã trở thành một trong những Ninja xuất sắc nhất về sử dụng rối trong chiến đấu, được bầu làm đội trưởng đội phục kích của quân đội Liên Minh Nhẫn Giả trong Đại Chiến Thế giới Ninja lần thứ tư.
Ở phần Boruto, Kankuro vẫn làm quân sư và hộ vệ cho em trai Gaara của mình. Shikadai (con trai của Temari) thể hiện rằng cậu quý Kankuro nhất trong gia đình họ hàng.

#### Bà Chiyo (チヨ,Thiên Đại)
Chiyo là bà nội của Sasori (một thành viên Akatsuki) và là đối thủ của Tsunade trong chiến tranh trước đây (Tsunade luôn chữa được độc của bà). Bà là một trong những ninja mạnh nhất ở Làng Cát, là người dùng thuật cấy Nhất Vĩ Shukaku vào người Gaara. Thuật Khối lũy của bà Chiyo cũng thuộc hàng mạnh nhất.
Khi Kazekage Đệ Ngũ Gaara bị Akatsuki bắt đi, Làng Lá đã gửi tiểu đội Kakashi giúp Làng Cát đi giải cứu Gaara. Bà Chiyo đã tham gia vào nhiệm vụ này cùng Kakashi, Naruto, và Sakura. Thực tế bà Chiyo chẳng hề quan tâm mấy đến Gaara hay những sự kiện trong giới ninja, kể cả trong làng của mình, nguyên nhân bà đi theo là do bà muốn tận tay tiêu diệt đứa cháu nội phản bội Sasori của mình. Qua lời kể của bà Chiyo, Naruto và Sakura đã hiểu hơn về Vĩ Thú và Jinchuuriki. Một lần nữa, Naruto lại khiến một người khác thay đổi cách suy nghĩ, lần này chính là bà. Lòng nhiệt huyết giải cứu người bạn của Naruto đã khiến bà Chiyo ngạc nhiên. Qua lời giải thích của Kakashi về tình bạn kỳ lạ giữa Naruto và Gaara, bà đã có những xáo trộn nhất định trong lòng.
Trong trận chiến giữa bà Chiyo - Sakura và Sasori, kinh nghiệm chiến đấu của bà cùng với khả năng sử dụng rối tuyệt đỉnh kết hợp với sức mạnh của Sakura đã chiến thắng được hắn, kẻ được coi là có thuật Khối lũy mạnh nhất. Sau khi lấy lại được cái xác của Gaara, bà Chiyo đã sử dụng thuật chuyển sinh của bà, hi sinh thân mình để hồi sinh Gaara. Theo như lời Temari, bà Chiyo không phải là một người dễ dàng làm điều này vì Gaara, trước đây bà luôn nói dù làng có ra sao thì cũng mặc xác. Nhưng chính Naruto đã thay đổi bà, bà quyết định hi sinh để hồi sinh Gaara vì bà đặt niềm tin vào thế hệ ninja tiếp theo sẽ xây dựng một thế giới hòa bình trên đống đổ nát của các thế hệ ninja già nua trước đây.

#### Yashamaru (夜叉丸,Dạ Xoa Hoàn)
Yashamaru là em trai của mẹ Gaara, là cậu ruột của Gaara và là em vợ Kazekage Đệ Tứ. Sau khi sinh mạng của mẹ Gaara bị đem ra làm lễ tế để phong ấn Shukaku vào cậu bé Gaara mới sinh, Yashamaru ở với Gaara, chăm sóc nuôi nấng Gaara. Trong những năm đầu tiên, Gaara luôn cho rằng Yashamaru là người duy nhất yêu quý cậu. Tuy nhiên sau này Yashamaru đã nhận lệnh của Kazekage Đệ Tứ ám sát Gaara. Kế hoạch thất bại và Yashamaru đã bị Gaara giết gần chết. Sau đó Yashamaru phải nói rằng dù cậu có cố gắng đến đâu để yêu quý Gaara cũng không được vì chị gái của cậu đã phải chết vì Gaara. Cuối cùng Yashamaru chết mất xác vì kích hoạt lượng lớn Bùa Nổ trong người.

#### Matsuri (マツリ, Tiết Nhật)
Matsuri là một trong những học sinh đầu tiên của học viện ninja làng Cát được lấy theo mô hình của làng Lá. Cô đặc biệt hâm mộ Gaara và luôn ca ngợi tài năng của Gaara.

#### Baki (バキ)
Baki đóng vai thầy giáo của các ninja làng Cát trong kì thi Chunin, gồm Gaara, Temari và Kankuro. Ông ta cũng là người trực tiếp liên lạc với Làng âm Thanh trong kế hoạch tấn công làng Lá. Hiện tại Baki là thành viên của hội đồng cố vấn của Làng Cát.

## Orochimaru và tay chân của hắn

### Orochimaru (大蛇丸,Đại Xà Hoàn)
Orochimaru là một trong Sannin huyền thoại của Làng Lá, đệ tử của Hokage Đệ Tam. Ông nhận xét hắn là một thiên tài hiếm có và cũng là đệ tử xuất chúng nhất của ông. Tuy nhiên hắn bị biến chất sau khi ba mẹ hắn mất trong cuộc đại chiến Ninja. Chính vì điều này mà Đệ Tam không truyền lại chức Hokage cho hắn mà truyền lại cho Minato (đệ tử của Jiraiya). Hắn luôn giữ mối hậm hực với Đệ Tam vì việc này. Càng lớn lên hắn càng lấn sâu vào con đường tội lỗi khi tập luyện một cấm thuật nguy hiểm và đáng ghê tởm, chuyển đổi linh hồn sang thể xác khác để sống trường sinh. Những thí nghiệm được thực hiện trên các cơ thể người. Ngài Đệ Tam đã phát hiện ra việc này và quyết định tiêu diệt hắn trừ mối họa cho làng, nhưng ông bị tình cảm chi phối nên không thể xuống tay trong trận chiến với hắn. Orochimaru sau đó đã bỏ chạy khỏi làng và gia nhập tổ chức tội phạm Akatsuki, nhưng hắn đã rời bỏ tổ chức này vì không chịu được chuyện Uchiha Itachi mạnh hơn hắn. Đó cũng là một trong những lý do mà hắn muốn có được thể xác của Uchiha Sasuke (em trai của Itachi). Hắn lập ra Làng Âm Thanh (Otogakure) và xây dựng thế lực riêng, lên kế hoạch chi tiết để có được Sasuke.
Trong cuộc thi tuyển Chunin tổ chức ở Làng Lá, hắn đã trà trộn vào cuộc thi và tiếp cận Sasuke. Đánh vào lòng hận thù của Sasuke đối với Itachi và khao khát muốn mạnh mẽ hơn của cậu. Hắn đã gieo vào đầu Sasuke một ý nghĩ rằng đi theo hắn sẽ có sức mạnh vượt qua cả Itachi. Không những thế, hắn còn muốn tiêu diệt toàn bộ Làng Lá và Hokage Đệ Tam để trà thù. Nhân việc mối quan hệ giữa Làng lá và Làng Cát đang căng thẳng, hắn ám sát Kazekage Đệ Tứ, đóng giả ông và kết hợp cùng Làng Âm Thanh để phát động một cuộc tấn công vào Láng Lá. Hắn muốn tự tay giết thầy của mình là Hokage Đệ Tam, nhưng đây có lẽ là sai lầm lớn nhất của hắn. Dù hắn đã triệu hồi cả Hokage Đệ Nhất và Đệ Nhị nhờ thuật Tạp Giới Chuyển Sinh nhưng vẫn không thể đánh bại được Đệ Tam như ý hắn (dù Đệ Tam lúc đó đã cao tuổi). Để cuối cùng hắn bị Đệ Tam phong ấn hai cánh tay, vĩnh viễn không bao giời sử dụng thuật được nữa. Tuy nhiên, hắn vẫn thành công trong việc dụ Sasuke đi theo hắn.
Nhưng chính hắn không thể ngờ Sasuke mạnh lên quá nhanh, sau đó Orochimaru đã bị Sasuke phong ấn bằng ảo thuật của cậu. Tuy nhiên Orochimaru được Sasuke hồi sinh với mong muốn hỏi những thứ về anh trai Itachi và tộc Uchiha. Sau đó Orochimaru đã tìm được cách giải phong ấn trên hai cánh tay, dùng thuật hồi sinh 4 vị Hokage, giúp Sasuke giải đáp toàn bộ lịch sử của tộc Uchiha và việc làm của Itachi. Orochimaru còn tập trung giải cứu cho Tsunade- khi bà và các Kage khác bị Uchiha Madara đánh thương nghiêm trọng.
Ở phần kết thúc Naruto, Orochimaru khá vui vẻ và còn có tâm trạng đến chúc mừng cho đám cưới của Naruto và Hinata. Phần Boruto, Orochimaru sống an nhàn và có một đứa con trai yêu quý tên là Mitsuki.

### Yakushi Kabuto (薬師 カブト,Dược Sư Đâu)
Kabuto đã được đội trưởng đội cứu thương của Làng Lá đem về làm con nuôi trong một trận chiến, trước đó không ai biết quá khứ của hắn. Năm 14 tuổi, Kabuto đã bị Sasori của Akatsuki phong ấn và gửi đến chỗ Orochimaru để làm gián điệp. Orochimaru biết được chuyện này và đã vô hiệu hóa phong ấn của Sasori. Sau đó Orochimaru cho hắn lựa chọn: bị giết hoặc theo Orochimaru. Và Kabuto đã chọn phương án thứ hai. Từ đó, Kabuto trở thành tay sai đắc lực nhất, gián điệp tài ba, và đồng thời là đệ tử đáng tự hào nhất của Orochimaru.
Kabuto là một Ninja Y Thuật thiên tài, ngay cả Tsunade cũng thừa nhận rằng khi bằng tuổi Kabuto thì Tsunade vẫn thua xa hắn, không chỉ vì khả năng chữa trị vết thương rất tốt mà còn khả năng chiến đấu đáng kinh ngạc đối với một Ninja Y Thuật và những hiểu biết vô cùng uyên thâm đối với bất cứ một Ninja Y Thuật nào về Y học. Kabuto là đệ tử đáng tự hào nhất của Orochimaru, và nhờ có Kabuto mà Orochimaru thực hiện những thí nghiệm kinh khủng và vô nhân đạo của hắn dễ dàng hơn nhiều (tất cả vật thí nghiệm của hắn đều là con người). Kabuto luôn phục tùng tuyệt đối Orochimaru cũng như Orochimaru luôn tin tưởng Kabuto.
Sau khi Orochimaru bị giết bởi Sasuke, Kabuto đã cấy phần cơ thể còn sót lại của Orochimaru vào cơ thể của chính mình để có được sức mạnh của Orochimaru. Ban đầu phần cơ thể của Orochimaru từ từ chiếm hữu cơ thể của Kabuto, khiến hắn tìm Sasuke để trả thù, nhưng về sau hắn đã điều khiển được phần cơ thể này. Hắn quay trở lại một sức mạnh mới khi đã kiểm soát được năng lực của Orochimaru. Hắn đã dùng Tạp Giới Chuyển Sinh hồi sinh lại tất cả các ninja huyền thoại trong quá khứ tham gia vào cuộc Đại Chiến Thế giới Nhẫn Giả 4, đặc biệt trong số này có cả Uchiha Madara. Sau này hắn bị anh em Itachi và Sasuke đánh bại và bị trúng ảo thuật vĩnh cửu của Itachi. Tuy nhiên, trong trận chiến với Madara, hắn đã thoát khỏi ảo thuật và trợ giúp Sasuke.
Ở phần Boruto, Kabuto trở thành một người trông trẻ cho làng Lá. Ông tiếp nhận lũ trẻ Uchiha Shin theo lời đề nghị của Naruto và chăm sóc chúng.

### Nhóm Âm Ngũ Nhân
Là một nhóm ninja của Làng Âm Thanh thực chất là vật thí nghiệm của Orochimaru. Cả năm người này đều có đước ấn chú của Orochimaru, có thể chuyển sang trạng thái hai với sức mạnh gia tăng vượt trội. Đây chính là nhóm đã phong ấn cuộc chiến giữa Orochimaru và Hokage Đệ Tam để bên ngoài không thể cứu viện cho Đệ Tam. Đồng thời cũng là nhóm nhận nhiệm vụ dẫn Sasuke từ Làng Lá về Làng Âm Thanh cho Orochimaru.

#### Jirobo (次郎坊,Thứ Lang Phường)
Bị coi là tên yếu nhất nhóm, tên này có khả năng hút chakra của người khác. Đầu tiên hắn đã nhốt được nhóm giải cứu Sasuke bằng thuật của hắn nhưng bị Shikamaru phát hiện ra điểm yêu và thoát ra được. Sau đó hắn bị Choji giết.

#### Kidomaru (鬼童丸,Quỷ Đồng Hoàn)
Tên này có khả năng nén chakra lại rồi phóng ra như tơ nhện. Hắn bị Neji tiêu diệt trong kế hoạch giải cứu Sasuke của Làng Lá.

#### Sakon và Ukon (左近 - 右近,Tả Cận - Hữu Cận)
Tên này gồm hai bản thể là Sakon làm bản thể chính và anh trai của hắn Ukon sống trong người hắn, khi cần mới nhảy ra chiến đấu. Hắn bị Kiba cầm chân trong nhiệm vụ giải cứu Sasuke và cuối cùng bị Kankuro của Làng Cát giết.

#### Tayuya (多由也, Đa Do Dã)
Tayuya là thành viên nữ duy nhất trong nhóm, có khả năng sử dụng tiếng sáo làm ảo thuật và điều khiển triệu hồi của mình. Cô ta bị Shikamaru cầm chân trong kế hoạch giải cứu Sasuke và sau đó bị Temari của Làng Cát giết.

#### Kaguya Kimimaro (カグヤ 君麻呂,Trúc Thủ Quân Ma Lữ)
Kimimaro là chỉ huy của nhóm này. Hắn là tộc nhân cuối cùng của tộc Kaguya (một trong những tộc hậu duệ của nữ thần Otsutsuki Kaguya), là một ninja rất mạnh với huyết kế giới hạn sử dụng xương. Kimimaro là một người hết sức trung thành với Orochimaru và đã cống hiến toàn bộ sức lực của mình làm vật thí nghiệm cho Orochimaru. Hắn chỉ xuất hiện khi bốn tên kia chậm trễ trong việc mang Sasuke về (vì bị nhóm Shikamaru truy cản). Trong lúc Naruto đấu với hắn thì Sasuke tỉnh dậy và bỏ đi, sau đó Rock Lee đến trợ giúp kịp thời cầm chân hắn để Naruto có thể đuổi theo Sasuke. Cuối cùng hắn có một trận chiến bất phân thắng bại với Gaara và chỉ bị chết khi thí nghiệm của Orochimaru trên người hắn hết tác dụng.

### Nhóm Taka
Sau khi đánh bại Orochimaru, Sasuke bắt đầu kế hoạch truy lùng Itachi để trả thù. Cậu đã tập hợp một nhóm 4 người bao gồm cậu và 3 tên tay sai khác của Orochimaru và ban đầu lấy tên là Hebi (Rắn), sau đó đổi tên thành Taka (Đại Bàng).

#### Hozuki Suigetsu (鬼灯水月, Quỷ Đăng Thủy Nguyệt)
Hắn là cựu ninja Làng Sương Mù và em trai của một trong Thất Kiếm Hozuki Mangetsu. Giấc mơ của hắn là thu thập toàn bộ 7 thanh kiếm của Làng Sương Mù về tay mình. Lúc còn ở làng Suigetsu rất thần thượng "Con quỷ Làng Sương Mù" Momochi Zabuza, thậm chí còn được mệnh danh là "Con quỷ thứ hai". Sau khi gia nhập đội Sasuke, hắn đã đi đến mộ của Zabuza xin được lấy thanh Kubikiribocho.

#### Jugo (重吾, Trọng Ngô)
Jugo là một ninja không rõ tung tích. Lúc bình thường anh ta rất hiền lành, nhưng khi bị cơn điên chi phối anh ta biến thành một con quỷ đúng nghĩa, giết người không ghê tay. Bản tính anh ta không muốn làm hại ai nhưng lại không kiểm soát được cơn điên của mình, bởi vậy Jugo tự tìm đến Orochimaru để tìm cách chữa trị. Là một thí nghiệm của Orochimaru nên anh ta cũng có ấn chú như năm người trong nhóm Âm Ngũ Nhân. Jugo chơi rất thân với Kaguya Kimimaro và cũng chỉ có Kimimaro cản được anh ta đang trong trạng thái điên mà không bị thương tích gì.

#### Karin (香燐, Hương Lân)
Karin là một tộc nhân của tộc Uzumaki nhưng sống ở Làng Cỏ (Kusagakure, một làng nhỏ) và cũng là tộc nhân Uzumaki hiếm hoi còn sót lại. Khả năng trị thương của cô rất đặc biệt, chỉ cần cho người khác cắn vào tay mình. Với chakra dồi dào, sức khỏe và sự trường thọ, Karin được coi là một kunoichi vô cùng tài năng.Trong kì thi Chunin Naruto, Karin được Sasuke cứu và trở nên ngưỡng mộ cậu. Sau gặp lại cậu thì cô liệt vào cùng thuộc diện bị cuồng Sasuke. Khi Sakura mang thai Sarada và gặp khó khăn trong việc sinh nở, Karin là người đỡ cho họ mẹ tròn con vuông. Cô được thể hiện là vô cùng yêu quý và cưng nựng Sarada và là người đã tặng cho cô bé cặp kính màu đỏ. Cô và Sakura trở thành những người bạn tốt của nhau, nhưng cô vẫn ở trong chỗ Orochimaru tiếp tục việc nghiên cứu của mình.

## Akatsuki
Akatsuki (曉,Hiểu) trong tiếng Nhật nghĩa là "Bình minh" hay là "Rạng đông". Ban đầu, tổ chức này được Yahiko, Nagato, và Konan lập ra vì mục đích tốt duy trì sự hòa bình cho làng của họ, Làng Mưa (Amegakure, một ngôi làng nhỏ), trong Đại chiến Thế giới Ninja lần thứ ba, và xa hơn nữa là duy trì hòa bình thế giới. Sau khi Yahiko chết, Nagato với tên mới là Pain lên làm thủ lĩnh, tuy nhiên lúc này Uchiha Obito dưới cái tên Tobi (đứng sau Tobi nữa là Uchiha Madara) đã giật dây Akatsuki, biến nó thành một tổ chức tội phạm cấp S, bị truy nã toàn thế giới. Tổ chức này hiện nay là tập hợp của những ninja mạnh nhất phản bội chính làng của mình. Các thành viên của tổ chức này làm việc theo nhóm hai người, bao gồm các nhóm Itachi - Kisame, Sasori - Deidara, Kakuzu - Hidan, Pain - Konan, và hai thành viên khác là Zetsu và Tobi (Uchiha Obito), trước đó nữa còn có cả Orochimaru nhưng hắn đã rời khỏi tổ chức do bất đồng với Itachi. Kế hoạch của Tobi và Madara là hồi sinh Madara, thu thập chín Vĩ Thú để hợp lại thành Thập Vĩ, sử dụng sức mạnh đó triển khai kế hoạch Nguyệt Nhãn, biến Mặt Trăng thành một Mangekyō Sharingan vĩnh cửu, phản chiếu ảo thuật xuống thế giới. Biến cả thế giới chìm đắm trong ảo tưởng hòa bình giả dối.

### Uchiha Itachi (うちは イタチ,Vũ Trí Ba Dư)
Uchiha Itachi là anh trai của Uchiha Sasuke. Anh là một thiên tài hiếm có, tốt nghiệp Học viện Ninja và thức tỉnh Sharingan khi mới 7 tuổi, trở thành bậc thầy Sharingan ở tuổi lên 8, làm ninja Trung đẳng (Chunin) lúc 10 tuổi, 11 tuổi đã là ninja Thượng đẳng (Jounin), được kết nạp vào đội Anbu Làng Lá và trở thành đội trưởng Anbu năm 13 tuổi. Vì lẽ đó, Itachi trở thành niềm hy vọng của cha và gia tộc. Họ mong đợi anh sẽ nối nghiệp cha làm trưởng tộc, khiến dòng họ rạng danh và chiếm quyền lãnh đạo Làng Lá trong tương lai. Tuy nhiên sâu thẳm trong Itachi, anh không hề muốn theo ý chí đó của gia tộc mình. Anh muốn tộc Uchiha là một phần của Làng Lá, phát triển cùng làng trong hòa bình.
Trong đội Anbu, Uchiha Shisui là người bạn thân của anh. Họ đều có một mục tiêu chung, đó là hàn gắn rạn nứt trong mối quan hệ giữa tộc Uchiha và Làng Lá. Tuy nhiên, căng thẳng giữa Làng Lá và tộc Uchiha ngày càng đến mức đỉnh điểm, nguy cơ nội chiến xảy ra là rất cao. Lúc này nội bộ Lãnh đạo cấp cao của Làng Lá chia thành hai phe, phe của Hokage Đệ Tam muốn cố gắng thương thuyết thêm với tộc Uchiha, phe của Danzo muốn hủy diệt gia tộc Uchiha, giải trừ mối nguy hiểm dẫn đến chiến tranh. Danzo đã nhanh hơn Đệ Tam một bước, tiếp cận dụ giỗ Itachi suy nghĩ theo con đường tiêu cực nhất. Nếu anh về phe gia tộc mình, nội chiến chắc chắn sẽ xảy ra, dòng họ Uchiha sẽ phải chịu tiếng ô nhục phản bội làng và em trai anh bị cuốn vào cuộc chiến; còn nếu anh đứng về phía làng và diệt trừ nhà Uchiha, chỉ có anh bị mang danh tội phạm, tộc Uchiha vẫn giữ được danh dự và Sasuke sẽ sống sót. Trong suốt thời gian suy nghĩ để đi tới quyết định cuối cùng, Itachi vô cùng giằng xé và đau đớn. Đúng khoảng thời gian đó, Shisui đã đến giao cho Itachi con mắt Mangekyo Sharingan của mình (con mắt kia đã bị Danzo cướp mất trước đó, ảo thuật từ còn mắt Mangekyo Sharingan của Shisui được coi là mạnh nhất từ trước đến nay) và nhờ đó mà anh cũng đạt đến cảnh giới tối cao của Mangekyo Sharingan. Sau khi tự móc mắt mình, Shisui nhảy xuống sông Nakano tự vẫn, trăn trối rằng Itachi hãy cố bảo vệ hòa bình và danh dự nhà Uchiha. Sau khi Shisui chết, Itachi ngày càng trở nên khép kín hơn và bắt đầu có biểu hiện chống đối gia tộc. Anh không tham dự cuộc họp gia tộc, đánh lại các thành viên Uchiha và trở thành đối tượng tình nghi chính trong cái chết của Shisui.
Cuối cùng, anh đã quyết định xuống tay tàn sát cả dòng họ mình. Trước khi Itachi giết cha mẹ, họ cũng hiểu và thông cảm cho con đường mà anh chọn. Người cha Fugaku chỉ bắt anh hứa rằng sẽ chăm lo cho Sasuke. Anh đã nói "Con hứa" và bắt đầu khóc. Fugaku trăn trối: "Đừng sợ, đây là con đường mà con đã chọn, nỗi đau của chúng ta chỉ là thoảng qua, không kéo dài như con. Tuy lập trường khác nhau nhưng cha vẫn rất tự hào về con. Con thực sự là một đứa trẻ tốt". Itachi đã giết cha mẹ và kịp lau nước mắt trước khi Sasuke bước vào. Trước sự đau khổ tột cùng của em trai, Itachi nói dối Sasuke rằng những kỉ niệm trước kia lẫn hình ảnh người anh tốt bụng chỉ là màn kịch Itachi dựng lên để thử xem năng lực Sasuke tới đâu thôi. Itachi đã nói những lời cuối cùng với Sasuke mà cậu không bao giờ quên được: "Thằng em ngu xuẩn, nếu muốn giết ta, hãy oán hận, hãy căm thù, trở nên mạnh mẽ hơn giữa thế giới xấu xa này. Chạy đi, chạy đi và cố mà sống sót! Chừng nào có được đôi mắt Sharingan như ta thì mới được tới tìm ta." Sau đó Itachi quay lưng bỏ đi, để lại Sasuke khóc ngất. Itachi bí mật tới gặp Hokage Đệ Tam ngay sau ấy, xin ông bảo vệ Sasuke và đừng tiết lộ sự thật cho cậu bé biết. Trước khi rời làng Lá, Itachi cũng không quên đe dọa Danzo: "Nếu ông dám đụng tới một sợi tóc của Sasuke, ta sẽ tiết lộ hết bí mật đen tối của làng này cho các quốc gia đối địch khác, và ta sẽ tìm mọi cách xử tội ông." Sau đó anh rời làng, trở thành tội phạm cấp S bị truy nã khắp các quốc gia.
Năm 14 tuổi, Itachi gia nhập Akatsuki, trở thành một trong những người mạnh nhất tổ chức này, lúc đầu anh cặp với Biwa Juzo, trong khi đi làm nhiệm vụ Juzo đã tử trận, sau đó anh làm việc cùng nhóm với Hoshigaki Kisame. Chính sức mạnh của anh đã khiến Orochimaru  ghen tị, tấn công anh rồi ly khai khỏi Akatsuki. Năm Itachi 17 tuổi, Hokage Đệ Tam qua đời sau khi dùng cả tính mạng để phong ấn toàn bộ sức mạnh của Orochimaru. Anh và Kisame lập tức đến làng Lá, ngoài miệng nói là thăm dò thông tin về Cửu Vĩ, thực chất Itachi muốn gặp lại Sasuke. Hai anh em gặp lại nhau đúng lúc Itachi và Kisame chuẩn bị bắt Naruto đi, Sasuke liền dùng Chidori tấn công Itachi nhưng bị hạ gục dễ dàng. Itachi tiếp tục diễn vai kẻ xấu khủng bố tinh thần cậu bằng Tsukuyomi và thì thầm vào tai cậu: "Ngươi quá yếu là do lòng hận thù của ngươi chưa đủ." Chính câu nói này đã kích động Sasuke bỏ Làng Lá để đi theo Orochimaru, dẫn đến nhiều hệ lụy to lớn về sau. Itachi và Kisame phải rút lui vì đụng độ Jiraiya, thất bại trong việc bắt Cửu Vĩ. Itachi trước giờ cố gắng tỏ ra mạnh mẽ nhưng thực ra sức khỏe anh đang dần dần hao mòn vì bệnh tật (bị thổ huyết) cộng thêm sự đau khổ trong tinh thần và vết thương từ các cuộc chiến, thậm chí anh phải dùng tới thuốc để duy trì mạng sống.
Trước khi hẹn Sasuke quyết đấu một trận cuối cùng tại mật thất dòng họ Uchiha, Itachi đã gặp riêng Naruto và hỏi nếu Sasuke không chịu trở về Làng Lá, ngược lại còn có ý định tấn công làng, thì giữa Sasuke và Làng Lá, Naruto sẽ chọn ai? Khi Naruto trả lời rằng cậu sẽ bảo vệ làng và sẽ làm mọi cách để đem Sasuke ra khỏi con đường tội lỗi, Itachi liền mỉm cười và cám ơn Naruto. Hai anh em trải qua một trận chiến thật sự, gần như ngang tài ngang sức. Cùng lúc đó, Orochimaru từ nguyền ấn trên cổ Sasuke xuất hiện dưới dạng một con rắn 8 đầu khổng lồ. Itachi dùng thanh kiếm Totsuka đâm xuyên người Orochimaru, giam cầm hắn vĩnh viễn và giải thoát Sasuke khỏi hắn. Itachi lúc này bắt đầu yếu đi, Susanoo của anh cũng bị giảm dần, anh thổ huyết rất nhiều nhưng vẫn gượng tiến đến Sasuke. Sasuke tưởng rằng Itachi muốn lấy đôi mắt của mình nên đã liên tục tấn công. Tuy nhiên Itachi chỉ dùng tay ấn nhẹ lên trán em mình như ngày xưa và mỉm cười: "Anh xin lỗi Sasuke, đây sẽ là lần cuối cùng." Itachi gục xuống, để lại Sasuke sững sờ. Cậu cũng nhanh chóng ngã quỵ bên cạnh xác anh mình vì kiệt sức.
Sasuke được Tobi của Akatsuki cứu sống và thuật lại câu chuyện bị che giấu về Itachi trong vụ thảm sát gia tộc Uchiha. Tobi tự xưng là Uchiha Madara, thủ lĩnh huyền thoại của dòng tộc Uchiha nhưng thực ra đó là Uchiha Obito. Qua lời kể của Tobi, Sasuke biết được tất cả sự thật về anh trai. Tobi nói Itachi làm tất cả chỉ vì bảo vệ cho cậu, tới khi chết rồi vẫn một lòng nghĩ tới cậu. Mặc dù Sasuke cố gắng phủ nhận điều đó nhưng rốt cuộc vẫn phải tin. Sharingan của Sasuke đạt đến đỉnh điểm nhờ năng lực từ anh trai. Qua cái chết của người thân duy nhất còn lại, cậu đã đánh thức Mangekyo Sharingan của riêng mình. Sau khi nghe hết câu chuyện của Tobi, Sasuke thấy đổi mục tiêu thành tiêu diệt Làng Lá. Sau này Itachi bằng ảo thuật của Shisui đã tự giải thoát khỏi trói buộc của Tạp Giới Chuyển Sinh do Kabuto điều khiển, anh đã gặp Sasuke để nói với cậu về quyết định của anh, về tình yêu của anh đối với cậu, tình yêu đối với gia tộc Uchiha, và tình yêu đối với Làng Lá. Do đó, Sasuke không còn có ý định tiêu diệt Làng Lá, mà thay vào đó, sẽ bảo vệ nó như bảo vệ những gì mà Itachi đã hi sinh để bảo vệ.

### Hoshigaki Kisame (干柿 鬼鮫, Can Thị Quỷ Giao)

Kisame trong anime

Kisame là một trong Thất Kiếm Làng Sương Mù với thanh Samehada (Cự Kình Đao - thanh đao mạnh nhất), loại vũ khí có thể hút chakra của đối thủ để truyền vào cho Kisame. Vì thế, hắn có biệt danh là "Linh Vĩ" hay "Vĩ Thú Không Đuôi", với nguồn chakra khổng lồ đã lấy từ đối thủ. Trước khi là Thất kiếm làng sương mù, Kisame đã từng trong Đội tình báo mật Làng Sương Mù, nhiệm vụ bảo vệ đội theo lệnh của Suikazan Fuguki (là chủ nhân của thanh Samehada trước hắn). Bị đội Anbu Làng Lá do Morino Ibiki truy đuổi, hắn đã giết tất cả đồng đội nhằm giữ bí mật thông tin. Sau đó, hắn cũng ám sát luôn Fuguki và đoạt lấy Samehada, trở thành một thành viên của Thất kiếm. Thủy Quốc đang truy sát hắn vì tội âm mưu lật đổ chính quyền và vô số các vụ ám sát. Kisame đồng hành cùng Itachi trong Akatsuki, hắn rất nể sức mạnh của Itachi nhưng cũng rất quan tâm đến sức khỏe của anh. Có thể nói hai người là những người đồng đội thân thiết.
Kisame luôn cảm thấy bực tức với Gai vì anh liên tục làm cho hắn tức khi vờ không nhớ hắn là ai khi đụng độ nhau. Trong trận chiến trên Đảo Rùa, Gai đã đánh bại được Kisame và bắt sống hắn. Nhưng hắn đã tự tử trước khi bị khai thác thông tin sâu hơn, hắn đã chọn cái chết để bảo vệ niềm tin của mình với nụ cười trên môi. Lúc đó Gai đã dành cho hắn sự tôn trọng và nói rằng anh sẽ không bao giờ quên cái tên Hoshigaki Kisame. Thực chất, tất cả những việc Kisame làm đều là bảo vệ cho làng Sương Mù, ông và Itachi trở thành anh hùng bóng tối trong chính ngôi làng của mình.

### Sasori (サソリ,Yết)
Sasori được mệnh danh là Xích Sa Sasori (Suna no Sasori, biệt danh này có ý nói về khả năng giết người của hắn, tạo nên nhưng vũng máu đỏ trên cát trong Đại chiến Thế giới lần thứ ba) là bậc thầy sử dụng rối của Làng Cát. Ba mẹ hắn bị Nanh Trắng của Làng Lá giết chết trong chiến tranh từ khi Sasori còn rất nhỏ. Hắn sống dưới vòng tay yêu thương của bà nội Chiyo và được bà truyền dạy cho tất cả kỹ năng của thuật Khối lũy. Hắn đã có thể tự tạo ra nhưng con rối của riêng mình từ lúc còn rất nhỏ.
Tuy nhiên, càng lớn lên hắn bắt đầu có những suy nghĩ bênh hoạn, tiến hành những cuộc thí nghiệm làm ra những con rối dựa trên cơ thể người sống (gọi là rối người, có thể sử dụng thuật của người sống). Càng này hắn càng bị ám ảnh vào những thí nghiệm đáng sợ đó. Rồi cuối cùng, vụ việc vỡ lỡ, Sasori đã bỏ làng và gia nhập Akatsuki vào năm 15 tuổi. Hắn là kẻ đã ám sát Kazekage Đệ Tam, là vị Kazekage mạnh nhất với chiêu Thiết Sa (Mạt Sắt), và biến ông thành một trong những con rối người ưa thích của hắn.
Sasori đã thay tất cả bộ phận trên cơ thể mình thành những bộ phận của rối, trừ một khoảng nhỏ bên ngực trái gọi là nơi tập trung chakra của hắn, đó cũng chính là điểm yếu duy nhất. Chính vì thế hắn không hề già đi. Lúc giao đấu với bà Chiyo và Sakura, hắn đã dùng hết tất cả các cỗ máy của mình, kể cả bản thân hắn. Nhưng cuối cùng, vẫn bị bà Chiyo và Sakura đánh bại. Bà Chiyo có nói với Sakura rằng, hắn đã nhìn thấy đòn tấn công cuối cùng nhưng không hiểu sao Sasori đã không tránh. Về sau trong Đại chiến Thế giới ninja lần thứ tư, Sasori được Kabuto chuyển sinh cùng các thành viên khác của Akatsuki. Sau khi Uế Thổ Chuyển Sinh bị phá giải Sasori tin tưởng gửi gắm lại hai con rối Cha và Mẹ cho Kankurō, nói với anh ta rằng hãy truyền nó lại cho những thế hệ tương lai trong khi dần dần bị phân hủy. Linh hồn của Sasori siêu thoát, chỉ có những mảnh vụn và một thi thể vật hi sinh dùng cho nghi thức chuyển sinh còn sót lại.

### Deidara (デイダラ,Đại Đạt La)
Deidara là thành viên trẻ nhất của Akatsuki và là cựu ninja của Làng Đá (Iwagakure), một học trò cũ của Tsuchikage Đệ Tam. Deidara cũng được nổi danh vì tài năng nghệ thuật nặn đất sét nổ của hắn. Deidara đã ăn cắp cấm thuật của Làng Đá - Thuật nhào nặn chakra thành đất sét nổ - và bị truy nã. Sau đó hắn làm nghề đánh bom khủng bố thuê.
Sau khi kẻ cặp với Sasori là Orochimaru rời Akatsuki, Pain đã ra lệnh cho Itachi, Kisame và Sasori đi thuyết phục Deidara vào Akatsuki. Deidara đã từ chối cho đến khi Itachi đưa ra lời thách đấu với lời hứa sẽ không làm phiền Deidara nếu hắn thắng. Deidara dễ dàng bị đánh bại bởi Sharingan của Itachi và buộc phải gia nhập tổ chức. Thất bại đó đã động chạm đến cái tôi to lớn của hắn, bởi vậy từ đó, Deidara luôn mang một thái độ hằn học khinh miệt với Itachi và tộc Uchiha. Tuy nhiên trong thời gian ở Akatsuki, sức mạnh của hắn đã gia tăng lên một cách đáng kể. Hắn vẫn mong có một ngày có thể trả thù Itachi.
Deidara luôn coi nhẫn thuật của mình là nghệ thuật, tin rằng mỗi quả bom tạo ra đều có những nét đặc trưng riêng và mình là một người nghệ sĩ chân chính. Câu nói cửa miệng của Deidara là: "Nghệ thuật là nổ tung". Hắn cũng dành sự tôn trọng của mình cho người đồng hành Sasori, thường gọi Sasori là Danna (tiền bối) để tỏ lòng kính trọng với nghệ thuật rối của Sasori. Tuy nhiên về mặt quan điểm nghệ thuật thì Deidara hoàn toàn ngược lại với Sasori. Nếu Sasori cho rằng nghệ thuật phải là nét đẹp được lưu giữ muôn đời thì Deidara lại nói cái đẹp phù du trong chốc lát mới là nghệ thuật đích thực. Sau khi Sasori chết thì Deidara cặp với Tobi (Uchiha Obito, mặc dù là kẻ thực sự đứng sau dật dây Akatsuki, nhưng trong tổ chức Tobi luôn đóng giả là một tên ngờ nghệch và thường trêu điên Deidara).
Deidara là người đã đánh bại Kazekage Đệ Ngũ Gaara đồng thời cũng là Jinchuuriki của Nhất Vĩ (cũng có dùng một chút mưu mẹo). Sau đó hắn cũng đụng độ Naruto và Kakashi trong nhiệm vụ giải cứu Gaara, tuy đã khiến cho Kakashi trọng thương nhưng hắn bị mất một cánh tay trong trận đó. Hắn có một trận chiến sống còn với Sasuke và sau đó đã tự hủy bằng một quả bom có sức tàn phá rất lớn, buộc Sasuke phải triệu hồi con rắn thần Manda làm vật hi sinh mới sống sót. Về sau trong Đại chiến Thế giới ninja lần thứ tư, Deidara được Kabuto chuyển sinh cùng các thành viên khác của Akatsuki. Sau khi Uế Thổ Chuyển Sinh bị phá giải Deidara được giải thoát.

### Kakuzu (角都,Giác Đô)
Kakuzu là cựu ninja Làng Thác Nước (Takigakure, là một làng nhỏ), từng được giao nhiệm vụ đi giết Hokage Đệ Nhất trong Đại chiến Thế giới Ninja lần thứ nhất, nhưng hắn đã bị đánh bại. Sau khi trở về làng, hắn bị giam và tra tấn dã man vì nhiệm vụ thất bại. Căm thù ngôi làng, hắn vượt ngục và lấy tim của các vị trưởng lão và bỏ làng. Trong Akatsuki, Kakuzu là một kẻ rất ham tiền, và được giao nhiệm vụ thủ quỹ cho tổ chức này. Nhóm Kakuzu - Hidan đã đánh bại được Jinchuuriki của Nhị Vĩ là Yugito của Làng Mây.
Cơ thể Kakuzu được kết nối với nhau bằng những sợi chỉ kì lạ. Hắn dùng những sợi chỉ này để xé nát tim đối thủ, sau đó khâu lại và để nó vào trong người mình. Chính vì thế, Kakuzu có 5 mạng sống với 5 quả tim, mỗi quả gồm chứa các yếu tố Thủy (nguyên tố gốc của Kakuzu), Hỏa, Lôi, Phong và Thổ. Và hắn sống được đến trên 100 tuổi cũng là do các quả tim đó, và có thể hắn là bất tử. Trong lúc giao chiến với Đội 10 và Kakashi, Kakuzu đã gọi ra 4 trái tim trong hình dạng những sợi chỉ để chiến đấu. Kakashi phá hủy trái tim Thổ bằng Chidori, còn trái tim Thủy của Kakuzu bị Shikamaru giăng bẫy mượn tay Hidan phá hủy. Hắn tách 3 trái tim Hỏa, Phong và Lôi ra khỏi người để đấu với nhóm Kakashi, Choji và Ino. Sau đó, Naruto dùng tuyệt chiêu Shuriken Rasengan phá hủy trái tim cuối cùng của hắn.Không còn trái tim nào nguyên vẹn sau đòn tấn công hủy diệt của Naruto, Kakuzu rên rỉ rằng chẳng thể ngờ hắn lại bị đánh bại bởi "một lũ trẻ ranh". Kakashi khẳng định với hắn rằng các thế hệ sau vượt qua thế hệ trước là điều hoàn toàn tự nhiên và tất yếu, "một quy luật tuần hoàn bất biến của cuộc sống", rồi dứt điểm hắn bằng Raikiri. Xác của Kakuzu sau đó được mang về làng Lá để Tsunade khám nghiệm nhằm xác định sức mạnh của Rasenshuriken, và bà tiết lộ Kakuzu đã bị tổn thương đến mức độ tế bào khi lĩnh trọn đòn này. Về sau trong Đại chiến Thế giới ninja lần thứ tư, Kakuzu được Kabuto chuyển sinh cùng các thành viên khác của Akatsuki. Tuy nhiên lúc Itachi giải thuật Uế Thổ Chuyển Sinh, linh hồn Kakuzu được giải phóng về thế giới bên kia.

### Hidan (飛段,Phi Đoạn)

Nhân vật Hidan trong Anime

Hidan là cựu ninja của Làng Nước Nóng (Yugakure, cũng là một làng nhỏ). Làng Nước Nóng là một làng rất chuộng nền hòa bình, nhưng Hidan càng lớn càng đi theo con đường bạo lực. Hidan theo đạo thờ cúng một vị thần tội lỗi và hiếu chiến tên Jashin. Tôn giáo này kết nạp và dạy dỗ những tín đồ cuồng sát và ưa thích sự hỗn loạn. Hidan được ban cho sự bất tử, không một đòn tấn công nào có thể giết chết hắn. Trong chiến đấu hắn thường dùng một nghi lễ mà vật trung gian là máu của đối phương. Nghi lễ này cho phép khi hắn tự làm tổn thương chính mình cũng là làm tổn thương đối phương. Nhưng hắn thì không thể chết còn đối phương thì có thể. Kisame gọi cặp Kakuzu - Hidan là cặp "combo thây ma".
Trong nhiệm vụ truy bắt hắn, thầy Asuma đã bị trúng thuật này, dù Shikamaru đã nhìn thấu được nó nhưng vẫn không có cách nào cứu được thầy của mình. Sau đó Shikamaru đã lên kế hoạch trả thù Hidan. Cậu đã cô lập được Hidan và Kakuzu, lừa được Hidan vào bẫy và chôn sống hắn. Dù Hidan không chết nhưng cũng không thể thoát ra khỏi cái bẫy đó, do đó coi như vô hại.

### Konan (小南,Tiểu Nam)

Konan trong anime

Konan có năng lực là điều khiển giấy. Cô là bạn và là đồng đội của Yahiko và Nagato từ lúc bé. Sau khi Yahiko chết và Nagato trở thành Pain, cô luôn đi theo để bảo vệ Nagato. Sau khi Nagato đặt niềm tin vào Naruto, cô cũng đặt niềm tin vào Naruto, cô đã tăng Naruto một bó hoa giấy mang niềm hi vọng. Cô đã rời khỏi Akatsuki sau khi Pain chết, mang theo thi thể của Yahiko và Nagato về Làng Mưa. Sau đó Tobi tìm cô để hỏi tung tích cái xác của Nagato với mục đích lấy lại Rinnegan. Hắn đã giết cô vì cô không chịu nói ra chỗ để xác Nagato. Tuy nhiên sau này Tobi vẫn lấy tìm được Nagato và lấy lại được Rinnegan.

### Pain / Nagato (佩恩/長門, Bội Ân/Trượng Môn)

Nagato

Pain tên thật là Nagato, là thủ lĩnh và là người mạnh nhất Akatsuki. Tuy nhiên mọi kế hoạch trong tổ chức đều do Tobi (Uchiha Obito) đứng sau vạch ra (ngoài Konan và Nagato, các thành viên còn lại không ai biết điều này).
Từ khi Nagato còn nhỏ, Uchiha Madara đã bí mật cấy con mắt Rinnegan (Luân Hồi Nhãn) vào Nagato, một tộc nhân Uzumaki, nhằm thực hiện kế hoạch lâu dài của hắn. Sau này Nagato đã có khả năng sử dụng con mắt này và trở nên rất mạnh. Cha mẹ anh vô tình bị giết bởi 2 ninja làng Lá trong cuộc Đại chiến Ninja lần thứ hai, từ đó Nagato có một mối thù với ngôi làng này. Sau đó Nagato gặp hai đứa trẻ mồ côi khác là Yahiko và Konan. Họ cùng có chung một ước mơ sẽ có thể tái lập hòa bình trên toàn thế giới.
Sau đó ba đứa trẻ gặp được tiên nhân Jiraiya của Làng Lá, ông đã tận mắt chứng kiến sức mạnh của Rinnegan. Jiraiya quyết định ở lại và dạy ba đứa các thuật ninja trong vòng 3 năm. Sau khi ba đứa trẻ đã thành thạo các thuật của ông, Jiraiya rời đi trước khi nói với chúng rằng chúng đã trưởng thành và có thể bảo vệ làng. Nagato, Yahiko và Konan đã cùng nhau lập nên Akatsuki với mục đích tốt đẹp như thế. Tuy nhiên sau khi Yahiko chết, Pain đã bị Tobi thuyết phục rằng đi tìm một hòa bình đích thực là điều ngu ngốc. Và Pain bị cuốn theo kế hoạch Nguyệt Nhãn.
Rinnegan cho phép Pain có thể điểu khiển 6 cơ thể cùng một lúc từ ở một khoảng cách rất xa, được gọi là Lục Đạo của Pain, cơ thể mạnh nhất trong số này là Pain Thiên Đạo, cũng chính là cơ thể của Yahiko (cũng là cơ thể đại diện cho Pain trong Akatsuki, bản thể chính Nagato ngồi ở nơi khác). Cũng nhờ Rinnegan, Pain là người duy nhất trong thời điểm đó có khả năng triệu hồi Ngoại đạo Ma tượng (Gedo Mazo), xác của Thập Vỹ để chiến đấu cho mình. Pain cùng Konan đã tấn công vào Làng Lá với mục đích bắt Naruto, là Jinchūriki của Cữu Vĩ. Sức mạnh của Lục Đạo Pain đã phá hủy gần như toàn bộ Làng Lá. Rất nhiều ninja ưu tú đã hi sinh trong trận chiến với Pain, trong đó có Kakashi. Naruto với sức mạnh bộc phát từ Cửu Vĩ đánh bại được Pain, lần theo được chakra tìm ra được bản thể thực sự của Pain là Nagato. Ở đây Naruto và Pain đã có một cuộc nói chuyện, Nagato tìm được sự đồng cảm trong Naruto. Để rồi sau đó, Nagato đã dùng thuật Ngoại đạo Luân hồi Thiên sinh thả hết linh hồn và hồi sinh toàn bộ những người đã chết trong trận chiến, nhưng sau đó phải trả giá bằng mạng sống của mình (đây là thuật mà Madara định bắt Pain dùng để hồi sinh hắn). Nagato nói những lời cuối với Naruto rằng anh đặt niềm tin vào cậu.

### Zetsu (ゼツ,Tuyệt)
Zetsu thực tế là một thực thể sống bao gồm hai phần: Hắc Zetsu và Bạch Zetsu.
Hắc Zetsu được tạo ra từ ý trí của nữ thần Otsutsuki Kaguya nhằm đảm bảo sự hồi sinh cho mình sau này. Và cũng chính Hắc Zetsu là kẻ chủ mưu sau nhiều chuyện trong lịch sử thế giới shinobi (nhẫn giả hay ninja).
Còn Bạch Zetsu là một trong những nạn nhân đầu tiên của Tsukuyomi Vĩnh Cửu của nữ thần Otsutsuki Kaguya, sau đó theo Kaguya nhập vào cây thần Shinju biến thành Thập Vĩ và cuối cùng bị phong ấn vào Ngoại Đạo Ma Tượng (vỏ của Thập Vĩ) bởi Otsutsuki Hagoromo. Sau khi Uchiha Madara triệu hồi cái vỏ này và cấy DNA mộc của Hokage Đệ Nhất vào, Hắc Zetsu đã giải phóng Bạch Zetsu nhưng Madara lại nghĩ rằng đây là một thực thể do hắn tạo ra.
Để tiếp tục kế hoạch hồi sinh Otsutsuki Kaguya, Hắc Zetsu kết hợp với Bạch Zetsu trở thành một thành viên của Akatsuki chờ đợi thời cơ chín muồi. Zetsu có khả năng ẩn thân và hòa mình vào các vật thể xung quanh. Vậy nên trong Akatsuki, Zetsu thường làm nhiệm vụ do thám.

### Uchiha Obito / Tobi (うちは オビト,Vũ Trí Ba Mang Thổ)
Obito là người của gia tộc Uchiha nhưng cậu lớn lên mà không hề biết mặt cha mẹ và trải qua một tuổi thơ bất hạnh. Những năm tháng tuổi thơ đau buồn đó đã khiến Obito ấp ủ ước mơ trở thành Hokage để mọi người trong làng công nhận sự tồn tại của cậu. Sau khi tốt nghiệp Học viện Ninja, câu được phân vào nhóm do Namikaze Minato (sau này là Hokage Đệ Tứ) lãnh đạo cùng với Nohara Rin và Hatake Kakashi. Cậu có tình cảm với cô bé Rin và luôn muốn vượt qua thiên tài Kakashi.
Trong Chiến tranh Thế giới Ninja lần thứ ba, nhóm Minato cũng được điều đi tham chiến và nhận thực hiện nhiệm vụ phá hủy cầu Kannabi, qua đó cản trở việc Làng Đá sử dụng Làng Cỏ như một trạm tiếp ứng. Trước khi bắt đầu nhiệm vụ này, Minato và Rin đều tặng quà cho Kakashi để chúc mừng cậu đã trở thành Jōnin. Duy chỉ có mình Obito là quên không chuẩn bị quà, sau vài lời qua tiếng lại thì mối quan hệ vốn đã không được tốt giữa hai người càng trở nên căng thẳng hơn. Minato sau đó đã được điều ra tiền tuyến, để Kakashi chỉ huy cả đội tiếp tục thực hiện nhiệm vụ. Họ bị hai ninja Làng Đá tấn công và bắt Rin đi mất. Kakashi cho rằng nên tiếp tục nhiệm vụ được giao hơn là đi cứu Rin; điều này đã khiến Obito cực kì tức giận. Cậu khăng khăng cho rằng cần phải cứu Rin trước, điều đó quan trọng hơn việc hoàn thành nhiệm vụ rất nhiều. Khi bị Kakashi từ chối, Obito nói rằng cậu coi Nanh Trắng - cha của Kakashi như một người anh hùng thực thụ vì những hành động của ông đối với đồng đội (Nanh Trắng bị mọi người dè bỉu do không hoàn thành nhiệm vụ, thực tế do ông đã quyết định cứu đồng đội, điều này ảnh hưởng rất lớn tới Kakashi cho đến nhiệm vụ này). Cậu đã nói một câu nói mà sau này Kakashi vẫn nhắc lại khi dạy học trò của mình: "Những kẻ phả bỏ luật lệ của một ninja là rác rưởi, nhưng những kẻ bỏ rơi đồng đội mình thì còn tồi tệ hơn cả thứ rác rưởi". Và Obito quyết định đi cứu Rin cho bằng được, để lại Kakashi tiếp tục nhiệm vụ một mình.
Sau khi nghe những lời nói trước lúc rời đi của Obito, Kakashi đã có những dao động lớn về mặt tư tưởng và tình cảm. Điều này khiến cậu quyết định quay lại cứu Rin cùng với Obito. Chính nhờ điều này mà Kakashi đã tới kịp lúc để đỡ đòn cho Obito nhưng đồng thời cũng mất đi con mắt trái của mình. Khao khát bảo vệ đồng đội đã giúp cho Obito lần đầu tiên đánh thức được Sharingan và từ đó hạ được một tên. Cả hai sau đó đã phối hợp với nhau rất ăn ý. Họ giải thoát cho Rin nhưng tên còn lại đã đánh sập cái hang để chôn sống cả đội. Trong lúc chạy ra bên ngoài, do phần mắt trái đã bị thương, Kakashi bị hạn chế tầm nhìn và đã không thể tránh được những tảng đá đang rơi từ trên trần hang xuống, cậu bị đá đập trúng đầu và ngã khuỵu. Thấy vậy, Obito liền lập tức đẩy Kakashi ra ngoài. Cuối cùng, Rin và Kakashi đều thoát được trước khi cái hang sập xuống, nhưng còn Obito thì không may mắn như vậy. Cậu đã bị một tảng đá rất to đè nát một nửa người. Hiểu rằng mình khó lòng qua khỏi, Obito chấp nhận số mệnh của mình và đưa ra một đề nghị cuối cùng: đó là nhờ Rin cấy con mắt Sharingan bên trái của mình vào Kakashi, như một món quà cho Kakashi và mong rằng cậu sẽ chăm sóc cho Rin. Sau đó Kakashi và Rin phải rút đi vì quân tiếp viện Làng Đá kéo đến.
Obito được cho là đã chết, tên tuổi của cậu được khắc ghi trên đài tưởng niệm của Làng Lá và trong sâu thẳm tâm hồn của Kakashi. Anh vẫn thường đến thăm đài tưởng niệm đó mỗi khi có dịp. Tuy nhiên, sự thật là Obito sau đó đã được Uchiha Madara cứu thoát. Toàn bộ nửa cơ thể bên phải đã bị tổn thương cực kì nghiêm trọng, Madara phải tái cấu trúc lại cơ thể cậu bằng mô cấy lấy từ phân thân sống nhân tạo của Hokage Đệ Nhất. Obito nói rằng cậu nợ ông mạng sống này và bày tỏ ước muốn được quay về Làng Lá cùng với những người bạn của mình. Madara nói về sự tàn khốc của thực tại và về kế hoạch thay đổi thế giới của mình với Obito, nhưng thời gian sống còn lại của ông ta không đủ làm hết khối lượng công việc khổng lồ đó và đề nghị cậu giúp, tuy nhiên Obito không bị thuyết phục bởi những lời lẽ đó. Không lâu sau, cậu biết tin Rin và Kakashi đang bị các ninja Làng Sương mù bao vây, tình hình rất nguy cấp. Nghe tin ấy, Obito vội vàng đi cứu họ. Tới được chiến trường, Obito vô cùng bàng hoàng khi nhìn thấy Kakashi dùng Chidori đâm xuyên qua người Rin (Rin đã chọn cách tự sát này để bảo về cho làng sau khi biết mình bị cấy Tam Vĩ vào người). Chứng kiến cảnh Rin chết ngay trước mắt mình mà không thể làm gì hơn khiến Kakashi và Obito đều vô cùng đau khổ. Đối với riêng Obito, trong đó còn ẩn chứa sự thất vọng khi niềm tin tuyệt đối sụp đổ một cách bất ngờ nhất. Trước những xúc cảm to lớn ấy, con mắt Sharingan của cả hai bắt đầu có sự biến đổi thành Mangekyō Sharingan. Do áp lực quá lớn, Kakashi nhanh chóng ngất đi ngay sau đó. Những ninja làng Sương mù cướp lấy thi thể Rin, điều này kích động Obito khiến cậu tàn sát toàn bộ chúng bằng Kamui và Mộc thuật mọc ra từ cơ thể. Obito ôm lấy thi thể của Rin và một nỗi căm thù dâng lên trong lòng Obito đối với Kakashi.
Với nhận thức và quyết tâm mới, Obito quay trở về chỗ Madara. Tại đây, cậu đã bày tỏ sự đồng tình với quan điểm của ông, rằng thực tại này chỉ là thứ vô nghĩa, đáng bỏ đi và cần phải bị phá hủy. Cậu thề rằng sẽ tạo ra một thế giới mới tươi đẹp hơn hiện tại này rất nhiều. Trong mộng giới ấy, cậu cùng Rin sẽ lại có thể ở bên nhau mãi mãi. Nghe vậy, Madara vô cùng hài lòng, ông ta kể cho Obito nghe về Lục Đạo Tiên Nhân và nguồn gốc của nhẫn giả cũng như Thập Vĩ. Giải thích cho Obito chi tiết về kế hoạch Nguyệt Nhãn, về những bí mật và vai trò của Rinnegan và Nagato. Đồng thời, Madara cũng nói với Obito rằng cho đến ngày ông ta hồi sinh thì cậu sẽ là Uchiha Madara. Kể từ đó, Obito che mặt lại, lấy cái tên mới là Tobi, tìm đến Nagato và Akatsuki và lợi dụng tổ chức này để thực hiện kế hoạch Nguyệt Nhãn. Sau đó, với danh nghĩa Uchiha Madara, Tobi đã gây ra rất nhiều thị phi trong giới ninja như thả Cửu Vĩ tàn phá Làng Lá, xuất hiện trước mặt Itachi trước cái đêm anh tàn sát cả gia tộc Uchiha, thao túng Mizukage Đệ Tứ, tuyên chiến với các làng dẫn đến Đại chiến Thế giới ninja lần thứ tư.
Tuy nhiên, Naruto đã thành công trong việc làm thay đổi nhân sinh quan của Obito, giúp cho anh ta phá vỡ được thù hận. Dỡ bỏ lớp mặt nạ dối trá, Obito hiểu được vì sao Naruto lại thành công còn anh thì thất bại. Chính vì vậy, anh bày tỏ sự hối hận của mình một cách trực tiếp thay vì chỉ hoài nghi trong lòng. Anh thực tâm muốn chuộc lại những lỗi lầm trước đây của mình, Obito quyết định sẽ làm giống như Nagato, dùng sinh mạng và Rinnegan để đổi lấy sự trở về của tất cả những ai đã bị anh ta và Madara hạ sát trong chiến tranh. Anh buồn bã nói với Kakashi rằng anh thật không xứng đáng được gặp lại Rin ở thế giới bên kia. Đối mặt với Madara lần cuối, Obito khẳng định bây giờ anh không phải là Uchiha Madara mà là Obito của ngày xưa muốn trở thành Hokage.

## Kẻ thù cuối cùng

### Uchiha Madara (うちは マダラ,Vũ Trí Ba Ban)
Uchiha Madara là ninja huyền thoại đứng đầu tộc Uchiha hùng mạnh đầy kiêu hãnh. Madara và những người anh em của hắn sinh ra trong thời kỳ chiến tranh dai dẳng giữa hai tộc Uchiha và Senju (thời đấy chưa có các làng ninja, chỉ có tộc nào thì lo cho phần của tộc đó). Madara đã mất đi ba người em và chỉ còn lại một người em trai Uchiha Izuna. Từ khi còn rất trẻ, Madara đã rất mạnh và có thể chiến thằng các ninja lớn tuổi hơn của tộc Senju, khiến mọi người xem hắn là thiên tài. Một lần, tình cờ Madara gặp một cấu bé trạc tuổi mình tên là Hashirama của tộc Senju. Cả hai nhanh chóng trở thành bạn và họ cùng nhau thi ai ném đá nhảy trên nước được xa hơn. Giống như Madara, Hashirama cũng đã mất đi những người anh em của cậu trong chiến tranh. Cả hai đã cùng mơ về một ngày mà thế giới sẽ hòa bình và trẻ em sẽ không còn phải chiến đấu và hi sinh. Cả hai đều không tiết lộ tộc của mình nhưng họ cùng dần khám phá ra thân phận của người kia. Và trên chiến trường họ sẽ phải giết nhau, cho dù giữa họ đã có một tình bạn đẹp. Madara đã chọn đứng về gia tộc mình, chấm dứt tình bạn với Hashirama và sẵn sàng giết cậu.
Trong những năm sau, Madara và Hashirama đã đụng nhau rất nhiều lần trên chiến trường. Madara dù đã khai nhãn được Mangekyō Sharingan nhưng chưa bao giờ đánh bại được Hashirama, còn Hashirama thì cảm thấy không thể xuống tay giết với Madara, người mà cậu vẫn xem như một người bạn. Và rồi, Madara và Hashirama cũng trở thành người đứng đầu hai tộc và mở ra cơ hội để Hashirama đưa ra lời đề nghị hòa bình chấm dứt chiến tranh với Madara. Đã quá mệt mỏi bởi chiến tranh dai dẳng, số người người trong cả hai tộc ủng hộ lời đề nghị này càng ngày càng tăng lên. Nhưng Madara đã từ chối lời đề nghị hòa bình đó bởi vì người em Izuna của hắn đã chết dưới tay em trai Hashirama, Tobirama. Madara sau đó đã lấy con mắt Mangekyō Sharingan của Izuna gắn vào hắn, khiến hắn có được Mangekyō Sharingan vĩnh cửu. Madara bước vào trận chiến cuối cùng với Hashirama, nhưng cuối cùng vẫn thúc thủ dưới tay anh. Nhưng thay vì giết Madara để kết thúc chiến tranh, Hashirama đã nói với Madara rằng nếu anh chết mà có thể mang lại hòa bình giữa hai tộc, anh sẵn sàng chết ngay trước mặt Madara. Cảm động trước hành động này của Hashirama, Madara cuối cùng đã chịu ký kết hòa bình.
Hai tộc Uchiha và Senju, đứng đầu bởi Madara và Hashirama đã cùng nhau thành lập một làng ninja hòa bình, lấy tên là Làng Lá (Konohagakure). Nhưng lý tưởng hòa bình của Madara và Hashirama hoàn toàn trái ngược nhau. Madara muốn Làng Lá nắm trong tay quyền lực lớn nhất trong giới ninja, để không một kẻ nào có thể động vào Làng Lá được. Còn Hashirama thì ngược lại, muốn tất cả các làng cùng phát triển trong hòa bình và tôn trọng lẫn nhau. Khi Hashirama được bầu làm người đứng đầu làng và trở thành Hokage, Madara đã rất lo cho gia tộc của mình. Hắn sợ rằng một ngày nào đó tộc Senju thế thống trị toàn bộ Làng Lá. Madara đã cẩn thận nghiên cứu tất cả những di tích của tộc Uchiha và đã biết được về Otsutsuki Kaguya và căn nguyên sâu xa của giới ninja. Từ đó hắn tin rằng, đi tìm một hòa bình thực tế là điểu không thể, rằng Làng Lá chỉ là một thử nghiệm thất bại. Hắn đã cố thuyết phục tộc Uchiha và Hashirama điều đó, nhưng không ai nghe hắn. Madara đã quyết định rời làng, quay trở lại vởi Cửu Vĩ dưới quyền kiểm soát của hắn và thách thức Hokage Đệ Nhất. Một trận đấu long trời lở đất đã diễn ra, cả hai người đều đánh đến kiệt sức, nhưng Đệ Nhất đã đánh bại được Madara, về Cửu Vĩ, ngay sau đó đã được vợ của Hashirama-Uzumaki Mito tự phong ấn vào người mình bằng Bát Ấn (một loại cấm thuật của tộc Uzumaki). (Thuật Chân Số Thiên Thủ của Đệ Nhất đã tạo ra một thung lũng ở đây mà sau này được gọi là Thung lũng Tận cùng, tượng của Madara và Đệ Nhất được dựng nên để tưởng niệm trận chiến kinh hoàng này).
Tưởng chừng Madara đã chết, nhưng hắn đã kịp thời kích hoạt Izanagi, biến thực tế thành ảo thuật và đưa hắn từ cõi âm trở về (nhưng con mắt phải của hắn cũng bị phá hủy). Madara để lại một bản sao cơ thể hắn tại chiến trường và bỏ trốn. Hắn cũng đã kịp thời lấy tế bào của Đệ Nhất cấy vào người mình, giúp hắn khai nhãn Rinnegan và triệu hồi được với Ngoại Đạo Ma Tượng (xác của Thập Vĩ). Khi hắn cấy gen của Đệ Nhất vào cái vỏ này đã tạo ra Bạch Zetsu (thực tế là do Hắc Zetsu thả ra) và hắn nghĩ rằng hắn đã có thể tạo ra một đội quân nhân tạo phục vụ cho kế hoạch của hắn. Hắn đã cẩn thân lên một kế hoạc chi tiết để triển khai Tsukuyomi vĩnh cửu một lần nữa, biến cả thế giới thành trong tay hắn. Tuy nhiên hắn biết thời gian sống còn lại là không đủ, nên đã lên một kế hoạch khác hồi sinh mình dưới dạng hoàn chỉnh bằng Rinnegan. Hắn đã cấy con mắt Rinnegan vào cậu bé Nagato để lưu giữ, đồng thời dụ giỗ Uchiha Obito thay hắn thực hiện các bước tiếp theo trong khi hắn chết.
Tuy nhiên sau này Nagato bừng tỉnh từ cuộc nói chuyện với Naruto, anh đã sử dụng Rinnegan để hồi sinh những người trong Làng Lá bị anh sát hại. Vậy nên Madara chỉ được triệu hồi về trong Đại Chiến Nhẫn Giả lần thứ tư bằng Tạp Giới Chuyển Sinh của Kabuto. Nhưng Obito đã lấy được con mắt Rinnegan từ xác của Nagato và Madara xem như đó là quân bài chủ chốt để hồi sinh. Tuy nhiên, Obito giống như Nagato, đã tỉnh ngộ trước những lời nói của Naruto, có ý định sử dụng Rinnegan để hồi sinh những người bị anh sát hại. Nhưng Hắc Zetsu đã nhanh chân chen ngang, ép Obito dùng thuật đó hồi sinh cho Madara. Đồng thời Hắc Zetsu tách ra làm hai nửa, một nửa con mắt Rinnegan bên trái của Obito về cho Madara, nửa còn lại nhập vào Obito để khống chế anh cầm chân nhóm Naruto. Với sức mạnh đầy đủ sau khi hồi sinh cùng con mắt Rinnegan, Madara đã kéo được các Vĩ Thú nhập vào Ma Tượng (vỏ của Thập Vĩ) rồi phong ấn Thập Vĩ vào người, tự biến mình thành Jinchūriki của Thập Vĩ. Với sức mạnh khổng lồ đó, Madara đã thành công trong việc đưa Tsukuyomi vĩnh cửu lên Mặt Trăng, kế hoạch Nguyệt Nhãn thành công. Trong khi hắn đang tự mãn tuyên bố hắn là vị cứu tinh của nhân loại, Hắc Zetsu đã lao ra đâm hắn sau lưng. Hắc Zetsu nói rằng hắn chính là ý chí hồi sinh của nữ thần Otsutsuki Kaguya, và hắn chỉ lợi dụng Madara để làm điều đó. Nửa còn lại rời khỏi Obito và cả hai nhập vào Madara, ép hắn hút chakra của những người bị nhốt trong Tsukuyomi vĩnh cửu cho đến khi Otsutsuki Kaguya hồi sinh. Kiệt sức, Madara đã dùng chút sức lực tàn tạ để nói những lời cuối cùng với Hokage Đệ Nhất (được phá phong ấn của Đệ Tam và triệu hồi bằng Tạp Giới Chuyển Sinh của Orochimaru). Hắn nói rằng giấc mơ hòa bình của hắn đã thực sự chết khi ý chí của Đệ Nhất vẫn lan truyền mãi về sau, và có lẽ đó là điều tốt. Đệ Nhất trả lời hắn rằng ông luôn coi Madara là người bạn thân của mình sau tất cả những chuyện hắn gây ra, và Madara đã mỉm cười đồng ý và ra đi trong thanh thản.

### Otsutsuki Kaguya (大筒木 カグヤ,Đại Đồng Mộc Trúc Thủ)
Từ thời xa xưa, khi con người chưa hề có khai niệm về chakra, họ đã chìm đắm trong những cuộc chém giết đẫm máu triền miên. Ở thời điểm đó, Thần Mộc (Shinju) là thực thể duy nhất có chakra và con người tôn thờ nó như thần thánh, không ai dám đụng vào. Một ngày, Thần Mộc đã kết trái, ngàn năm mới xảy ra một lần, tục truyền đây là trái cấm. Nhưng công chúa Otsutsuki Kaguya, người đứng đầu tộc Otsutsuki, với mong muốn tái lập hòa bình đã phá luật ăn nó, và bà có được năng lực thần thành, trở thành người đầu tiên sử dụng được chakra và đơn phương chấm dứt chiến tranh. Sau đó bà được xưng tụng là nữ thần. Hai người con trai sinh đôi của bà, Otsutsuki Hagoromo (Lục Đạo Tiên Nhân) và Otsutsuki Hamura, sinh ra đã có sẵn chakra trong người.
Tuy nhiên, Kaguya càng ngày càng bị chi phối bởi sức mạnh của Thần Mộc, trở nên điên loạn và mất niềm tin vào con người. Cơn điên khiến bà nghĩ đến một kế hoạch khủng khiếp, triển khải Tsukuyomi vĩnh cửu để tạo ra một hòa bình trong ảo giác. Tsukuyomi vĩnh cửu đã biến những nạn nhân của bà thành Bạch Zetsu; bà ta dần trở thành một con quái vật khiến mọi người phải khiếp sợ. Khi bà phát hiện ra hai đứa con sỡ hữu chakra mạnh khủng khiếp và có những thuật riêng của chúng, bà ta đã mất hết hoàn toàn ý chí, tái sinh cùng với Thần Mộc, biến thành Thập Vĩ để đòi lại thứ chakra từng thuộc về nó. Hai anh em Hagoromo và Hamura đã hợp sức chặn được Thập Vĩ để cuối cùng, Hagoromo đã phong ấn nó trong người mình, trở thành Jinchūriki đầu tiên.
Tuy nhiến trước khi chết, bà ta đã kịp thời để lại ý chí hồi sinh của mình dưới dạng một thực thể sống là Hắc Zetsu. Trải qua hàng trăm năm, Hắc Zetsu trôi dạt trên nhân gian, đứng sau hàng loạt sự kiện trong giới ninja với ý định tái tạo lại Rinnegan để hồi sinh Kaguya. Và cuối cùng, hắn đã tìm được Uchiha Madara. Sau khi lợi dụng Madara để hồi sinh, Otsutsuki Kaguya cuối cùng đã bị Naruto và Sasuke tiêu diệt một lần và mãi mãi.

## Lục Đạo Tiên Nhân và Vĩ Thú

### Lục Đạo Tiên Nhân -, Otsutsuki Hagoromo (大筒木ハゴロモ, Đại Đồng Mộc Vũ Hữu)
Lục Đạo Tiên Nhân tên thật là Otsutsuki Hagoromo, ông cùng với người em song sinh Otsutsuki Hamura là con trai của nữ thần Otsutsuki Kaguya. Cùng với mẫu thân của họ, Hagoromo và Hamura là những người đầu tiên trên Thế giới sở hữu chakra. Ông còn là người thừa hưởng Rinnegan từ mẫu thân của mình. Sau khi Otsutsuki Kaguya nổi điên, tái sinh cùng Thần Mộc và hóa thành Thập Vĩ, hai anh em họ đã hợp sức ngăn chặn mẫu thân của mình. Hagoromo đã phong ấn Thập Vĩ vào người mình, trở thành Jinchuriki (Vĩ chủ) đầu tiên. Sau đó, ông đã đi khắp nhân gian, chia sẻ chakra và các thuật ninja cho mọi người với mục đích mang lại hòa bình cho Thế giới, trở thành tổ của giới ninja.
Ông có hai người con trai, con trưởng Otsutsuki Indra thừa hưởng chakra mạnh mẽ từ ông, có được sức mạnh khủng khiếp; con thứ Asura Otsutsuki thì hoàn toàn ngược lại, cậu đã phải nỗ lực khổ luyện không ngừng và cuối cùng đã đạt được sức mạnh như huynh trưởng. Nhưng qua khổ luyện, câu hiểu được sức mạnh có được từ những người xung quanh. Cậu chăm lo cho những người xung quanh mình và đã cho Hagoromo thấy "tình yêu có thể biến mọi thứ thành sự thất". Từ đó, ông đã phân Thập Vĩ trong cơ thể ra thành 9 Vĩ Thú và đặt tên cho chúng. Hagoromo đã chọn Asura làm truyền nhân của ông và nghĩ rằng Indra sẽ giúp đệ đệ của mình nhưng không, Indra đã không chấp nhận chuyện này và cảnh huynh đệ tương tàn đã xảy ra. Kể cả khi họ mất, chakra đó cũng không biến mất mà còn lưu truyền mãi mãi, tái sinh vào các thế hệ sau. Hokage Đệ Nhất Senju Hashirama chính là tái sinh của Asura, còn Uchiha Madara là tái sinh của Indra, và tái sinh tiếp tục vào Naruto và Sasuke. Việc hòa hợp chakra của Asura và Indra sẽ ra được chakra của Hagoromo và đánh thức được Rinnegan. Trải qua hằng trăm năm, ý chí hồi sinh của Otsutsuki Kaguya là Hắc Zetsu đã gây ra bao nhiêu thị phi trong giới ninja để tìm kiếm điều này. Và chỉ đến khi Madara cấy tế bào lấy được từ Hokage Đệ Nhất vào người, Rinnegan mới được đánh thức. Ngay từ lúc đó, Hắc Zetsu đã lên một kế hoạch lợi dụng Madara để hồi sinh Otsutsuki Kaguya.

### Thần Mộc
Thần Mộc hay Shinju, là một cây thần mọc lên từ máu của những chiến binh chết trong những cuộc chiến tranh dai dẳng của loài người. Nó được loài người tôn thờ và không ai dám đụng đến. Thần Mộc mang trong mình sức mạnh của chakra, một ngàn năm mới kết trái một lần.

### Thập Vĩ
Thập Vĩ hay Jubi là sự tái sinh của Otsutsuki Kaguya kết hợp với Thần Mộc. Nhưng thường được biết đến như là một thực thể tái sinh từ Thần Mộc, muốn đòi lại thứ chakra vốn từng thuộc về nó từ anh em Otsutsuki Hagoromo và Otsutsuki Hamura. Sau khi phong ấn Thập Vĩ vào người, sau này Hagomoro đã tách nó ra làm 9 phần, chính là 9 Vĩ Thú ngày nay.

### CửuVĩ
Cửu Vĩ (Kyubi) có tên là Kurama (Cửu Lạc Ma,九喇嘛), hiện là Vĩ Thú thuộc Làng Lá (Konohagakure), hiện thân là con cáo chín đuôi. Sau nhiều năm bị coi là một con quái vật và đem ra làm công cụ chiến tranh, Cữu Vĩ giữ một thái độ thù hằn với con người. Nhưng cuối cùng nhờ Naruto, cũng là Jinchuriki của nó, Cửu Vĩ đã thay đổi suy nghĩ của nó về con người. Hokage Đệ Tứ phóng ấn một nửa sức mạnh Cửu Vĩ vào người Naruto, nửa còn lại vào người ông.

### Bát Vĩ
Bát Vĩ (Hachibi) có tên là Gyuki (Ngưu Quỷ,牛鬼), hiện là Vĩ Thú thuộc Làng Mây (Kumogakure), hiện thân là con trâu với tám cái đuôi bạch tuộc. Nó là Vĩ Thú đầu tiên hòa hợp thành công với Jinchuriki của nó là Killer B. Bát Vĩ và Killer B rất thân thiết với nhau.

### Thất Vĩ
Thất Vĩ (Nanabi) có tên là Chomei (Trọng Minh,重明), hiện là Vĩ Thú thuộc Làng Thác Nước (Takigakure, một làng nhỏ), hiện thân là con bọ hung bảy đuôi. Jinchuriki gần nhất của nó là Fu của Làng Thác Nước.

### Lục Vĩ
Lục Vĩ (Rokubi) có tên là Saiken (Tê Khuyển,犀犬), hiện là Vĩ Thú thuộc Làng Sương Mù (Kirigakure), hiện thân là con sên sáu đuôi. Jinchuriki gần nhất của nó là Utakata của Làng Sương Mù.

### Ngũ Vĩ
Ngũ Vĩ (Gobi) có tên là Kokuo (Mục Vương,穆王), hiện là Vĩ Thú thuộc Làng Đá (Iwagakure), hiện thân là con ngựa đầu cá heo năm đuôi. Jinchuriki gần nhất của nó là Han của Làng Đá.

### Tứ Vĩ
Tứ Vĩ (Yonbi) có tên là Son Goku (孙悟空,Tôn Ngộ Không), hiện là Vĩ Thú thuộc Làng Đá (Iwagakure), hiện thân là con khỉ bốn đuôi. Jinchuriki gần nhất của nó là Roshi của Làng Đá.

### Tam Vĩ
Tam Vĩ (Sanbi) có tên là Isobu (磯撫,Cơ Vũ), hiện là Vĩ Thú thuộc Làng Sương Mù (Kirigakure), hiện thân là con rùa ba đuôi. Jinchuriki gần nhất của nó là Mizukage Đệ Tứ Yagura của Làng Sương Mù. Tuy nhiên Akasuki bắt được nó trong tình trạng không có Jinchuriki.

### Nhị Vĩ
Nhị Vĩ (Nibi) có tên là Matatabi (又旅,Nhự Lữ), hiện là Vĩ Thú thuộc Làng Mây (Kumogakure), hiện thân là con mèo hai đuôi. Jinchuriki gần nhất của nó là Yugito của Làng Mây.

### Nhất Vĩ
Nhất Vĩ (Ichibi) tên là Shukaku (守鶴,Thủ Hạt), hiện là Vĩ Thú thuộc Làng Cát (Sunagakure), hiện thân là con lửng một đuôi. Cửu Vĩ cho rằng sức mạnh của Vĩ Thú tỷ lệ thuận với số đuôi, theo logic đó thì Cửu Vĩ mạnh nhất và Nhất Vĩ yếu nhất. Vì lý do này Nhất Vĩ rất ghét Cửu Vĩ (đúng là Cửu Vĩ là Vĩ Thú mạnh nhất, nhưng giả thuyết càng nhiều đuôi càng mạnh của nó có vẻ không đúng). Jinchuriki gần nhất của nó là Kazekage Đệ Ngũ Gaara của Làng Cát. Sau này tuy đã bị Akasuki lôi ra khỏi người Gaara nhưng nó bắtRaikage đầu hòaRai hợp được với cậu.

## Làng Mây
Làng Mây hay Kumogakure, là làng có tiềm lực mạnh nhất trong năm làng ninja lớn, nổi tiếng với những đòn thế sử dụng sét. Người đứng đầu Làng Mây là Raikage.

### Raikage

#### Raikage Đệ Tam - A
Là cha của Raikage Đệ Tứ, ông được coi là Raikage mạnh nhất trong lịch sử với "mình đồng da sắt" theo đúng nghĩa đen. Trong Đại chiến Thế giới lần ba, ông đã một mình chiến đấu với một đội quân gồm mười ngàn quân địch trong ba ngày ba đêm để đồng đội của mình có thể rút lui an toàn, ông đã hi sinh sau đó. Trong Đại chiến Thế giới lần thứ tư, ông được Kabuto triệu hồi về bằng Tạp Giới Chuyển Sinh. Ông đã áp đảo hoàn toàn Naruto dù thuộc tính Phong của cậu khắc chế thuộc tính Lôi của ông. Mọi đòn đánh vào người Raikage Đệ Tam đều không làm ông sưt mẻ gì. Nhưng Naruto đã nhanh trí lừa ông bị dính đòn của chính mình và cuối cùng đã phong ấn được ông.

#### Raikage Đệ Tứ - A
Raikage Đệ Tứ là con trai của Raikage Đệ Tam, còn có biệt danh khác là A. Ông được miêu tả là một người vô cùng nóng tính. Raikage Đệ Tứ là một ninja có sức tấn công cực kỳ mạnh với tốc độ nhanh kinh hoàng, chỉ đứng sau Tia chớp Vàng Làng Lá Minato. Sức mạnh của ông hoàn toàn chi phối được Bát Vĩ. Ông đã suýt đánh bại Sasuke cho dù cậu đã dùng hết thần lực của Mangekyo Sharingan trái. Trong Đại Chiến Thế giới Ninja lần thứ tư, ông được bầu làm chỉ huy tối cao của quân đội Liên Minh Nhẫn Giả.

#### Raikage Đệ Ngũ - Darui (ダルイ,Đạt Thụy)
Là một học trò của Raikage Đệ Tam và cận vệ số một bên cạnh Raikage Đệ Tứ. Cậu được thừa hưởng rất nhiều chiêu thức mạnh từ ngài Đệ Tam trong đó có những thuật duy nhất của ông. Cậu cũng thường cảm thấy khó xử trước mọi người vì những hành động nóng nảy của Raikage Đệ Tứ. Darui là chỉ huy Sư đoàn 1 của quân đội Liên Minh Nhẫn Giả trong Đại Chiến Thế giới Ninja lần thứ tư. Sau chiến tranh, Darui sau này trở thành Raikage Đệ Ngũ.

### Các ninja khác của Làng Mây

#### Nii Yugito (二位ユギト,Nhị Vị Vưu Mộc Đấu)
Nii Yugito là một nữ kunoichi của Làng Mây và là Jinchuriki của Nhị Vĩ từ lúc lên 2, vào cuối của một cuộc huấn luyện ghê tởm đã được áp đặt lên cô, hoàn toàn có thể điều khiển được sức mạnh của Nhị vĩ và dễ dàng chuyển thành hình dạng Nhị vĩ thu nhỏ bất cứ khi nào cô muốn. Yugito là một người tự tin vào chính mình thông qua công việc khó khăn. Người ta thường nói rằng cô là một người chu đáo với đồng đội của mình.
Sức mạnh đặc biệt nhất của Yugito là bộ móng dài như lưỡi kiếm thì cô cũng thành thạo các nhẫn thuật về lửa. Kết hợp với sức mạnh của vĩ thú trong cơ thể mình, các kỹ thuật của cô vô cùng mạnh mẽ khiến Killer Bee cũng phải kính nể.
Trong trận chiến với Akatsuki, cô bị Hidan bắt sống và chết sau khi vĩ thú bị phong ấn vào Dị ma tượng. Cái chết của cô là một tổn thất lớn của làng Mây và càng tăng thêm mối thù hằn giữa làng Mây và Akatsuki.

#### Killer B
Killer B là Jinchuriki của Bát Vĩ. Khác với tất cả các Jinchuriki trước đây, Killer B có thể hòa hợp được với Bát Vĩ và họ trở thành một đôi bạn thân thiết chiến đấu cùng nhau (theo lời của Tobi, họ là cặp Jinchuriki và Vĩ Thú hoàn hảo). Sau này Killer B đã hướng dẫn Naruto cách để điều khiển sức mạnh của Cửu Vĩ và có một tình bạn đẹp với cậu.
Chữ B ở đây bắt nguồn từ một truyền thống của Làng Mây: Raikage luôn có một người đồng đội ăn ý đi bên cạnh bảo vệ. Những đứa trẻ ưu tú ở Làng Mây thường được chọn vào một nhóm tên gọi là B. Từ đội này sẽ chọn tiếp một người ưu tú nhất làm đồng đội với người được chọn làm Raikage đời kế, được gọi là A (Raikage Đệ Tứ sau này). Để được chọn đứa trẻ đó phải phối hợp thực hiện được chiêu thức "Thòng Lọng Kép" chặt đầu đối phương với A. Cậu là người duy nhất có kể kết hợp chiêu đó với A, và tứ đó lấy B làm biệt hiệu của mình. A và B đã kết nghĩa làm anh em từ đó.
B là một người rất thích đọc rap, vì thế cậu ta lấy biệt danh là Killer B hay Killer Bee (Tiếng Việt có nghĩa là "Ong Sát thủ", Killer Bees cũng là biệt danh của nhóm nhạc rap nổi tiếng của Mỹ, Wu-Tang Clan). Cũng chình vì sở thích này nên những câu nói hằng ngày đều được cậu biến tấu thành rap, và chèn thêm các tiếng "Yeah" hoặc "Yo" vào trước hoặc sau câu nói. Ngoài ra Killer B là một người có tính cách rất vô tư và hài hước, sống hòa hợp với thiên nhiên và hết mình vì bạn bè, đồng đội.

#### Blue B
Blue B là cựu Jinchuriki của Bát Vĩ.  Trong phần lớn cuộc đời, Blue B được biết là khó ngủ, bị ám ảnh bởi bóng tối và sự cô đơn. Blue B học cách chấp nhận nó như là một phần của trải nghiệm Jinchuriki, đặc biệt là đối với những người như Blue B được cho là "không tương thích" với vĩ thú của mình.
Trước khi Blue B qua đời, anh đã mất quyền kiểm soát và Gyuki đã sử dụng cơ thể của B, giết chết tám ninja Kuma. Blue B vô cùng hối hận về điều này, anh luôn tâm nguyện chúc Killer B- người kế vị của mình có thể điều khiển được Gyuki điều mà anh không làm được.

## Làng Sương Mù
Đúng như tên gọi, Làng Sương Mù (Kirigakure) quanh năm bị bao phủ bởi một làn sương huyền ảo, nổi tiếng với các thuật thuộc tính Thủy. Từng được nhắc đến như một làng ninja tàn bạo nhất với biệt danh "Làng Sương Đẫm Máu". Ở đó, để có được danh hiệu ninja, các thí sinh phải tàn sát đối thủ của mình, trong số đó có thể là những người từng là bạn bè và đồng đội cùng khóa của họ, đào tạo ra một lứa ninja vô cùng khát máu. Tuy nhiên Làng Sương Mù sau này đã bỏ đi tục lệ hà khắc này. Dưới thời Mizukage Đệ Ngũ, cô đang cố xây dựng hình ảnh một Làng Sương Mù thân thiện và cởi mở hơn.

### Thất Kiếm
Thất Kiếm Làng Sương Mù là một nhóm ninja bao gồm bảy kiếm khách ưu tú nhất sử dụng bảy thanh kiếm huyền thoại của Làng Sương Mù. Trải qua những cuộc đào tạo khủng khiếp ở Làng Sương Mù, những thành viên của Thất Kiếm nổi tiếng là vô cùng tàn bạo. Thế hệ Thất Kiếm cuối cùng được coi là thế hệ mạnh nhất trong lịch sử của nhóm này (Momochi Zabuza, Kuriarare Kushimaru, Ringo Ameyuri, Munashi Jinpachi, Hozuki Mangetsu, Akebino Jinin, và Suikazan Fuguki). Trong số này, Hozuki Mangetsu (anh trai của Hozuki Suigetsu) đã từng thu thập đủ cả bảy thanh kiếm về tay mình và sử dụng thành thạo cả bảy thanh đó. Thế hệ này đã được Kabuto triệu hồi bằng Tạp Giới Chuyển Sinh. Hiện nay, Làng Sương Mù chỉ còn sở hữu một thanh duy nhất, thanh Hiramekarei trong tay của Chojuro (sau này là Mizukage Đệ Lục).

#### Samehada
Thanh Samehada hay Kinh Bì, còn được gọi là Đại Đao, được coi là thanh mạnh nhất trong Thất Kiếm. Nó có thể hút chakra của đối thủ để truyền vào chủ nhân, thậm chí là có thể hợp thể với chủ nhân. Samehada có thể cảm nhận được chakra mà nó thích. Suikazan Fuguki là người cầm thanh đao này trước đây, sau đó Hoshigaki Kisame đã giết chết Fuguki và trở thành chủ nhân của nó. Sau khi Kisame bỏ làng gia nhập Akatsuki, Làng Sương Mù chính thức mất thanh Samehada. Kisame cũng chính là người nổi tiếng nhất với thanh đao này.

#### Kubikiribocho
Thanh Kubikiribocho hay Đao Phủ, còn gọi là thanh Trảm Đao, là một thanh kiếm mạnh khác trong Thất Kiếm. Nó có hai phần khuyết trên lưỡi đao có thể dùng để tròng vào cổ nạn nhân. Thanh đao này có thể hấp thụ sắt từ máu của nạn nhân để tự tái tạo, vậy nên nó không bao giời bị sứt mẻ. Biwa Juzo là kẻ sở hữu thanh đao này trước đây, nhưng nó chỉ trở nên nổi tiếng trong tay "Ninja Mặt Quỷ" Momochi Zabuza. Zabuza sau đó bỏ làng đi làm lính đánh thuê và mang theo thanh đao này. Sau khi Zabuza chết, thanh Kubikiribocho sau đó rơi vào tay Hozuki Suigetsu.

#### Hiramekarei
Thanh Hiramekarei còn được gọi là Song Tử Đao. Nó là thanh đao có khả năng lưu trữ chakra của chủ nhân và phóng ra dưới nhiều dạng. Người cầm nó trước đây là Hozuki Mangetsu và hiện giờ là Chojuro (Mizukage Đệ Lục).

#### Kiba
Thanh Kiba hay Nanh, còn có biệt hiệu khác Thiểm Điện Kiếm, là một thanh song kiếm được kết hợp với sét. Nó là thanh kiếm sắc bén hơn bất kỳ thanh kiếm nào đã từng được rèn. Chủ nhân trước đây là Kurosuki Raiga nhưng nó nổi tiếng nhất trong tay Ringo Ameyuri.

#### Kabutowari
Thanh Kabutowari hay Lạp Tử Phân, còn gọi là Thốc Kiếm, là kết hợp của một chiếc rìu và một chiếc bùa lớn. Nó có một sức nặng ghế gớm và có thể nghiền nát bất kỳ giáp trụ nào. Nó nổi tiếng nhất trong tay của Akebino Jinin.

#### Nuibari
Thanh Nuibari hay Xuyên Châm, còn được gọi là Trường Kiếm. Nó có khả năng đâm xuyên qua người các nạn nhân và khâu họ lại với nhau. Nó nổi tiếng nhất trong tay của Kuriarare Kushimaru.

#### Shibuki
Thanh Shibuki hay Xạ, còn được gọi là Bộc Kiếm. Nó là một thanh kiếm kết hợp giữa kiếm thuật và thuốc nổ. Nổi tiếng nhất trong tay Munashi Jinpachi.

### Momochi Zabuza (桃地 再不斬,Đào Địa Tá Bất Trảm)
"Ninja Mặt Quỷ" Zabuza sống ở trong giai đoạn "Sương Mù Đẫm Máu" tàn khốc nhất của làng. Nhưng Zabuza lại không phải là một đứa bé bình thường như bao đứa trẻ khác, hắn là một quái nhân. Năm đó, Zabuza giết chết tất cả các đối thủ trong cuộc thi ninja trung đẳng (chunin) một cách rất tàn bạo. Sau lần đó, Làng Sương Mù quyết định từ bỏ cuộc thi tuyển hà khắc này. Và cũng từ đó, người ta cũng khiếp sợ và gọi Zabuza là "Con Quỷ Làng Sương Mù".
Zabuza là 1 ninja ưu tú và là cựu thành viên của Thất Kiếm Làng Sương Mù với thanh Đao Phủ Kubikiribocho. Hắn rất mạnh các thuật có thuộc tính Thủy, có khả năng tạo ra một đám sương mù giúp hắn ẩn thân và tiếp cận đối thủ dễ dàng. Kakashi miêu tả "kỹ năng giết người trong im lặng của Zabuza là hoàn hảo", vì thế đánh nhau với hắn khó có thể dựa vào âm thanh để phán đoán. Hắn có ý định ám sát Mizukage Đệ Tứ nhưng bất thành, sau đó đã bỏ chạy khỏi làng đi làm lính đánh thuê và bị coi là ninja phản bội.
Zabuza cùng trợ tá của mình là Haku là những kẻ thù đầu tiên mà Naruto và Đội 7 đụng độ. Có thể nói, trận chiến với Zabuza và Haku đã để lại cho Naruto nhiều bài học và giúp cậu vững tin vào "Nhẫn Đạo" của mình.

### Haku (白,Bạch)
Haku sinh ra ở một ngôi làng nhỏ bao phủ bởi tuyết trắng ở Thủy Quốc, ngôi làng vừa hứng chịu những thảm họa kinh hoàng của cuộc nội chiến Thủy Quốc tàn khốc. Trong cuộc chiến đó, những người mang Huyết Kế Giới Hạn bị đem ra làm công cụ chiến tranh. Sau khi cuộc chiến qua đi, trong tâm trí của nhiều người vẫn ám ảnh những ký ức đáng sợ về nó. Họ quyết định truy lùng và sát hại những người có Huyết Kế Giới Hạn bởi họ nghĩ rằng những người này sẽ mang tới những cuộc chiến tranh khác.
Mẹ của Haku, một người thuộc tộc Yuki, một tộc có Huyết Kế Giới Hạn về Băng Độn, đã phải che giấu thân phận của mình. Bà lấy cha của Haku và đẻ ra cậu, Haku đã có một tuổi thơ thật đẹp trong vòng tay yêu thương của cha mẹ. Nhưng rồi một ngày, Haku khám phá ra Huyết Kế Giới Hạn của mình, quá ngạc nhiên, cậu đã chạy đi khoe với mẹ. Nhưng mẹ cậu hoảng hốt và đánh cậu, nói với Haku rằng không bao giời được sử dụng nó nữa. Không may thay, cha cậu đã chứng kiến toàn bộ sự việc. Với hai hàng nước mắt dàn dụa, ông đã giết chết mẹ Haku và định giết luôn cả cậu, nhưng Haku đã sử dụng nhẫn thuật giết cha mình và sau đó cậu đã bỏ trốn. Trở thành trẻ mồ côi, Haku đã phải sống đầu đường xó chợ cho đến khi cậu gặp Zabuza, một người có đôi mắt giống cậu. Zabuza đã xuất hiện trong thời điểm khó khăn nhất trong cuộc đời của Haku. Cậu đã thề sẽ trở thành vũ khí của Zabuza và bảo vệ hắn suốt đời.
Haku là một ninja thiên tài với khả năng phân tích khả năng đối phương nhạy bén và kết ấn chỉ bằng một tay. Trong trận chiến với Đội 7, Haku đã đỡ một đòn Chidori chí mạng từ Kakashi thay cho Zabuza. Tình cảm đặc biệt của Haku dành cho Zabuza đã lay chuyển chính tâm hồn của hắn, một sát thủ nổi tiếng máu lạnh. Và cũng chính nó đã cho Naruto bài học đầu tiên, con người ta thực sự mạnh mẽ hơn khi họ chiến đấu bảo vệ những người mình yêu thương, sau này cũng trở thành một trong những "Nhẫn Đạo" của Naruto. Đội 7 sau đó đã đắp cho Zabuza và Haku hai ngôi mộ đặt cạnh nhau.
Trong Đại Chiến Thế giới Ninja lần thứ tư, Zabuza và Haku được triệu hồi về bằng Tạp Giới Chuyển Sinh của Kabuto và đụng độ Kakashi một lần nữa. Kakashi đã kể lại cho Haku biết tình cảm thật sự của Zabuza đối với Haku sau khi cậu chết. Lúc đó Haku đã cảm thấy vô cùng xúc động và cậu khóc, nói với Zabuza: "Cám ơn anh, anh Zabuza!"

### Mizukage

#### Mizukage Đệ Nhất - Byakuren (白蓮,Bạch Liên)
Mizukage Đệ Nhất, là người đã sáng lập ra làng Sương mù. Ông được cho là một trong những người sở hữu Ảo thuật mạnh nhất lịch sử làng. Ông đã từng dùng sương mù thôi miên Tam vĩ khi nó nổi điên trong làng.Sau này, linh hồn ông được Lục đaọ tiên nhân cho về lại cõi dương sau khi đại chiến shinobi kết thúc.

#### Mizukage Đệ Nhị - Hozuki Gengetsu (鬼灯 幻月,Quỷ Đăng Hoan Nguyệt)
Mizukage Đệ Nhị tên thật là Hozuki Gengetsu (cùng tộc với anh em Hozuki Suigetsu và Hozuki Mangetsu). Lúc còn sống ông này và Tsuchikage Đệ Nhị của Làng Đá có một mối thâm thù sâu sắc. Giữa họ đã có một cuộc chiến nảy lửa và kết cục là cả hai đều chết. Trong Đại chiến Thế giới Ninja ông được Kabuto triệu hồi về bằng Tạp Giới Chuyển Sinh. Mizukage Đệ Nhị là một ninja rất mạnh, chuyên về ảo thuật, năng lực của ông đã đánh cho Sư đoàn 4 của quân đội Liên Minh Ninja tơi bời. Ông bị Kazekage Đệ Ngũ Gaara và Tsuchikage Đệ Tam phối hợp đánh bại và phong ấn lại.

#### Mizukage Đệ Tam
Không có nhiều thông tin về Mizukage Đệ Tam, cũng như thời kì của ông, tuy nhiên ông là người đã hộ tống Mizukage đệ nhất đến Hội nghị Kage do Hokage đệ nhất tổ chức.

#### Mizukage Đệ Tứ - Karatachi Yagura (枸橘 やぐら,Câu Quất Thất Sáng)
Mizukage Đệ Tứ đồng thời là jinchūriki của Tam vĩ, ông sử dụng vũ khí là một cái gậy lớn co đầu móc. Mizukage đệ tứ có khả năng chuyển hóa thành một vĩ thú hoàn chỉnh và được coi là một trong ít người có thể hoàn toàn điểu khiển vĩ thú ngoài Hokage Đệ Nhất, Uchiha Madara và Killer Bee. Ông bị thao túng bởi ảo thuật của Sharingan bởi Obito, trong một thời kì tăm tối của Làng sương, để tiếp tục thêm một thời kì thậm chí còn ghê sợ và tăm tối hơn nữa. Sau này khi được hồi sinh trong đại chiến ninja lần 4, ông cùng 5 jinchuriki khác đối đầu với Killer Bee và naruto vì bị Obito thao túng 1 lần nữa.

#### Mizukage Đệ Ngũ - Mei Terumi (照美 メイ,Chiếu Mỹ Minh)
Mizukage Đệ Ngũ tên thật là Mei Terumi. Sau khi trở thành Mizukage, cô đã làm việc không biết mệt mỏi để hồi phục lại Làng Sương Mù sau khoảng thời gian "Sương Mù Đẫm Máu" đen tối. Mizukage Đệ Ngũ là một người có tính cách vui vẻ, hay cười, và biết quan tâm đến những người xung quanh.
Cô chưa có chồng và thường mơ mộng về một đám cưới lãng mạn với một anh chàng người tình trong mộng nào đó. Có vẻ chuyện chồng con là một vấn đề nhạy cảm với Mizukage Đệ Ngũ nên cô thường hay hiểu nhầm ý trong các câu nói của Ao (cô nghĩ Ao đang cố tình đả động đến chuyện hẹn hò chồng con của cô), mỗi lần như thế Mizukage Đệ Ngũ thường ghé sát tai Ao và nói: "Im đi, không ta giết anh bây giờ đấy."
Ngoài ra, cô cũng là người cầu tiến và cởi mở hơn so với các Kage khác, chứng minh qua việc cô là người đã lắng nghe Kazekage Đệ Ngũ Gaara nói trong khi các Kage khác (đặc biệt là Tsuchikage Đệ Tam) tỏ ý coi thường Gaara vì cậu còn trẻ.
Trong phần Boruto, bà trở thành quân sư cho Chojuro- Mizukage Đệ Lục.

#### Mizukage Đệ Lục - Chojuro (長十郎,Trường Thập Lang)
Chojuro là một cựu thành viên của Thất Kiếm Làng Sương Mù và là cận vệ số một bên cạnh Mizukage Đệ Ngũ. Tuy được coi là một trong những ninja mạnh nhất làng lúc này, nhưng Chojuro lại hơi thiếu tự tin nên cậu thường ăn nói lắp bắp trước người đối diện. Có vẻ cậu có tình cảm với Mizukage Đệ Ngũ (dù nhỏ tuổi hơn cô rất nhiều) và thề rằng sẽ luôn bảo vệ "nụ cười xinh đẹp" của cô. Vũ khí của Chojuro là thanh Hiramekarei. Sau Đại Chiến Thế giới Nhẫn Giả lần thứ tư, cậu được chọn làm Mizukage Đệ Lục.
Trong phần Boruto, Chojuro chỉ định học trò ưu tú nhất của mình, Kagura làm Mizukage. Kagura vốn là cháu của Yagura - Mizukage Đệ Tứ.

### Các ninja khác của Làng Sương Mù

#### Ao (青,Thanh)
Ao là một thành viên trong đội "Ninja Truy Sát" thuộc Anbu Làng Sương Mù, và là trợ tá bên cạnh Mizukage Đệ Ngũ. Ao là người trải qua thời kỳ "Sương Mù Đẫm Máu" tàn nhẫn nên khi thấy tính cách hơi nhút nhát của Chojuro thì rất khó chịu, thường mắng cậu và nói: "Ở cái thời của ta thì..." Tuy nhiên, những câu nói này hay bị Mizukage Đệ Ngũ hiểu nhầm là Ao đang nói móc về chuyện chồng con của mình.
Trong Chiến tranh Thế giới Ninja lần thứ ba, anh đã có được con mắt Byakugan từ một ninja nào đó thuộc tộc Hyuga của Làng Lá. Sau đó, có vẻ Ao đã đụng độ Uchiha Shisui và biết được đặc tính chakra và năng lực ảo thuật của Shisui. Vì thế trong cuộc họp Ngũ Kage, Ao đã nhận thấy được lượng chakra của Shisui đang chảy trong người Danzo (Danzo đã cướp một con mắt Sharigan của Shisui trước đây) và hắn đang cố dùng ảo thuật để thao túng người khác. Trong Chiến tranh Thế giới Ninja lần thứ tư, anh là đội trưởng Đội Cảm Nhận của quân đội Liên Minh Ninja. Khi Madara nhắm một quả bom Vĩ thú về phía trụ sở của Liên Minh, những người trong đó, bao gồm Nara Shikaku và Yamanaka Inoichi đều thiệt mạng, duy chỉ có một người là Ao sống sót, nhưng bị mất một chân và một mắt.
Trong phần Boruto, anh biến thành tuyến nhân vật phản diện - trở nên hận đời, không tin vào nhẫn giả chân chính nữa.

#### Hozuki Mangetsu (鬼灯満月, Quỷ Đăng Mãn Nguyệt)
Hozuki Mangetsu là anh trai của Hozuki Suigetsu (là một thành viên của tộc Hozuki cùng tộc với Mizukage Đệ Nhị - Hozuki Gengetsu) từng là một jonin của thành viên Thất Kiếm Làng Sương Mù. Cả Mangetsu và em trai của mình - Suigetsu đã được đào tạo từ bé để trở thành thành viên của Thất Kiếm Làng Sương Mù. Giấc mơ này đã trở thành động lực để họ hoàn thành được những nhiệm vụ khủng khiếp từ ngày này qua ngày khác. Cuối cùng anh đã thành công trong việc trở thành một thành viên thuộc Thất Kiếm Làng Sương Mù và là người duy nhất sử dụng thành thạo tất cả bảy thanh kiếm của Thất kiếm.

#### Utakata (泡沫,Bào Mạt)
Utakata là Jinchuriki của Lục Vĩ thuộc làng Sương Mù. Anh đã không làm chủ được sức mạnh của vĩ thú dẫn anh không thể nào trở thành một Jinchuriki hoàn hảo và có được sức mạnh tối đa.

## Làng Đá
Bao phủ xung quanh Làng Đá (Iwagakure) là những dãy núi đá biến ngôi làng này thành một pháo đài kiên cố thực sự. Làng Đá nổi tiếng với các thuật sử dụng thuộc tính Thổ. Người đứng đầu Làng Đá được gọi là Tsuchikage.

### Tsuchikage

#### Tsuchikage Đệ Nhất - Ishikawa (イシカワ,Thạch Xuyên)
Ishikawa là Tsuchikage Đệ Nhất (初代土影, Shodaime Tsuchikage) là một trong những người sáng lập làng Đá trong Thổ quốc. Trong anime, ông được cho là một thành viên của gia tộc Kamizuru. Mặc dù khả năng của ông vẫn chưa được tiết lộ, đầu tiên cho thấy ông có khả năng bay như hai Tsuchikage kế nhiệm ông là Muu và Onoki. Trong anime nói rằng ông chiến đấu bằng cách sử dụng những nhẫn thuật dựa trên côn trùng.Sau này, linh hồn ông được Hagoromo Ototsuki đưa laị cõi dương khi thế chiến ninja lần 4 kết thúc.

#### Tsuchikage Đệ Nhị - Mu (無,Vô)
Tsuchikage Đệ Nhị tên thật là Mu, được mệnh danh là "Vô Ảnh Nhân", là sư phụ của Tsuchikage Đệ Tam. Ông cùng với học trò của mình là hai người duy nhất cho đến nay có được Huyết Kế Phát triển. Ông cũng là người sáng tạo ra Trần Thuật và sau đó truyền lại cho Tsuchikage Đệ Tam. Tsuchikage Đệ Nhị và Mizukage Đệ Nhị có một mối thâm thù lâu năm, dẫn đến một cuộc đấu mà cả hai người đã giết lẫn nhau. Trong Đại chiến Thế giới Ninja lần thứ tư, ông được triệu hồi về bằng Tạp Giới Chuyển Sinh của Kabuto.

#### Tsuchikage Đệ Tam - Onoki (オオノキ,Tiểu Dã Hỉ)
Tsuchikage Đệ Tam tên thật là Onoki, có biệt hiệu là "Lưỡng Thiên Xứng", còn bị gọi là "Lão Ba Phải". Ông là một Kage rất già, cháu của Tsuchikage Đệ Nhất và đệ tử số một của Tsuchikage Đệ Nhị. Do tuổi tác đã cao nên Tsuchikage Đệ Tam thường gặp vấn đề với cái lưng của mình. Ông là người có lòng tự trọng và niềm kiêu hãnh cao ngút trời, là đại diện tiêu biểu cho thế hệ ninja già nua và bảo thủ. Tuy nhiên, sau khi làm việc và tiếp xúc với Kazekage Đệ Ngũ Gaara, ông đã tự nhận thấy mình là "lão già gàn giở" và dần thay đổi tính cách.
Về năng lực, Tsuchikage Đệ Tam là một ninja cực kỳ mạnh, một trong hai người duy nhất thừa hưởng Huyết Kế Phát triển (vượt trên cả Huyết Kế Giới Hạn, người còn lại chính là thầy của ông, Tsuchikage Đệ Nhị). Huyết Kế Phát triển cho phép Tsuchikage Đệ Tam và Đệ Nhị sử dụng ba nguyên tố Thổ, Phong, và Hỏa để tạo ra Trần Thuật, một nhẫn thuật cực kỳ mạnh. Ngoài ra khi ông sử dụng Thổ Độn của mình, ông có thể giảm trọng lượng của cơ thể cũng như của các vật thể khác, nhẹ đến mức có thể bay được. Ông là người đã từng giao chiến với Uchiha Madara trước đây.

#### Tsuchikage Đệ Tứ - Kurotsuchi (黒ツチ,Hắc Thổ Tri)

Kurotsuchi

Kurotsuchi là cháu gái của Tsuchikage Đệ Tam và cũng là cận vệ của ông. Cô thường cho rằng ông của mình là một "ông già bướng bỉnh" và nói mấy câu khiến Tsuchikage Đệ Tam rất bực, nhưng cô vẫn rất nghe lời ông mình. Sau Đại chiến Thế giới Ninja lần thứ tư, cô được chọn làm Tsuchikage Đệ Tứ.

### Các ninja khác của Làng Đá

#### Han (ハン,Phan)
Han là một shinobi mạnh mẽ đến từ Làng Đá và được coi là một Jinchuriki hoàn hảo của Ngũ Vĩ. Là một Jinchuriki, Han đã chứng tỏ rằng sức mạnh của mình không hề tầm thường chút nào. Nhưng anh đã bị giết bởi Akatssuki và sau đó được hồi sinh trong Đại Chiến Thế giới Nhẫn Giả lần thứ tư.

#### Roshi (老紫,Lão Tử)
Roshi là ninja của làng Đá là Jinchuriki của Tứ Vĩ của Tứ vĩ từ nhỏ. Roshi được xem là người có thể hiểu và điều khiển được sức mạnh của vĩ thú trong người.
Với khả năng sử dụng Dung độn (một nhẫn thuật gồm Hỏa độn và Thổ độn), Roshi được xem là một ninja vô cùng dũng mãnh và thiện chiến. Đụng độ Akatsuki, Roshi đã bị Kisame đánh bại trong một cuộc chiến vô cùng ác liệt. Ông mất sau khi Tứ vĩ bị Pain phong ấn vào Dị ma tượng.

## Samurai

### Mifune (三船,Tam Thuyền)
Là người chủ quản cho cuộc họp Ngũ Kage, được biết đến là một Samurai rất mạnh. Hanzou từng nhận xét rằng mọi nhẫn thuật đều vô dụng với Mifune, do kĩ thuật xuất kiếm nhanh như chớp của ông, khiến ninja không kịp kết ấn. Ông điều khiển đội Samurai trong đại chiến lần thứ tư, và góp phần đánh bại kẻ địch giúp phe Liên Minh thắng thế.

## Khác

### Yahiko (彌彥,Di Ngạn)
Là đồng đội và bạn thân của Konan và Nagato, cũng là học trò của Jiraiya. Anh là người đã hi sinh để bảo vệ Nagato, khiến cho Nagato hận đời rồi biến thành Pain để hoàn thành ước mơ hòa bình của anh. Konan có tình cảm đặc biệt với anh. Anh là một ninja giỏi, giàu tình nghĩa và có ước mơ tốt đẹp.

### Fu (フウ,Phù)
Fu là một kunoichi đến từ làng Thác Nước  Jinchuuriki của Thất Vĩ và là Jinchuuriki duy nhất không thuộc Ngũ đại quốc. Bản thân vĩ thú này có tiềm năng lớn về chakra hệ phong nên Fuu đã có thể sử dụng Phong thuật ở cấp độ cao.
Là một người rất hiếu động, cô luôn khao khát tìm kiếm những thứ bên ngoài vì vậy mặc cho những lời khuyên ngăn từ Shibuki cô đã kết bạn với một số người khác.
Cũng vì lẽ ấy nên Kakuzu lợi dụng lòng tin của cô để cướp đi Thất Vĩ.